# Gustave Courbet
Pour les articles homonymes, voir Courbet.
Gustave Courbet, né le 10 juin 1819 à Ornans (Doubs, France) et mort le 31 décembre 1877 à La Tour-de-Peilz (Vaud, Suisse), est un peintre et sculpteur français, chef de file du courant réaliste.
Auteur d'un important corpus de peintures — plus d'un millier d'œuvres —, Courbet est l'un des artistes les plus puissants et les plus complexes du XIXe siècle. Dès 1848-1849, ses toiles s'opposent aux critères de l'académisme, à l'idéalisme, aux outrances romantiques ; transgressant la hiérarchie des genres, il provoque le scandale chez ses contemporains, et l'attrait de quelques collectionneurs privés, perturbant les frontières de l'art.
Soutenu par quelques critiques, comme Charles Baudelaire et Jules-Antoine Castagnary, son œuvre, qui ne peut être réduite à l'épisode du réalisme pictural, contient en germe la plupart des courants modernistes de la fin de son siècle.
Individualiste, revendiquant son autodidactisme et son terroir, Courbet était un amoureux des forces de la nature et des femmes. S'il a mené quelques combats, notamment contre la religiosité, la mauvaise foi et le mépris pour les paysans et des travailleurs manuels, la fin de sa vie le montre tout entier face aux éléments du paysage. Rarement un peintre avait, de son vivant, essuyé autant d'insultes.
Élu républicain, acteur de la Commune de Paris de 1871, il est accusé d'avoir fait renverser la colonne Vendôme, et condamné à la faire relever à ses propres frais. Exilé en Suisse, il entretient des contacts épistolaires suivis avec sa famille, ses amis parisiens, et continue d'exposer et de vendre ses œuvres. Malade, il meurt épuisé, trois ans avant l'amnistie générale, âgé de 58 ans.
Reconsidérée depuis les années 1970, notamment par la critique anglo-saxonne qui lui donne ses premiers véritables biographes, son œuvre vigoureuse et sans compromis, éclairée par l'exploration de ses écrits privés qui révèle un être lucide, subtil et sensible, ne cesse d'entretenir avec notre modernité des rapports intimes, souvent surprenants.
Le musée départemental Gustave Courbet (Doubs, Ornans) est consacré à son œuvre.

## Biographie
« J'ai étudié, en dehors de tout système et sans parti pris, l'art des anciens et l'art des modernes. Je n'ai pas voulu plus imiter les uns que copier les autres. J'ai voulu tout simplement puiser dans l'entière connaissance de la tradition le sentiment raisonné et indépendant de ma propre individualité. »

— Gustave Courbet, Le Réalisme, 1855.

### Origines et jeunesse

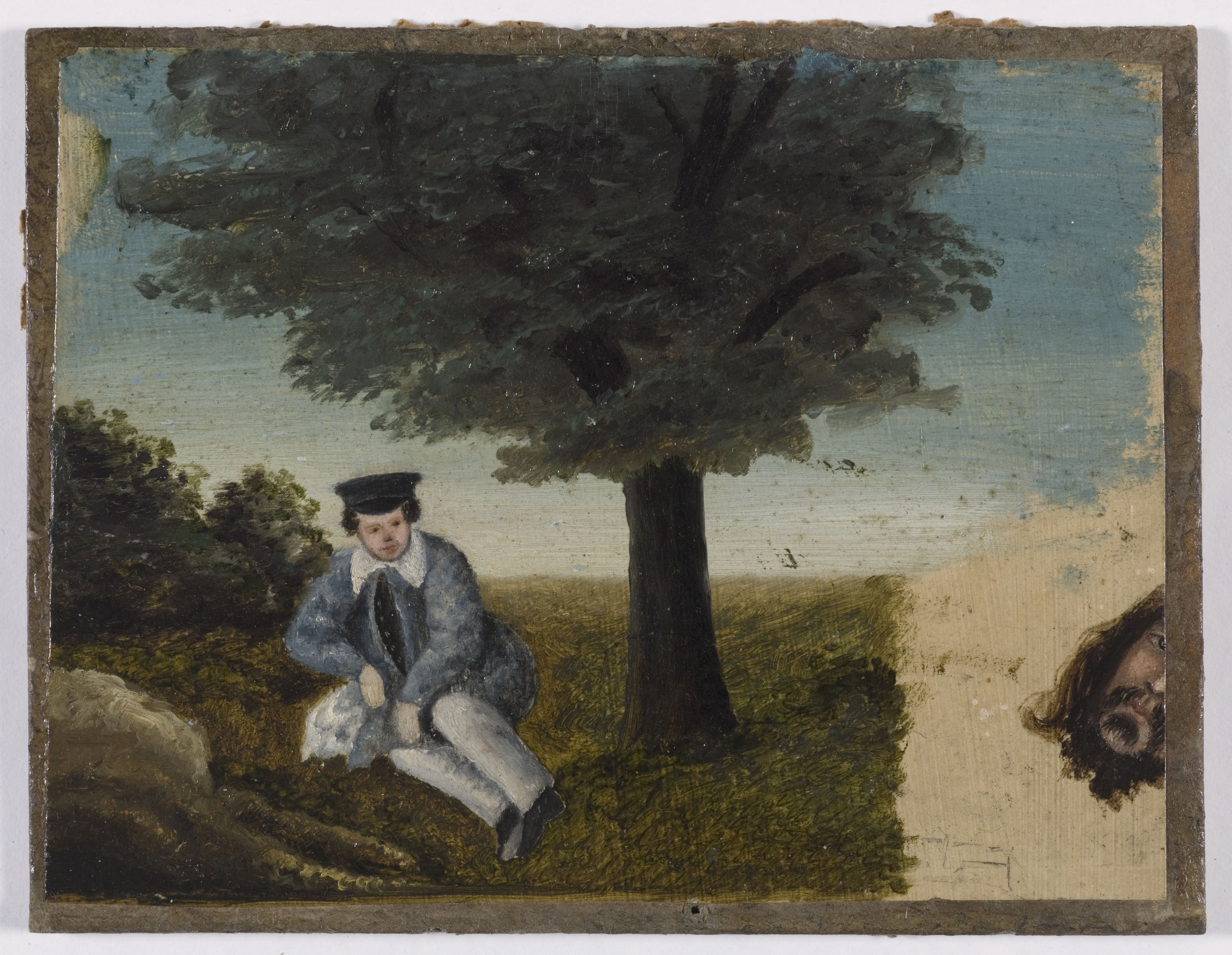
Autoportrait à l'âge de quatorze ans ; fragment de tête barbue (ca. 1833). Musée Carnavalet, Paris.

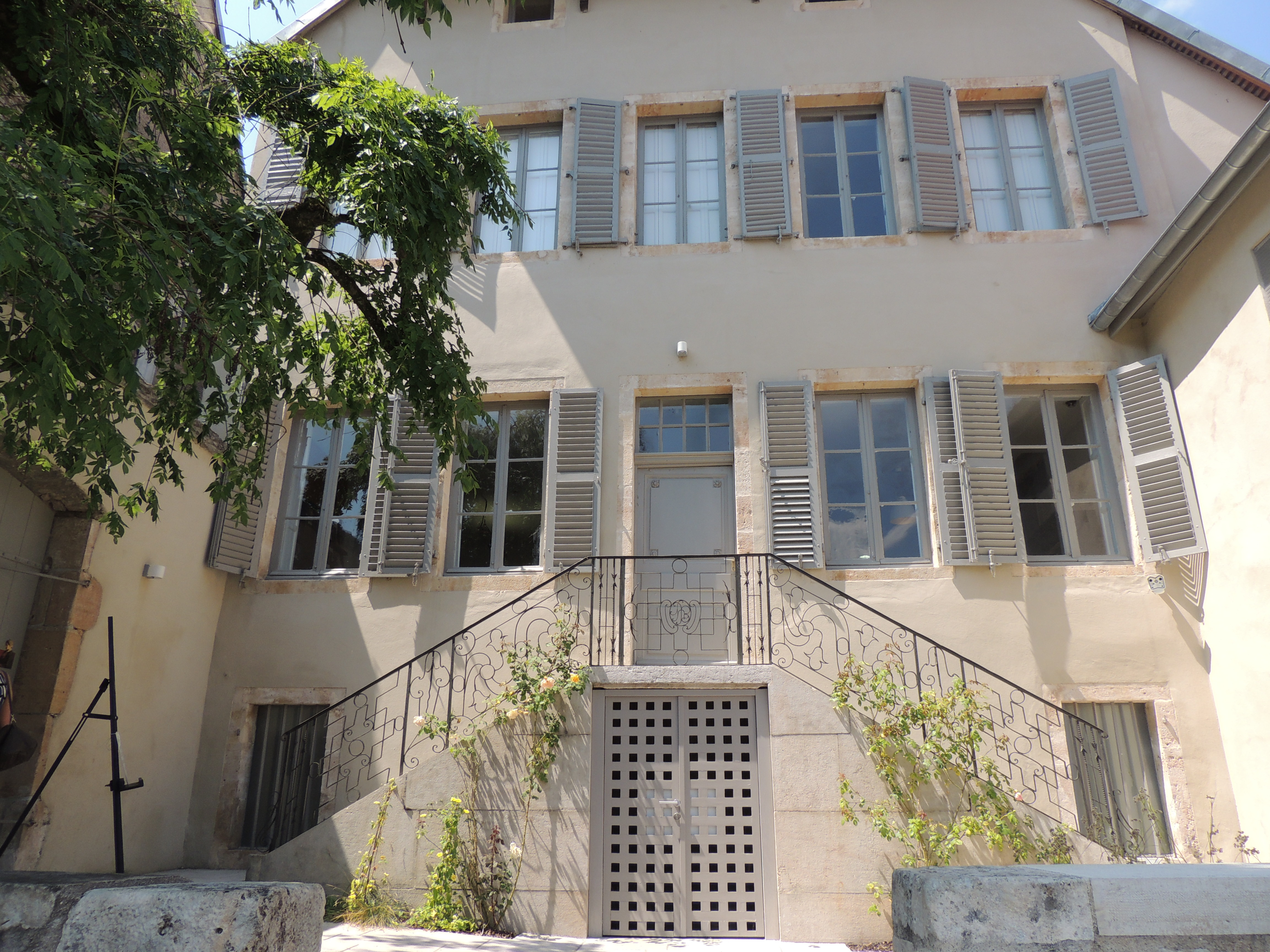
Maison natale du peintre à Ornans (Doubs).

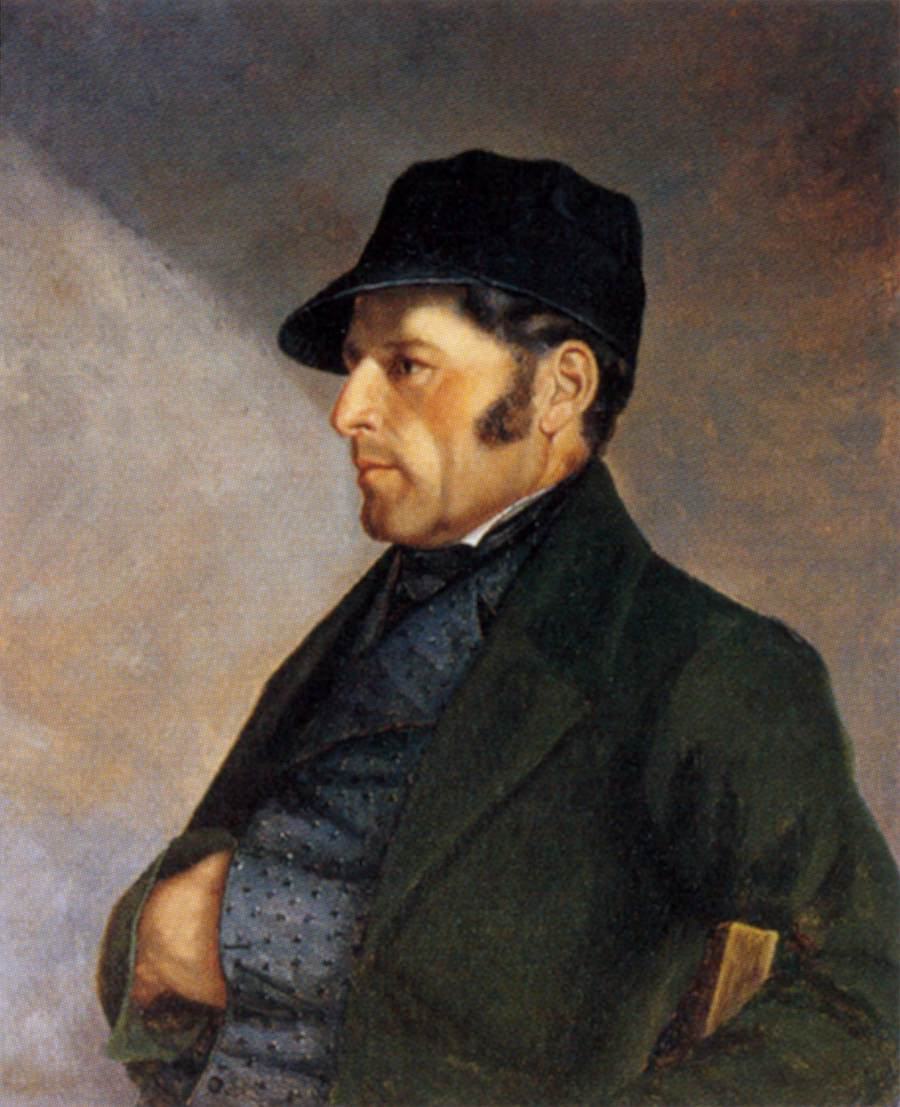
Portrait de Régis Courbet (1840), collection particulière.

Gustave Courbet est issu d’une famille aisée de propriétaires terriens de Franche-Comté. Son père Éléonor Régis Courbet (1798-1882), suffisamment riche pour devenir électeur au suffrage censitaire (1831), possède une ferme et des terres au village de Flagey, situé dans le département du Doubs, aux portes du Haut-Jura, où il élève des bovins et pratique l’agriculture ; par son beau-père, Jean-Antoine Oudot (1768-1848), il gère un vignoble de plus de six hectares situé sur les terres d'Ornans : c'est là que Jean Désiré Gustave naît le 10 juin 1819 ; sa mère, Suzanne Sylvie Oudot (1794-1871), donne par ailleurs naissance à cinq autres enfants dont seules trois filles survivront : Thérèse (1824-1925), Zélie (1828-1875) et Juliette (1831-1915). Gustave est donc à la fois l'aîné et le seul garçon de cette fratrie terrienne, très inscrite dans l'espace franc-comtois où se croisent montagnards, chasseurs, pêcheurs, bûcherons, au milieu d'une nature forte, omniprésente.

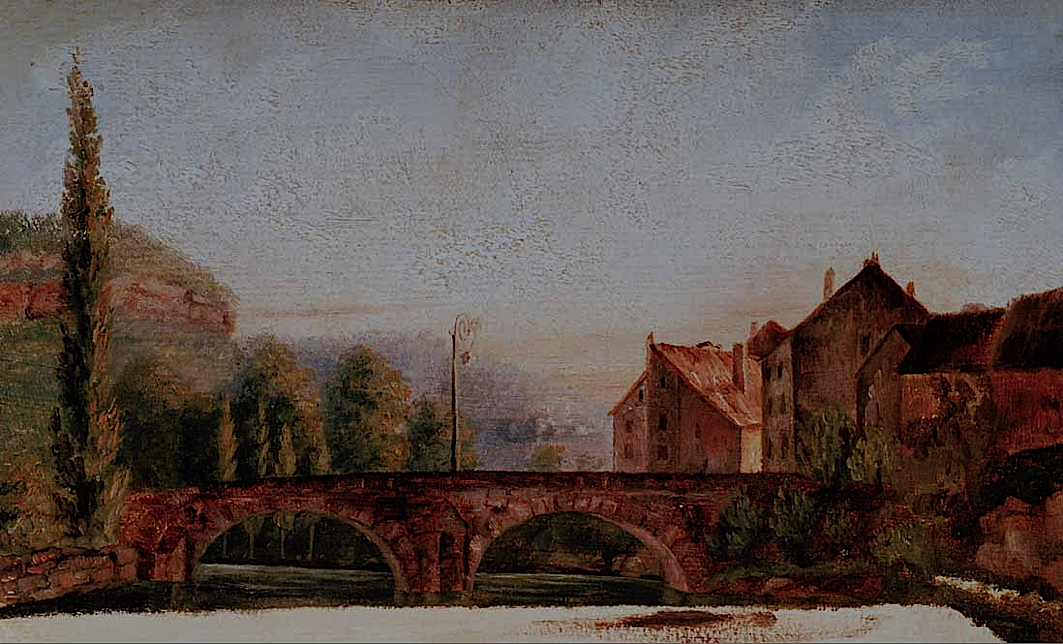
Le Pont de Nahin (Ornans) (1837), huile sur toile, Ornans, musée Courbet.

En 1831, Gustave l'aîné entre comme élève externe au petit séminaire d'Ornans où il reçoit, entre autres, un premier enseignement artistique auprès d'un professeur de dessin, Claude-Antoine Beau, ancien élève d'Antoine-Jean Gros ; Gustave se passionne pour cette discipline et s'y distingue, négligeant ses études classiques,. On garde de cette époque son premier tableau, un Autoportrait, à l'âge de 14 ans (1833, Paris, musée Carnavalet). Ensuite, il entre comme interne au collège royal de Besançon où, dans la classe des beaux-arts, il suit les cours de dessin de Charles-Antoine Flajoulot (1774-1840), un ancien élève de Jacques-Louis David. À cette époque, Flajoulot était également le directeur de l'école des beaux-arts de Besançon, mais Courbet n'y est pas inscrit. Cependant, alors que Courbet se plaint de sa vie encasernée dans les murs du collège, ses parents le font loger chez un particulier. Puis, l'adolescent, de moins en moins assidu aux études classiques, se plaît à suivre les cours de Flajoulot directement dans l'enceinte de l'école des beaux-arts : là, il y croise toute une jeunesse composée d'étudiants en art, dont Édouard Baille, plus mature, ne rêvant que de monter à Paris ; Baille fit le portrait de Courbet en 1840. Le collégien produit certes de petits tableaux mais ses parents le destinent avant tout à des études supérieures d'ingénieur ; le père rêve pour son fils de l'École polytechnique, mais, avec son épouse, étant donné les résultats médiocres de leur fils en mathématiques, ils se rabattent sur l'étude du droit à Paris. Dans la capitale s'illustre un certain François-Julien Oudot (1804-1868), avocat jurisconsulte et philosophe du droit, le plus éminent membre de la famille. La mère de Gustave demande donc à ce parent d'accueillir son fils à Paris.

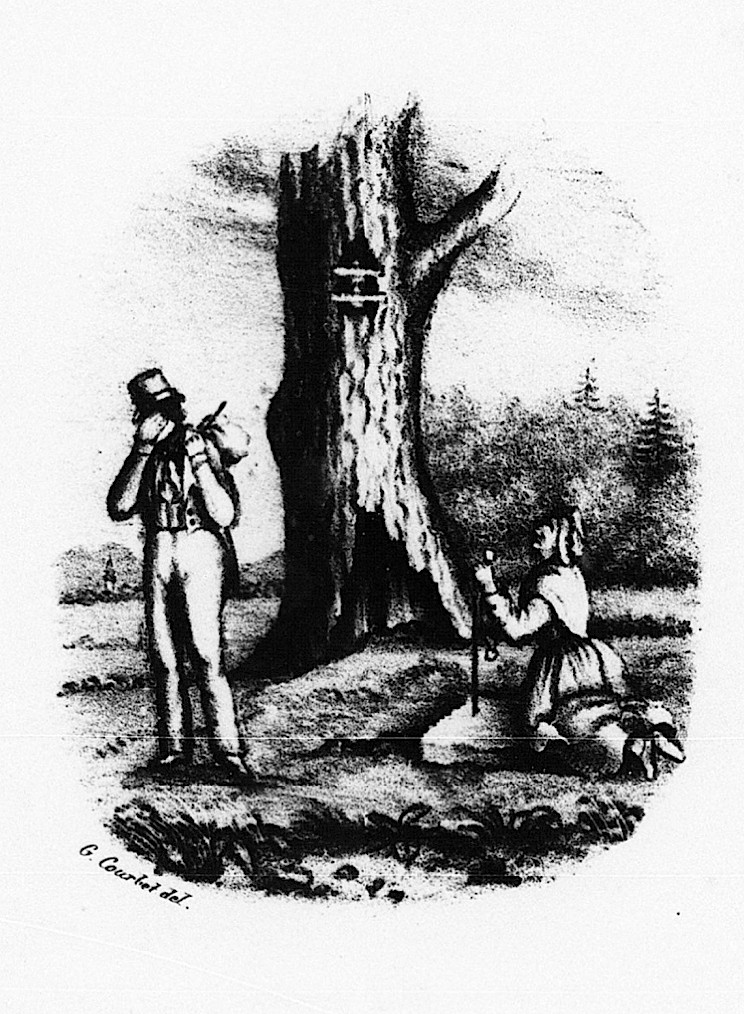
Premier dessin de Courbet pour les Essais poétiques de Max Buchon (1839).

Il part pour Paris en novembre 1839, non sans avoir réalisé quelques semaines plus tôt, avec son ami Max Buchon, quatre dessins destinés à l'illustration lithographique des Essais poétiques de ce dernier : publié par un imprimeur de Besançon, il s'agit-là du premier exercice public du jeune artiste, âgé d'à peine vingt ans.
Logé dans un premier temps chez François-Julien Oudot à Versailles où se côtoient des bourgeois assez mondains et d'autres, ouverts d'esprit, il commence ses études de droit, vivant d'une pension que lui versent ses parents. L'année 1839-1840 est déterminante : Courbet délaisse son droit au profit de la peinture. En effet, il passe plus de temps dans l’atelier parisien du peintre Charles de Steuben. D'autre part, il retrouve à Paris ses amis d’enfance, tels Urbain Cuenot et Adolphe Marlet, ce dernier l’introduit à l’atelier de Nicolas-Auguste Hesse, un peintre d’histoire qui l’encourage dans la voie artistique. Courbet, qui s'est toujours défendu d'avoir eu de tels maîtres, écrit à ses parents qu'il abandonne le droit et qu'il veut devenir peintre : ses parents acceptent sa décision et continuent à lui verser sa pension. De plus, le 21 juin 1840, Gustave Courbet parvient à se faire réformer du service militaire.
Élève libre, Courbet se rend, comme tout étudiant en art de son époque, au musée du Louvre pour y copier les maîtres, activité qu'il poursuivra tout au long des années 1840. Il est admiratif du clair-obscur hollandais, de la sensualité vénitienne et du réalisme espagnol. Courbet est un œil, il a un sens unique de l'alchimie visuelle. Il est aussi influencé par les œuvres de Géricault dont il copie une tête de cheval.

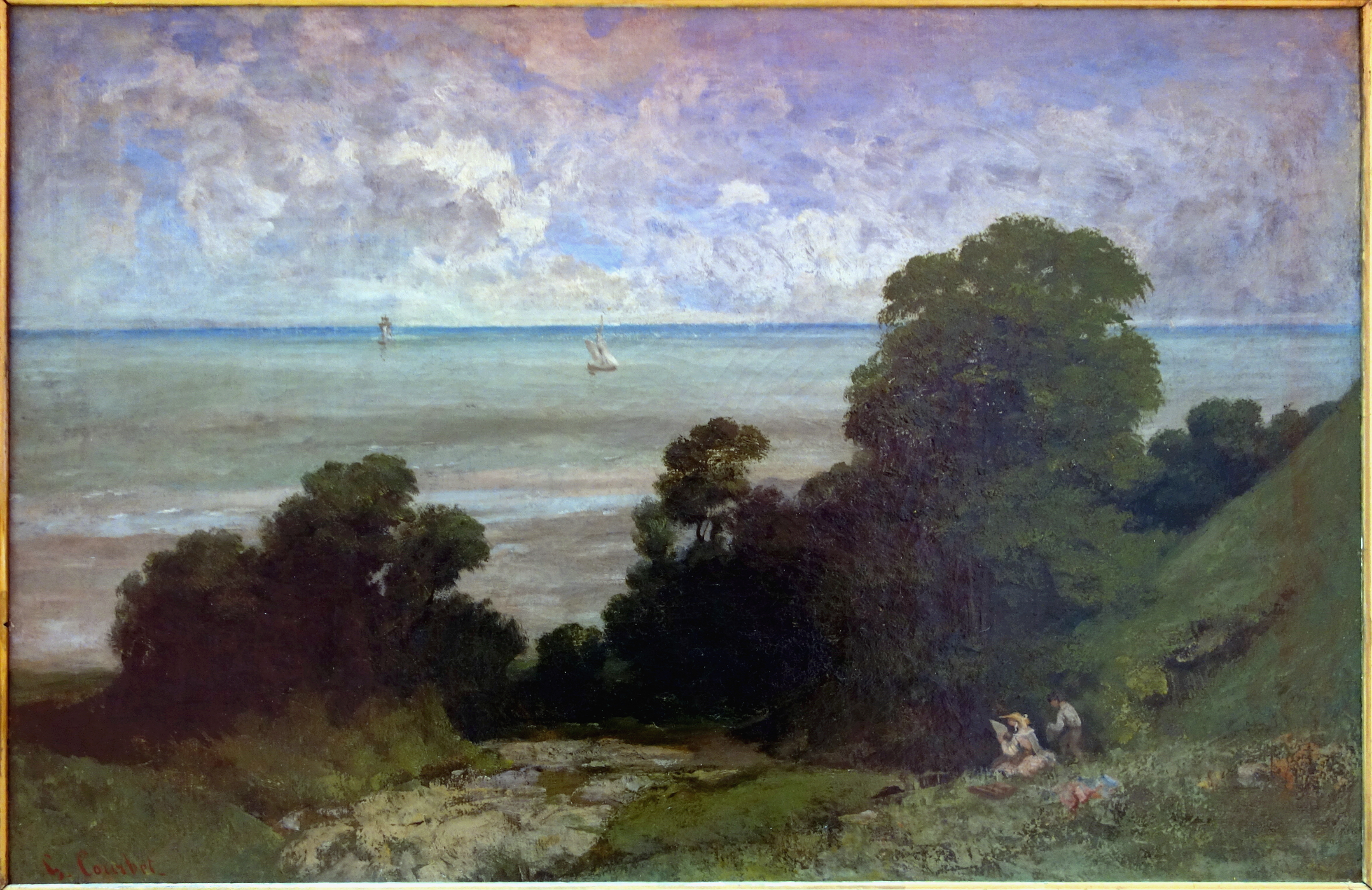
Marine ou Vue d’Honfleur (1841), huile sur toile, Lille, palais des Beaux-Arts.

Au printemps 1841, il découvre les rivages de la Normandie : c'est son premier séjour face à la mer, accompli en compagnie d'Urbain Cuenot. Les deux amis descendent en bateau la Seine depuis Paris jusqu'au Havre, explorant les rives. Il écrit à son père :

« Je suis enchanté de ce voyage qui m’a développé beaucoup les idées sur différentes choses dont j’avais besoin pour mon art. Nous avons enfin vu la mer, la mer sans horizon (que c’est drôle pour un habitant du vallon). Nous avons vu les beaux bâtiments qui la parcourent. C’est trop attrayant, on se sent entraîné, on voudrait partir voir le monde entier. Nous avons traversé la Normandie, pays charmant, tant pour la richesse de la végétation que pour ses sites pittoresques et ses monuments gothiques qui peuvent être comparés à tout ce qu’il y a de mieux en ce genre. »

C'est à l'occasion de ce voyage qu'il fait la connaissance de Virginie Binet, une Dieppoise de onze ans son aînée avec qui il entretiendra une liaison amoureuse de quatorze années, qui lui donnera un fils prénommé Désiré - représenté au premier plan de L'atelier du peintre et dans Les Cribleuses de blé- et qui lui causera un grand chagrin lorsqu'il apprendra en 1854 par Champfleury qu'elle le quitte (rupture qui lui a inspiré L'homme blessé). Il a représenté à plusieurs reprises celle qu'il appelait « ma femme » - dont Femme nue dormant près d'un ruisseau (1845) et La Blonde endormie (1849)   - et il conservera jusqu'à sa mort Les Amants heureux dans la campagne peint en 1844. Il reviendra souvent à Dieppe voir son petit garçon, qu'il regrettait beaucoup, et plus tard, par son ami Paul Ansout, il le fera embaucher chez un maître ivoirier dieppois, mais le jeune homme mourra prématurément à vingt-cinq ans.
D'autre part, et malgré la faible documentation, il effectue probablement à cette époque un premier séjour en forêt de Fontainebleau. Il a quitté Versailles pour loger dans une chambre au 4, rue Saint-Germain-des-Prés, puis une autre au 28, rue de Buci. Beaucoup de ses premières toiles ont disparu. Certaines portent des titres comme Ruines le long d'un lac et L'Homme délivré de l'amour par la mort, d'inspiration romantique.

### Les années 1840: des débuts difficiles

#### Premiers Salons

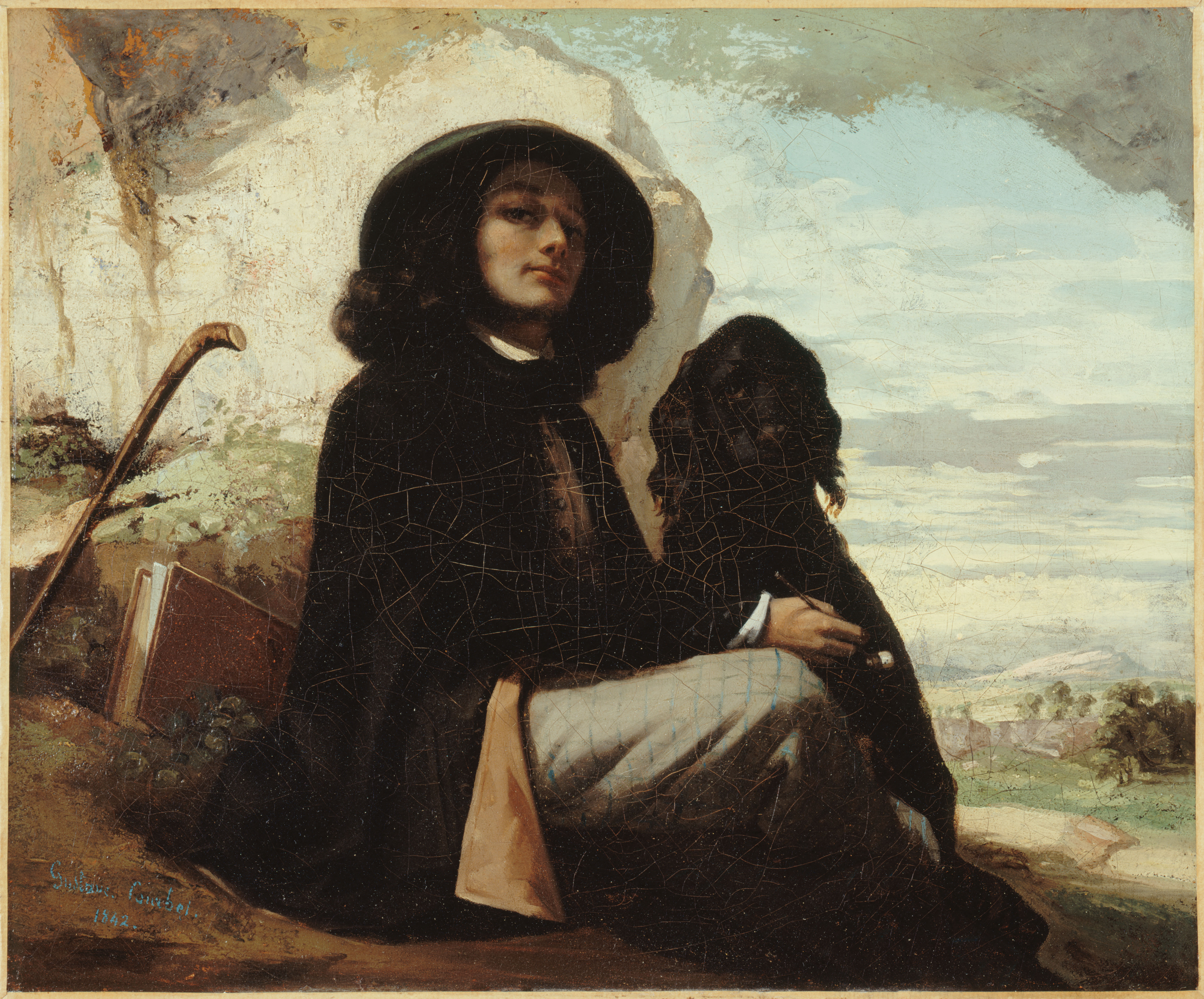
Portrait de l'auteur dit Autoportrait au chien noir (1842), huile sur toile, Paris, Petit Palais.

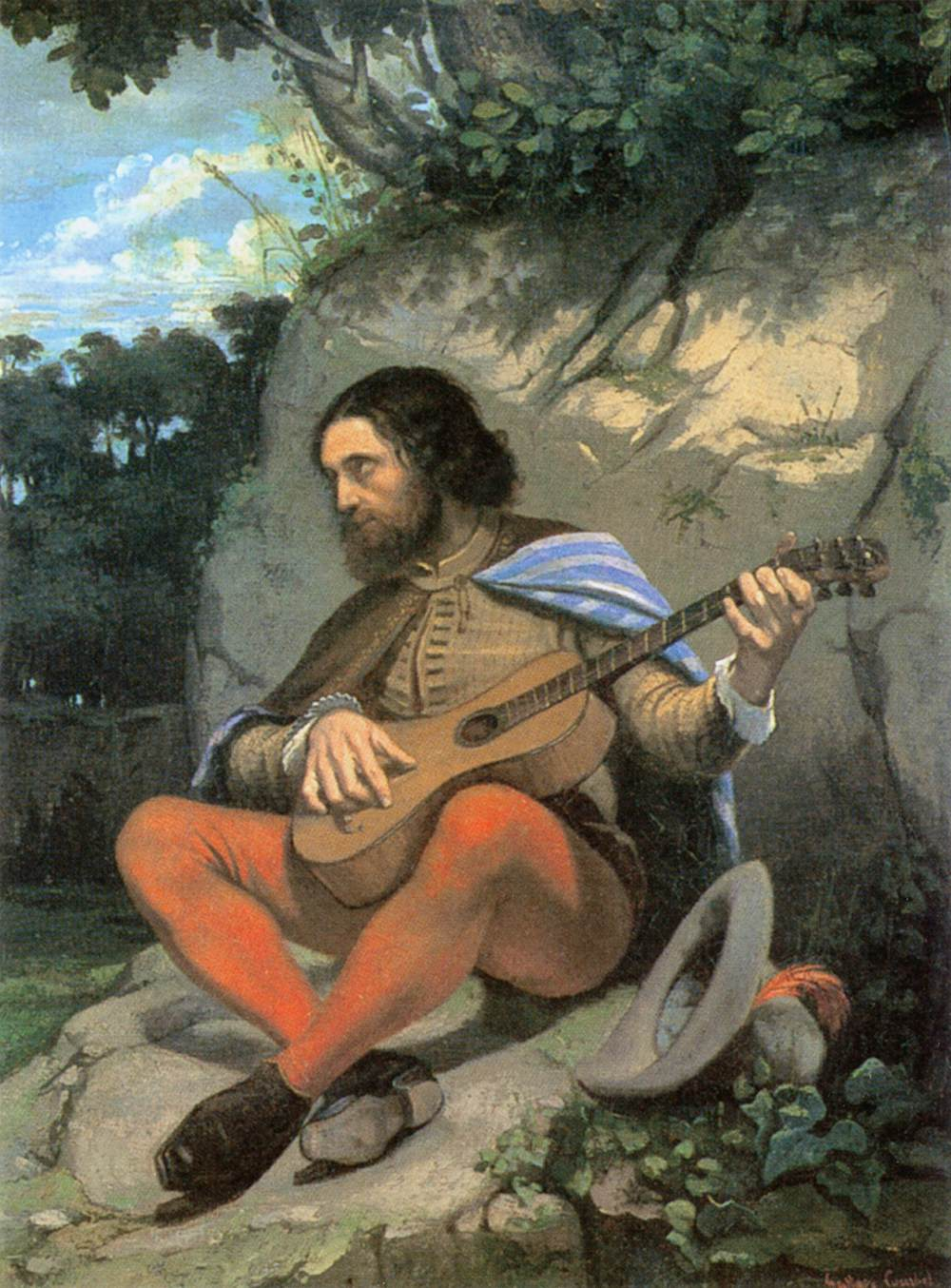
Guitarrero, jeune homme dans un paysage (1844), huile sur toile, New York, Collection Hitesman.

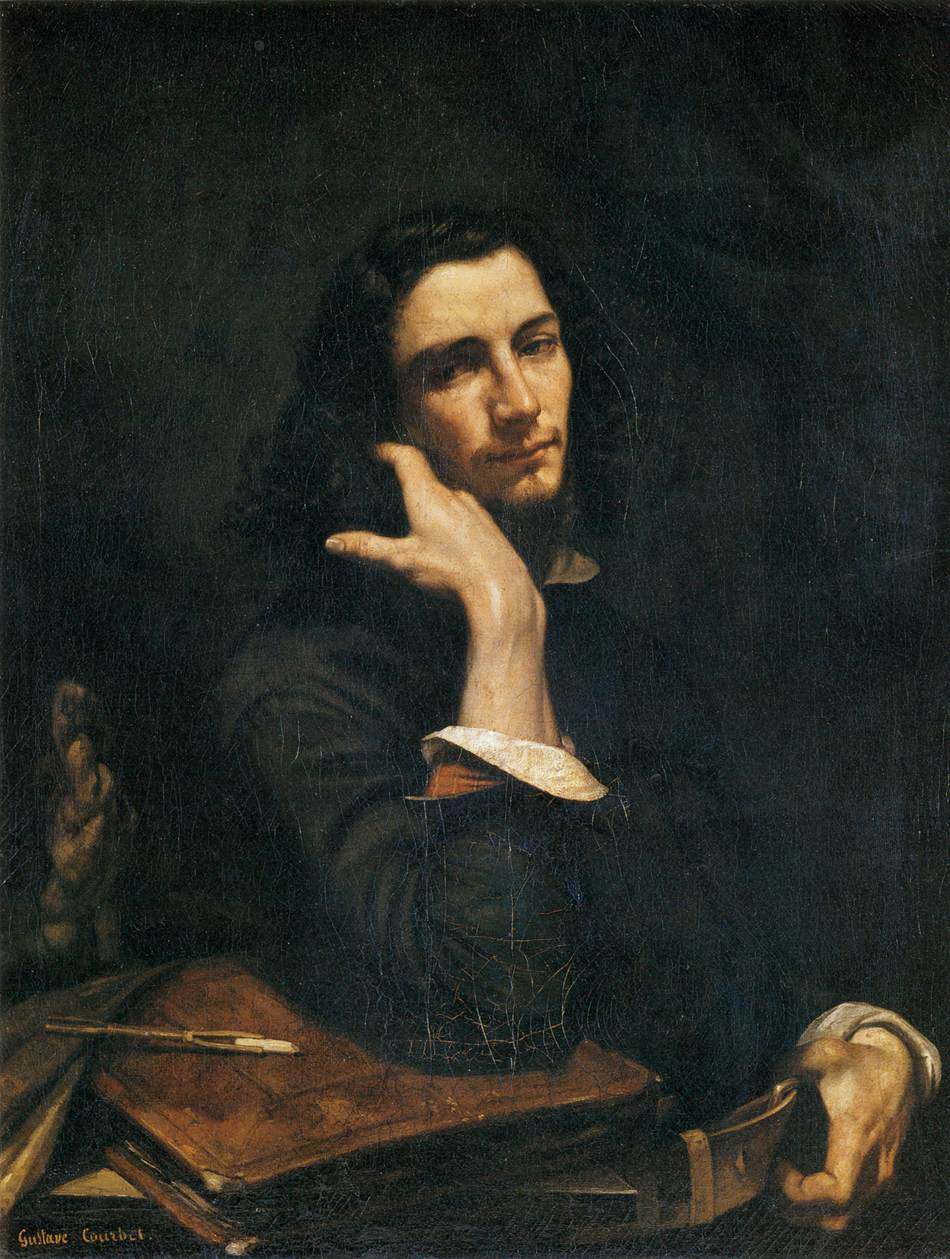
L'Homme à la ceinture de cuir (1845-1846), huile sur toile, Paris, musée d'Orsay.

Début 1841, Courbet se sent suffisamment prêt pour oser présenter au jury du Salon une grande toile, Portraits d'Urbain Cuenot et Adolphe Marlet, qui est refusée. En 1842, il s’installe au Quartier latin et occupe son premier atelier au « 89 » rue de la Harpe, dans les anciens locaux du collège de Narbonne, qu'il loue 280 francs par an. Il fréquente, toujours en élève libre, l'académie de Charles Suisse, à l'angle du boulevard du Palais et du quai des Orfèvres, mais abandonne rapidement, jugeant les exercices (anatomie, modèle, etc.), sans intérêt. Il présente au jury du Salon de 1842 Halte de chasseurs et Un intérieur, deux petits tableaux, refusés.
Il continue à se former lui-même en dessinant et copiant au Louvre des maîtres du passé qu'il affectionne tel que Diego Vélasquez, Francisco de Zurbarán, José de Ribera, en compagnie d'un nouveau camarade, François Bonvin, qu'il a rencontré à l'académie aux cours du soir, et qui lui sert de guide. Au jury du Salon de 1843, il présente Portrait de M. Ansout et un Portrait de l'auteur (musée de Pontarlier), refusés.
En 1844, sur les recommandations de Hesse, le Salon reçoit de Courbet d'abord Loth et ses filles, un tableau de genre religieux au thème académique, une Étude de paysage, puis le Portrait de l'auteur dit Autoportrait au chien noir (1842-44, Petit Palais, Paris), et finit par accepter de n'exposer que ce dernier. C'est la première fois, le jeune peintre est très fier, il l'annonce à ses parents : « Je suis enfin reçu à l’exposition, ce qui me fait le plus grand plaisir. Ce n’est pas le tableau que j’ai le plus désiré qui fût reçu mais c’est égal, c’est tout ce que je demande car le tableau qu’ils m’ont refusé n’était pas fini. […] Ils m’ont fait l’honneur de me donner une fort belle place à l’exposition ce qui me dédommage. Le tableau qui est reçu c’est mon portrait avec paysage. Chacun m’en fait compliment. Chose très drôle. Il a été fait il y a deux ou trois ans car mon chien noir se trouve près de moi ». Ce chien est un épagneul qu'il décrivait ainsi deux ans plus tôt : « J’ai maintenant un superbe petit chien anglais noir, un épagneul pur sang qui m’a été donné par un de mes amis, il fait l’admiration de chacun et il est beaucoup plus fêté que moi chez mon cousin. Urbain [Cuenot] vous le mènera l’un de ces jours », écrivait-il de Paris à ses parents en mai 1842. Cependant, alors qu'il comptait sur Loth et ses filles, son visage est devenu public, car le voici forcé d'exposer un tableau intimiste, qu'il gardait pour lui, un motif très marqué par Géricault mais aussi par la « ligne serpentine » d'un Hogarth, inscrit dans le paysage franc-comtois. D'autres autoportraits ont précédé, d'autres vont suivre, où il se représente en homme amoureux aux côtés d'une femme, ou frontalement, ou fumant, etc. : il y a chez lui, mais en apparence seulement, une forme d'égocentrisme qui témoigne, non pas d'un nombrilisme, mais d'une quête identitaire. La toile qui symbolise le mieux ce malaise est Le Désespéré (1844-1854) qu'il mettra près de dix ans à achever et qu'il n'exposa jamais : rétrospectivement, on dirait ici figurée la bohème romantique parisienne, qui traverse, à la fin des années louisphilipardes, elle aussi, une crise identitaire. D’un portrait l’autre, « s’affirme la personnalité du jeune artiste qui construit son moi par la quête autobiographique autant que par les voyages, les vacances à Ornans, et la formation parisienne qu’il s’impose dans le travail de l’atelier et les visites aux musées ».
En 1845, Courbet se cherche encore. Il propose cinq toiles — dont Coup de dames et, inspiré d'Ingres, Le Hamac ou le Rêve — pour le Salon, mais le jury n'en retient qu'une, le Guitarrero qui s'inscrit dans la lignée du style troubadour : est-ce lui ? toujours est-il qu'on ne l'y reprendra pas — son autre toile, Le Sculpteur (1845), est de la même facture —, car, essayant de la vendre 500 francs, il ne trouve pas d'acheteur. Dépité mais se montrant ambitieux, il écrit à ses parents le 11 avril, que « quand on n’a pas encore de réputation on ne vend pas facilement et tous ces petits tableaux ne font pas de réputation. C’est pourquoi il faut que l’an qui vient je fasse un grand tableau qui me fasse décidément connaître sous mon vrai jour, car je veux tout ou rien ».
Début 1846, son style évolue, sa palette s'obscurcit et le Salon, sur huit toiles présentées en mars, ne retient que le Portrait de l'artiste, connu aujourd'hui sous le nom de L'Homme à la ceinture de cuir : sous cet anonymat, certains jurés et critiques vont reconnaître le peintre et le sanctionner en plaçant sa toile loin des yeux du public. Courbet se sent profondément blessé. Durant l'été, il part explorer la Belgique et les Pays-Bas, invité par le marchand néerlandais H. J. van Wisselingh (1816-1884), qu'il avait connu à Paris un an plus tôt, lui achetant deux tableaux dont Le Sculpteur. Il lui commande son portrait, qui s'exprime sous l'influence des maîtres flamands et hollandais admirés dans les musées d'Amsterdam et de La Haye,.
L'année suivante, toutes ses toiles sont refusées. Furieux, le 21 mars 1847, il écrit à son père :

« J’ai été refusé complètement de mes trois tableaux. J’ai comme d’habitude des compagnons d’infortune des plus célèbres […] C’est un parti pris de ces messieurs du jury, ils refusent tous ceux qui ne sont pas de leur école, si ce n’est un ou deux contre lesquels ils ne peuvent plus lutter – MM. Delacroix, Decamps, Diaz – mais tous ceux qui ne sont pas aussi connus du public sont renvoyés sans réplique. Cela ne me contrarie pas le moins du monde au point de vue de leur jugement, mais pour se faire connaître il faut exposer et malheureusement il n’y a que cette exposition-là. Les années passées lorsque j’avais moins une manière à moi, que je faisais encore un peu comme eux, ils me recevaient, mais aujourd’hui que je suis devenu moi-même, il ne faut plus que je l’espère. On se remue plus que jamais pour détruire ce pouvoir-là. »

Pour se consoler, il part explorer la Belgique « de long en large », d'abord en compagnie de Jules Champfleury, puis seul, et il passe beaucoup de temps dans les brasseries.

#### Virginie Binet

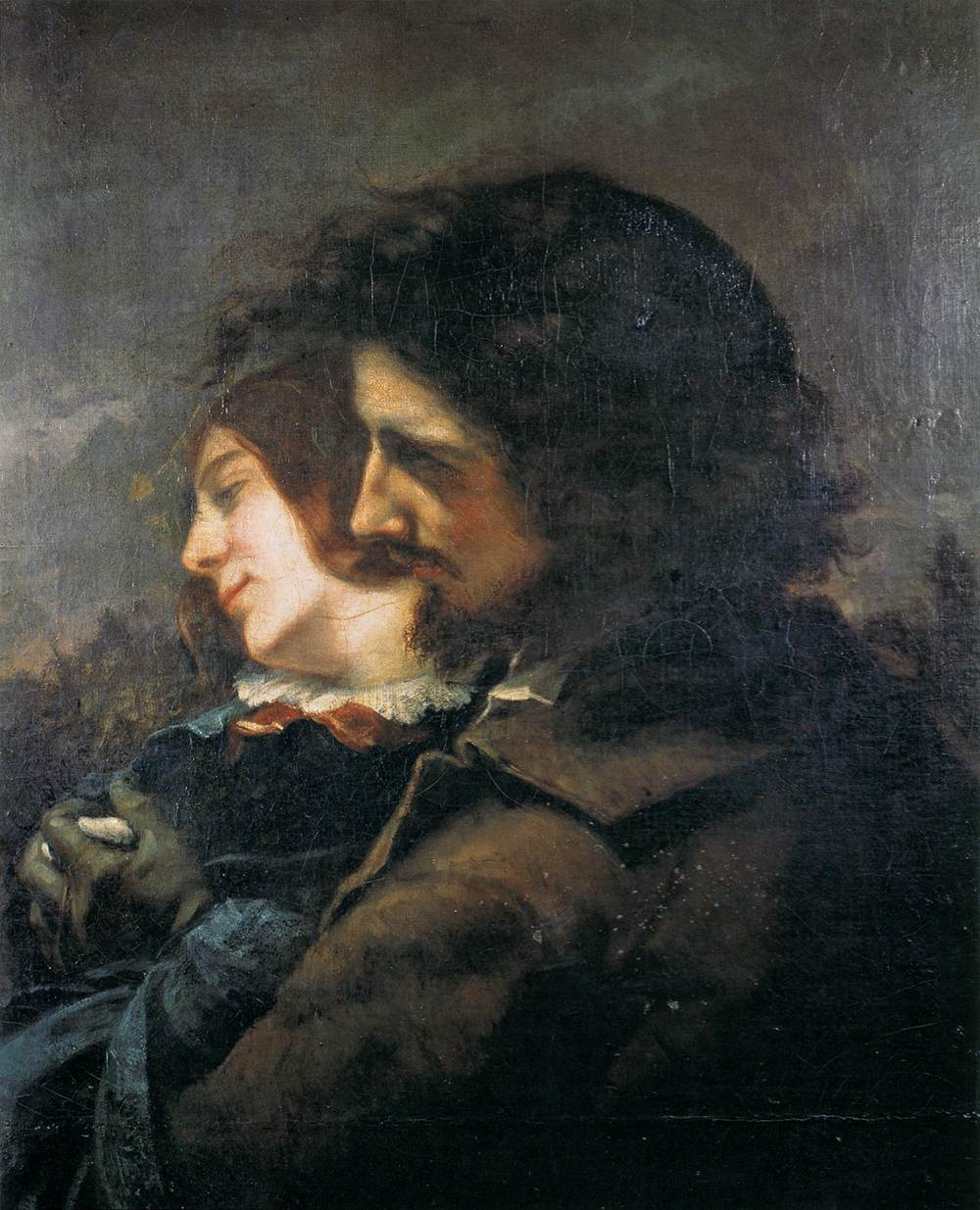
Les Amants ou Valse (1845), huile sur toile, Lyon, musée des beaux-arts.

Les années 1840 voient aussi éclore le premier grand amour de Courbet en la personne de Virginie Binet (1808-1865), sur laquelle l'on dispose de peu d'informations. Leur relation semble avoir duré une dizaine d'années et s'être très mal terminée. Liaison redécouverte tardivement, et selon les historiens d'art Jack Lindsay et Hélène Toussaint, Virginie aurait été embauchée comme modèle par Courbet, posant rue de la Harpe. On voit dans Les Amants ou Valse (1845, présenté au Salon de 1846, refusé) une représentation de leur relation devenue amoureuse. La morale du temps interdit à Courbet d'en parler dans sa correspondance familiale, surtout qu'il est encore aidé par ses parents : le peintre reste donc évasif sur ces tableaux-là. D'autre part, en septembre 1847, Virginie donne naissance à Désiré Alfred Émile, qu'elle doit déclarer « enfant naturel ». Il est avéré que jamais Courbet ne le reconnaîtra de façon officielle — l'enfant est mort en 1872 sous le nom de sa mère à Dieppe, ville où Virginie s'était installée après la rupture avec Courbet au début des années 1850. Un autre fait troublant est ce que révèle la radiographie d'une toile intitulée L'Homme blessé : jamais exposée du vivant du peintre, on y distingue deux repentirs dont l'un montre un jeune couple tendrement enlacé où les experts voient Virginie et Gustave, le tableau présentant en définitive l'image d'un homme agonisant.

#### Les amis de la rue Hautefeuille

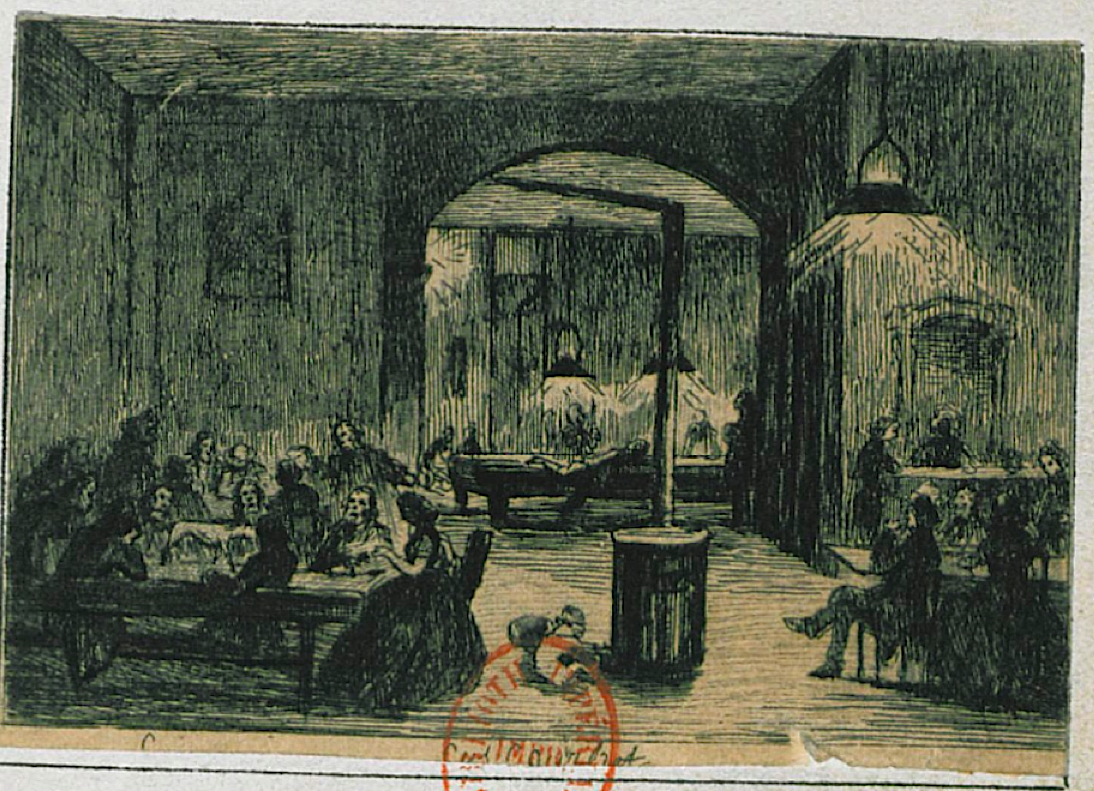
La Brasserie Andler-Keller (vers 1848), eau-forte d'après un dessin de Courbet, collection André Jammes.

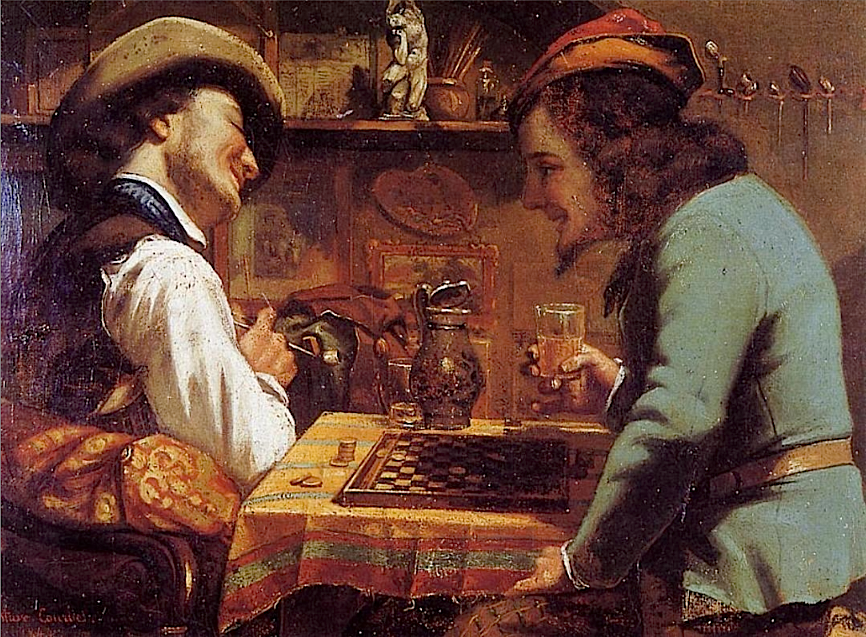
Coups de dames (1844), huile sur toile, Caracas, collection Adolpho Hauser. Heureux, Courbet se peint ici avec un ami en son atelier.

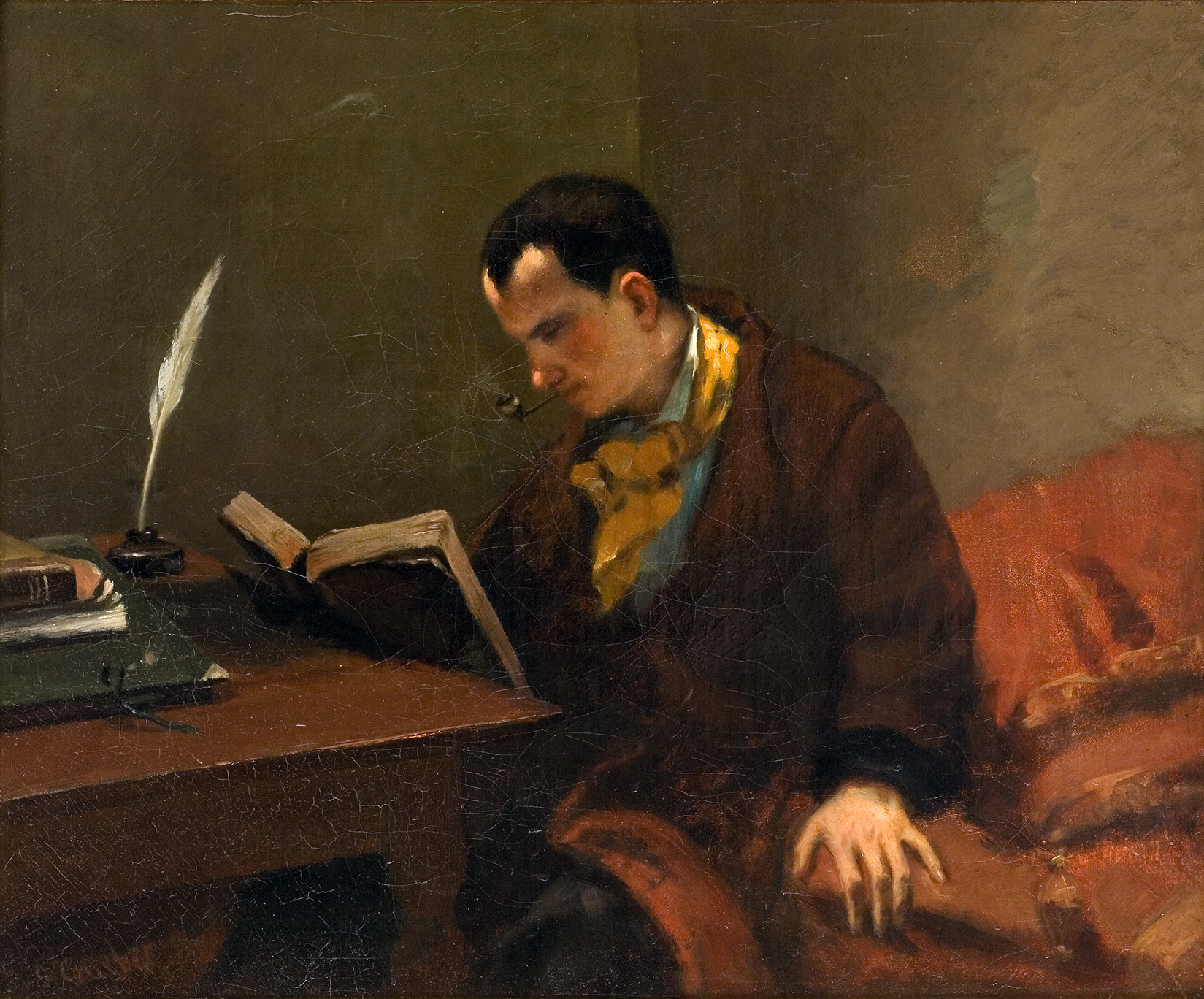
Portrait de Charles Baudelaire (1848), huile sur toile, Montpellier, musée Fabre.

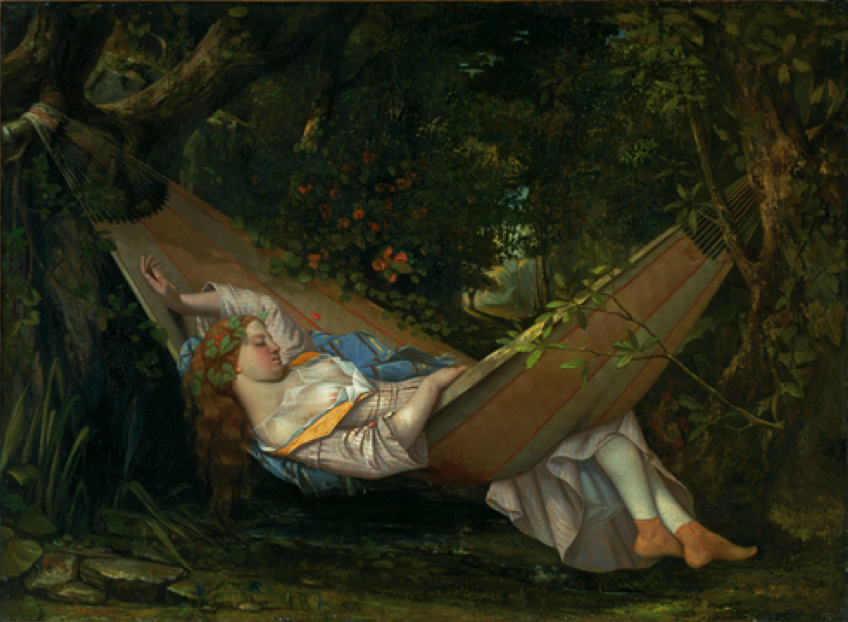
Le Hamac ou Le Rêve (1844), Winterthour, musée Oskar Reinhart « Am Römerholz ». Inspiré par Ingres et figurant l'une de ses sœurs, cette œuvre fut exposée en 1848.

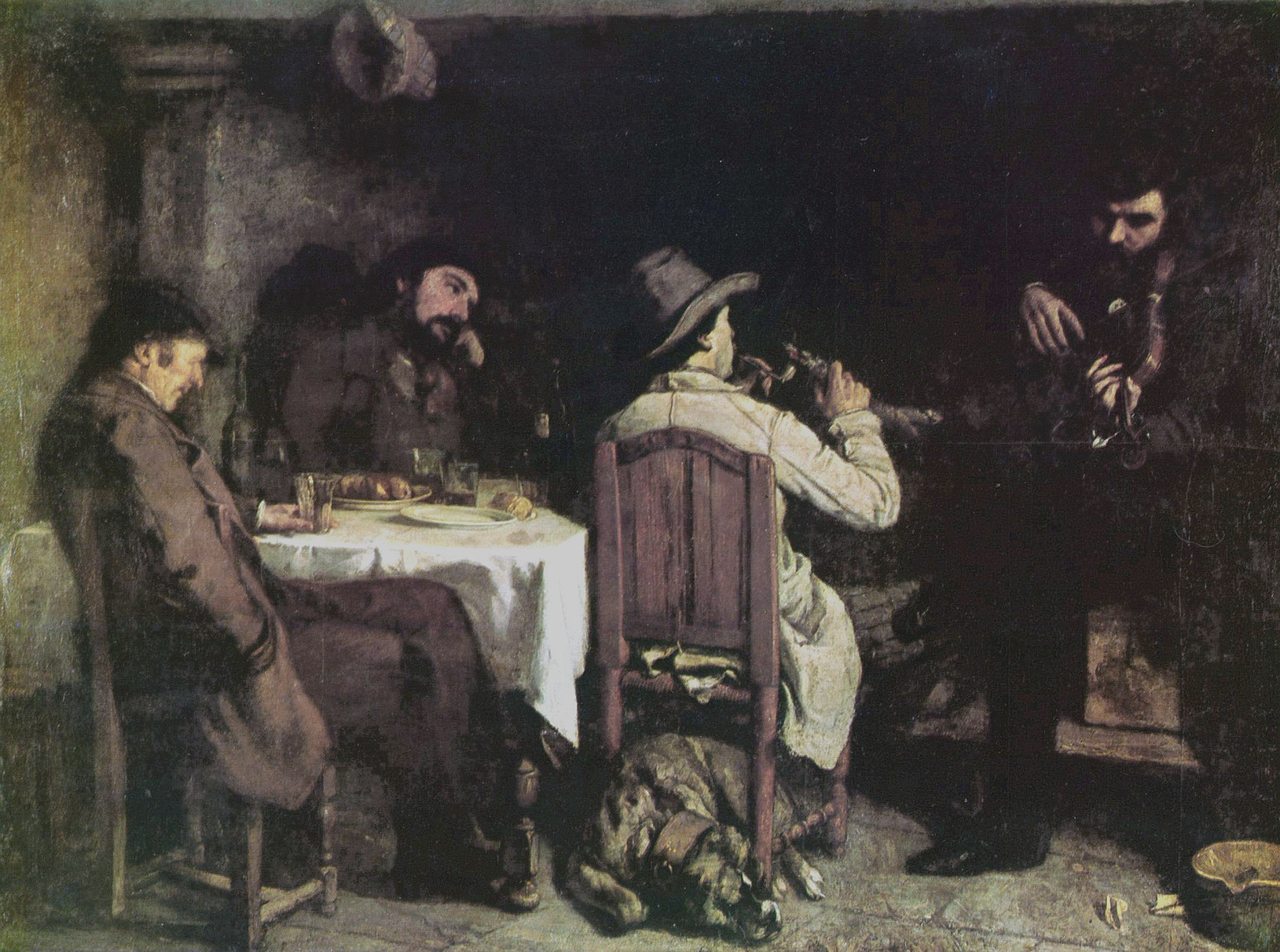
L'Après-dînée à Ornans (1849), huile sur toile, Lille, palais des beaux-arts. La toile par laquelle le succès arrive.

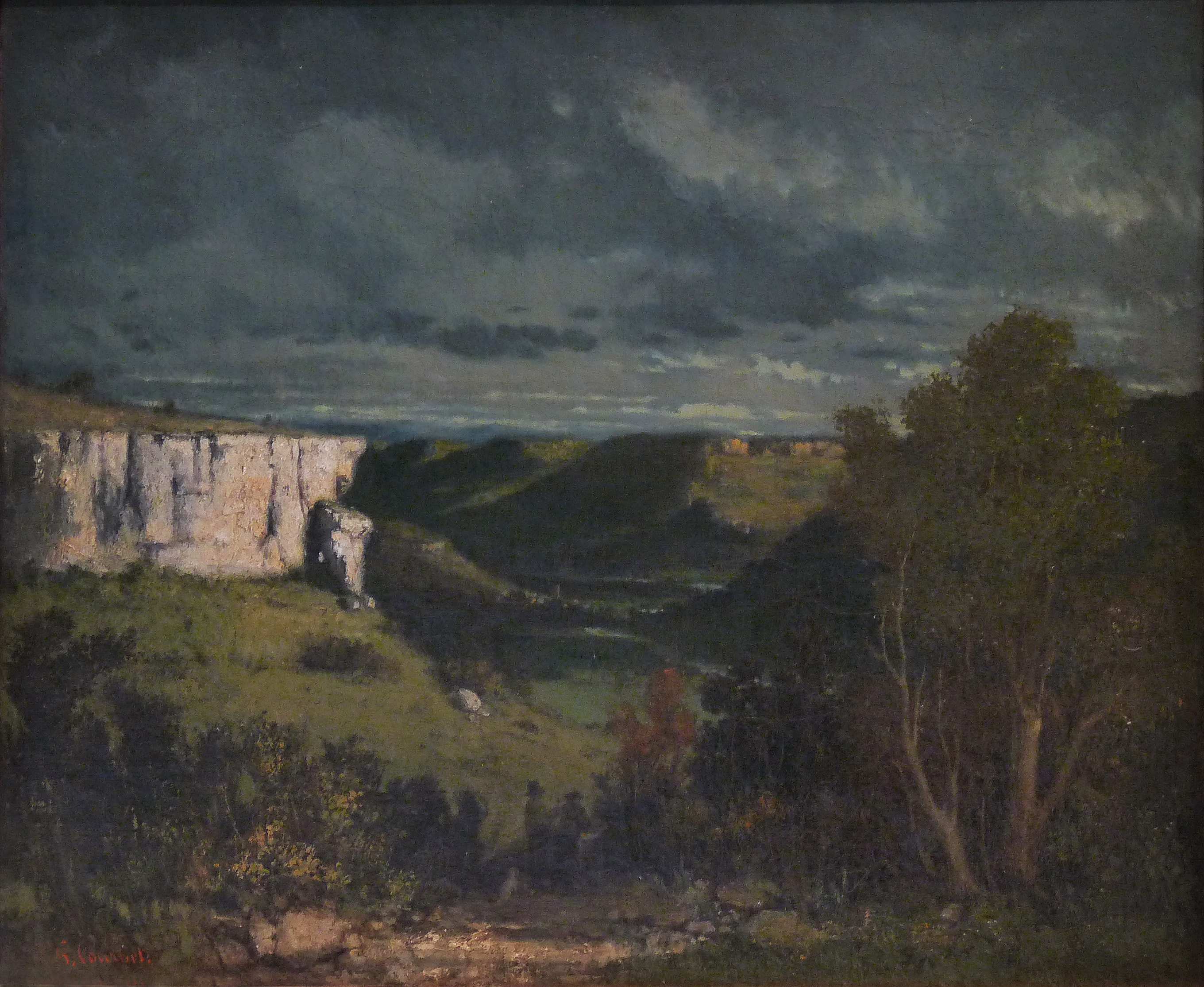
La Vallée de la Loue par ciel d'orage (1849), Strasbourg, musée des beaux-arts. Émergent chez Courbet des paysages où s'estompe la présence de l'homme.

Peu avant fin 1848, quittant la rue de la Harpe, il va s'installer dans un atelier au 32, rue Hautefeuille, non loin d'un endroit qu'il fréquente depuis déjà plusieurs années, la brasserie Andler-Keller, située au no 28 de cette rue, l'une des premières de ce genre à Paris, tenue par la « Mère Grégoire » dont il fera le portrait en 1855.
Cette brasserie, Courbet en fait son annexe : s'élaborent là, au milieu d'amis, de grandes théories. Charles Baudelaire y vient en voisin, et le sculpteur Auguste Clésinger, venu de la rue Bréda, s'y sent chez lui. On y croise également la bande d'Ornans dont Max Buchon et le musicien Alphonse Promayet, Henry Murger, Alexandre Schanne et toute une faune issue de la bohème parisienne dont Courbet reprend l'attitude (cheveux, barbe, pipe), la mode, et les idéaux. Alfred Delvau (1862) rapporte qu'il parlait fort, et sa stature imposante, son goût pour la bière et la musique, firent de lui un « chef de bande ». Il y laissa aussi quelques ardoises, car les temps étaient durs, Courbet ne vendait toujours rien.
Le 9 janvier 1848, le maire du village de Saules, près d'Ornans, lui offre 900 francs pour une grande peinture religieuse destinée à l'église du village, un Saint Nicolas ressuscitant les petits enfants (datée désormais 1847, exposée au musée Courbet, elle semblait remonter aux années 1844-45). Cet argent arrive à point, car il ne peut même plus payer son loyer. Et puis en février, la révolution les surprend, la république est proclamée. Effet immédiat : le Salon, maintenu le 15 mars 1848, qui lui accepte trois dessins et sept toiles d'un coup. Sauf qu'aucune ne trouve preneur, en dépit d'une mention honorable. Cependant, la critique se réveille : dans Le National, Prosper Haussard (1802-1866) loue spécialement Le Violoncelliste, un nouvel autoportrait, que le critique dit inspiré de Rembrandt, tandis que Champfleury dans Le Pamphlet admire La Nuit de Walpurgis (plus tard repeinte).
La bande de la rue Hautefeuille, c'est Champfleury, l'un des plus fidèles amis de Courbet, qui en parle. L'écrivain touche-à-tout appellerait plus tard la brasserie Andler « le temple du réalisme ». Un autre témoin et ami de Courbet, c'est Jules-Antoine Castagnary, qui rapportera que, en dehors de son atelier, dans les années 1860 « c'était à la brasserie qu'il prenait contact avec le monde extérieur ». La révolution grondant, Courbet est là au cœur de l’effervescence artistique et politique. Il y joue du violon, se lie avec des artistes qui veulent proposer une troisième voie, un antagonisme au romantisme et aux goûts académiques : l'ennemi déclaré c'est Paul Delaroche. Certains créateurs comme Charles Baudelaire ou Hector Berlioz, dont il fait les portraits, sont les plus brillants esprits de ce changement. Ignace-François Bonhommé, peintre de formation classique, proche de Champfleury par ses idées, et de Courbet par le style, aspire lui aussi à la rupture. Par une description sans concession des travailleurs d'Abainville, du Creusot ou encore de Fourchambault, son répertoire iconographique fait germer une esthétique nouvelle, un "proto-réalisme" qui ne passa sans doute pas inaperçu auprès de Gustave Courbet.
Sous l’impulsion de Champfleury, Courbet jette les bases de son propre style, ce qu'il appellera lui-même « le réalisme », reprenant un terme que sa bande avait forgé, en constatant de facto que cette peinture là existait déjà sous leurs yeux.
En juin, les choses dégénèrent dans Paris. Gustave participe aux évènements relativement de loin. Ses amis Champfleury, Baudelaire et Charles Toubin montent en quelques jours un journal, Le Salut public, dont la deuxième livraison porte en frontispice une vignette gravée d'après Courbet. Le 24, inquiet, c'est un Courbet relativement prudent et décidé à ne pas risquer sa vie qui cherche à rassurer ses parents :

« Nous sommes dans une guerre civile terrible, tout cela faute de bien s'entendre et par incertitude. Les insurgés se battent comme des lions car ils sont fusillés quand ils sont pris. Ils ont déjà fait le plus grand mal à la Garde nationale. Les provinces environnant Paris arrivent à chaque heure. Le succès n’est pas douteux car ils ne sont pas en nombre. Jusqu'ici la fusillade et le canon n'a pas arrêté une minute. C'est le spectacle le plus désolant qu'il soit possible d'imaginer. Je crois qu'il ne s'est jamais rien passé en France de semblable, pas même la Saint-Barthélemy. Tous ceux qui ne se battent pas ne peuvent sortir de chez eux car on les y ramène. La Garde nationale et la banlieue gardent toutes les rues. Je ne me bats pas pour deux raisons : d'abord parce que je n'ai pas foi dans la guerre au fusil et au canon et que ce n'est pas dans mes principes. Voila dix ans que je fais la guerre de l'intelligence, je ne serais pas conséquent avec moi-même si j’agissais autrement. La seconde raison c'est que je n'ai pas d'armes et ne puis être tenté. Ainsi, vous n’avez rien à craindre pour mon compte. Je vous écrirai dans quelques jours peut-être plus longuement. Je ne sais pas si cette lettre sortira de Paris. »

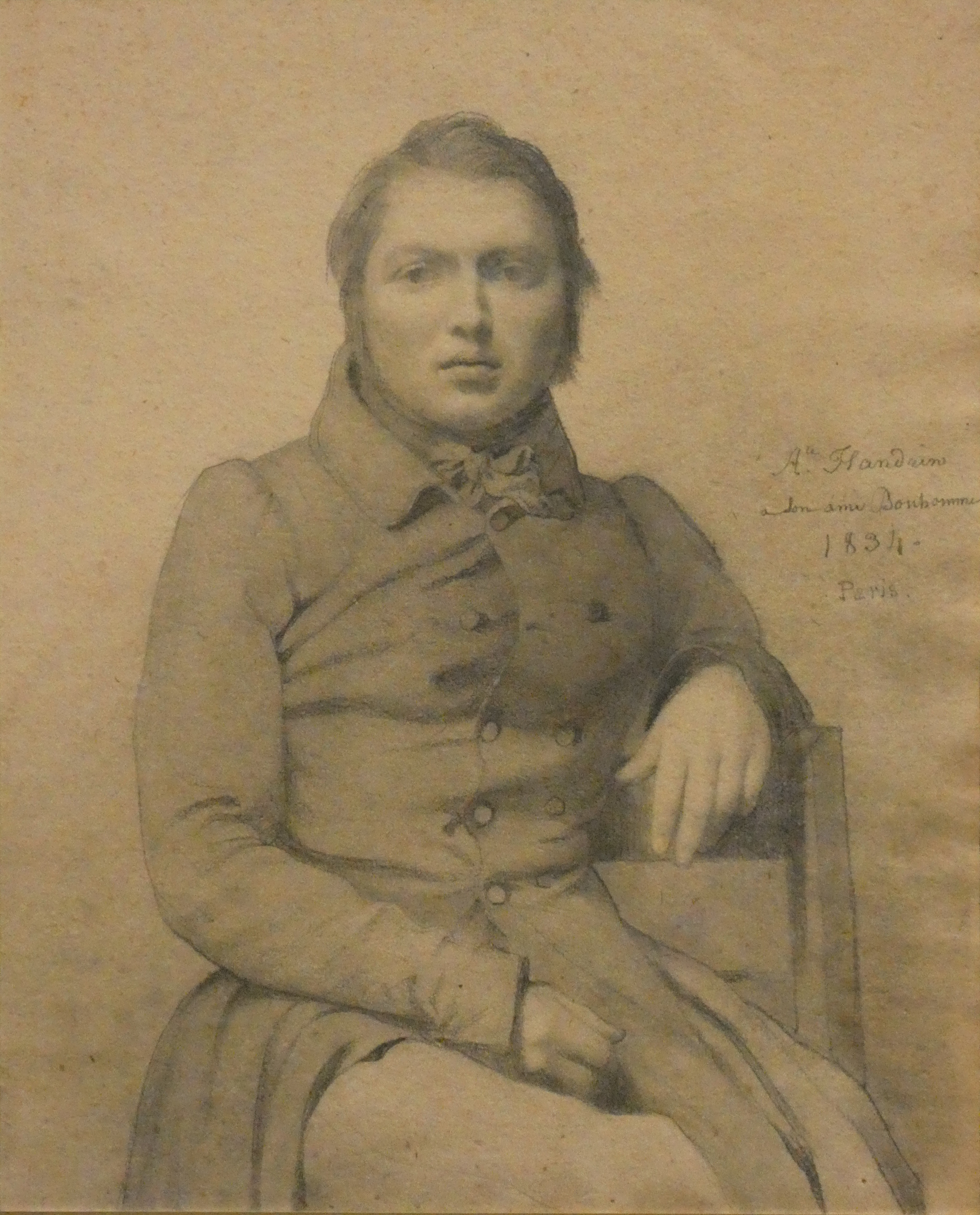
Musée des Beaux-Arts de Lyon, exposition Les Flandrin, artistes et frères. Dessin au crayon graphite et estompe de Ignace-François Bonhommé, par Auguste Flandrin, daté de 1834.

Toujours est-il qu'il rejoint tant bien que mal Ornans, d'abord pour assister à l'enterrement de son grand-père Oudot mort le 13 août, et aussi pour se refaire une santé : il y prépare ses premières toiles résolument dans l'esprit de cette nouvelle manière de voir. Dans son atelier, il reçoit les visites de Francis Wey. En mars 1849, devenu un mentor, Champfleury dresse pour le peintre la liste des onze œuvres proposées pour le Salon et c'est Baudelaire qui rédige les notices accompagnant l'envoi,. Six toiles et un dessin sont retenus par un jury désormais élu par les artistes eux-mêmes, et en les analysant, l'on sait que Courbet est devenu, au berceau de la Deuxième République, le peintre singulier que nous connaissons aujourd'hui. On y trouve en effet La Vallée de la Loue, prise de la Roche du Mont ; le village qu’on aperçoit des bords de la Loue est Montgesoye, La Vendange à Ornans, sous la Roche du Mont, Les Communaux de Chassagne ; soleil couchant ainsi que deux portraits intitulés Le Peintre et M. N… T… examinant un livre d’estampes — il s'agit de Marc Trapadoux —, et surtout Une après-dînée à Ornans, qui lui vaut une médaille d'or et son premier achat par l'État. Cette toile de grande dimension — 250 × 200 cm — lui assure la renommée, c'est un format que Courbet va adopter à l'avenir.
Les élections de décembre 1848 ayant porté au pouvoir Louis-Napoléon Bonaparte, les mois qui suivent s'annoncent agités. Parmi les nouveaux venus dans l'entourage de Courbet, il y a encore un franc-comtois, Pierre-Joseph Proudhon, et une amitié en gésine, née sans doute de la visite du peintre à la prison Sainte-Pélagie où le philosophe est incarcéré pour « offense au président de la République ». De violentes manifestations ont lieu dans la capitale et le 17 juin 1849, Courbet, qui vient d'avoir 30 ans, décide de retourner à Ornans, après l'exposition, enfin autorisée, mais dont le déroulement n'a fait qu'annoncer la fureur de la critique réactionnaire et alors que plus de 30 000 soldats s'installent dans la ville et maintiennent le couvre-feu. Cependant, ce départ n'est effectif que le 31 août, et arrivé à Ornans, Courbet est fêté en héros. Son père lui emménage un nouvel atelier. Le 26 septembre, il a déjà commencé Les Casseurs de pierres, puis en décembre on sait qu'il entame Un enterrement à Ornans.

### Les années 1850: premiers chefs-d’œuvre

#### Un long séjour à Ornans

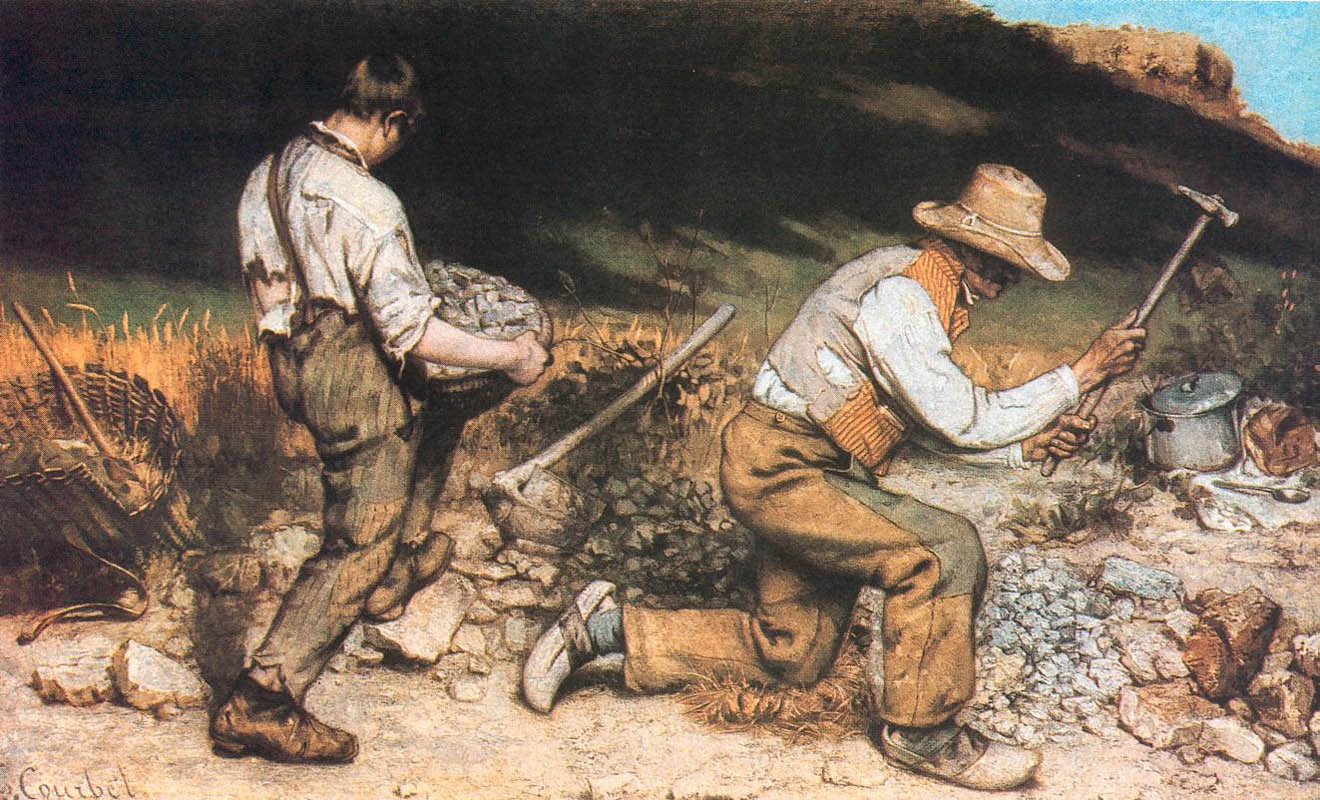
Les Casseurs de pierres (1849), Gemäldegalerie Alte Meister (Dresde), supposée détruite en 1945.

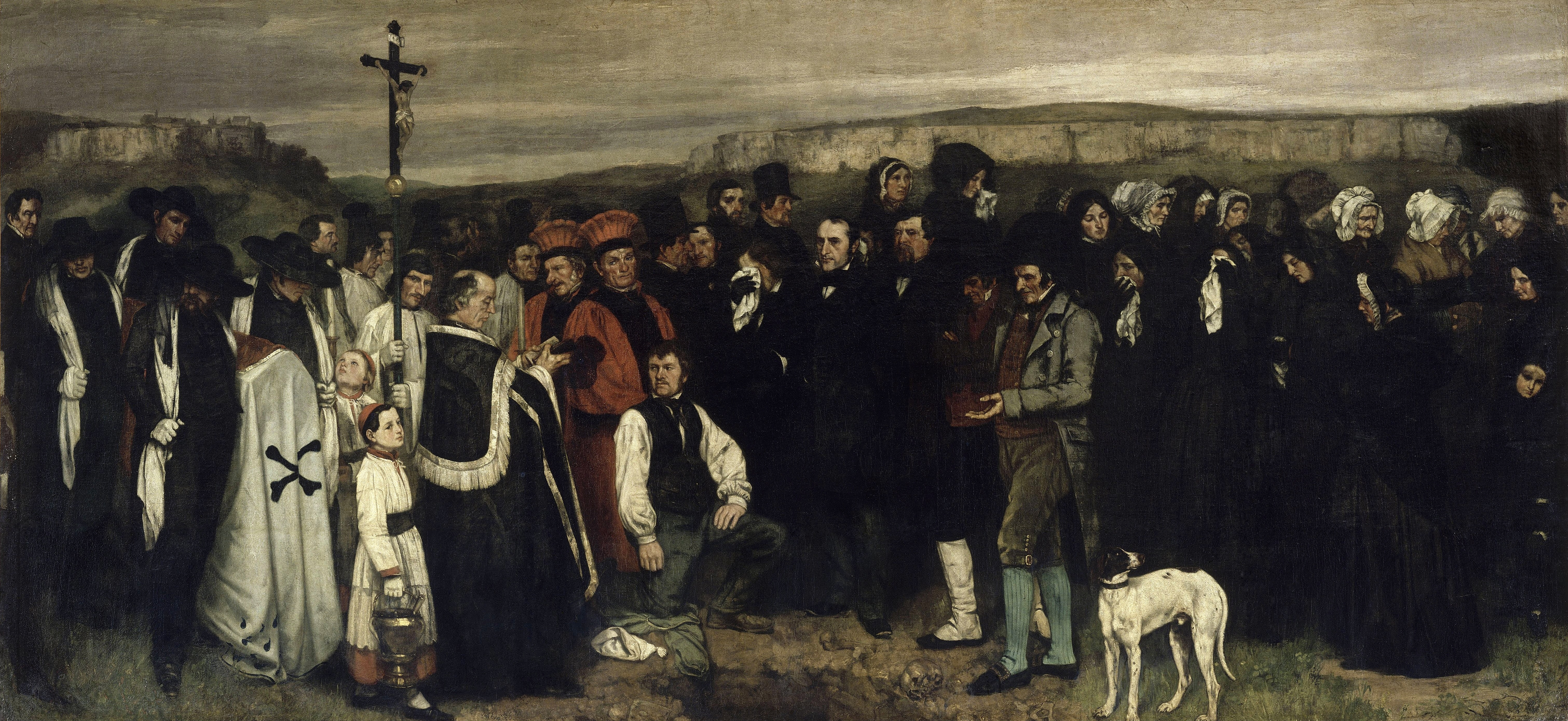
Un enterrement à Ornans (1850), Paris, musée d'Orsay.

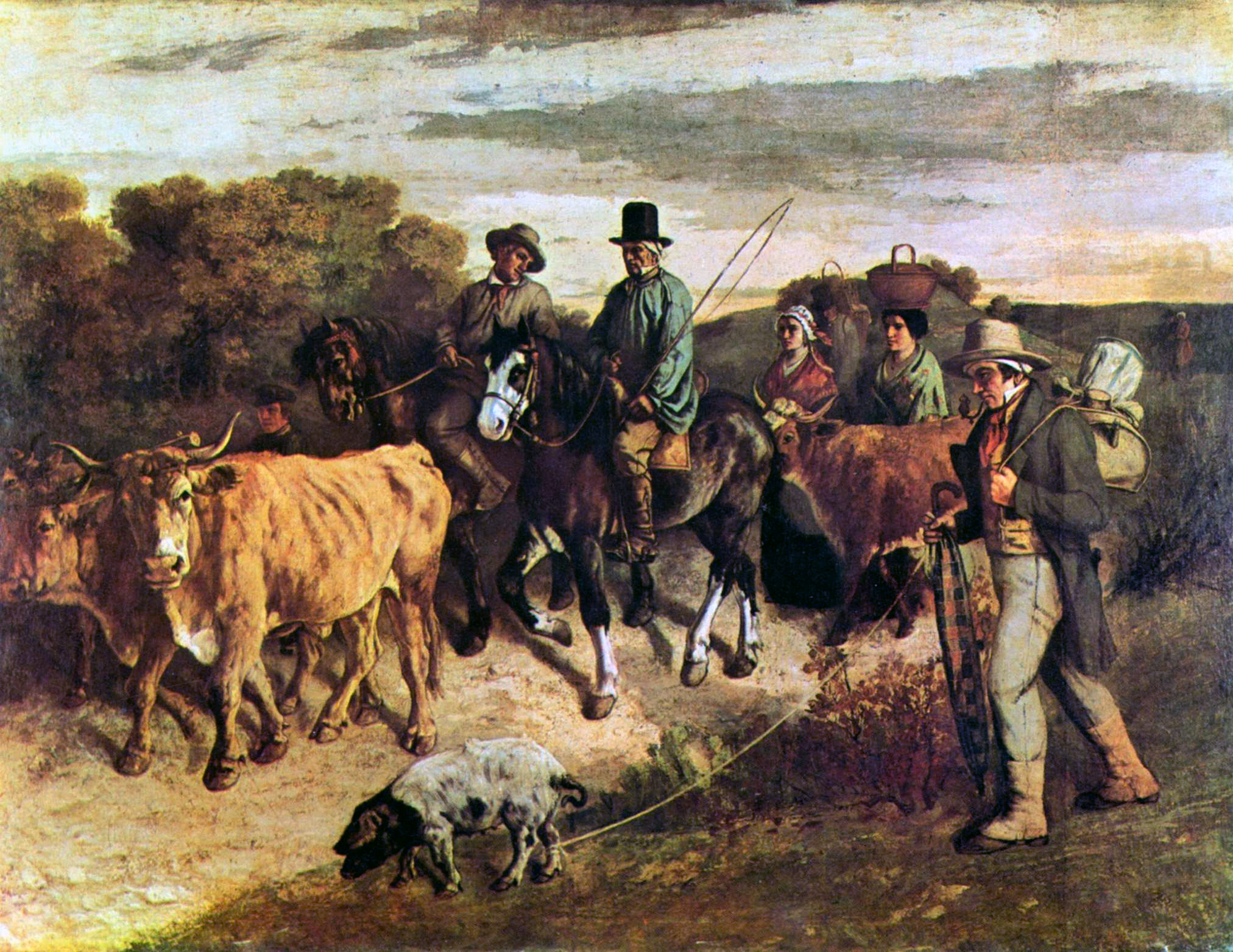
Les Paysans de Flagey revenant de la foire (1850), Besançon, musée des beaux-arts et d'archéologie.

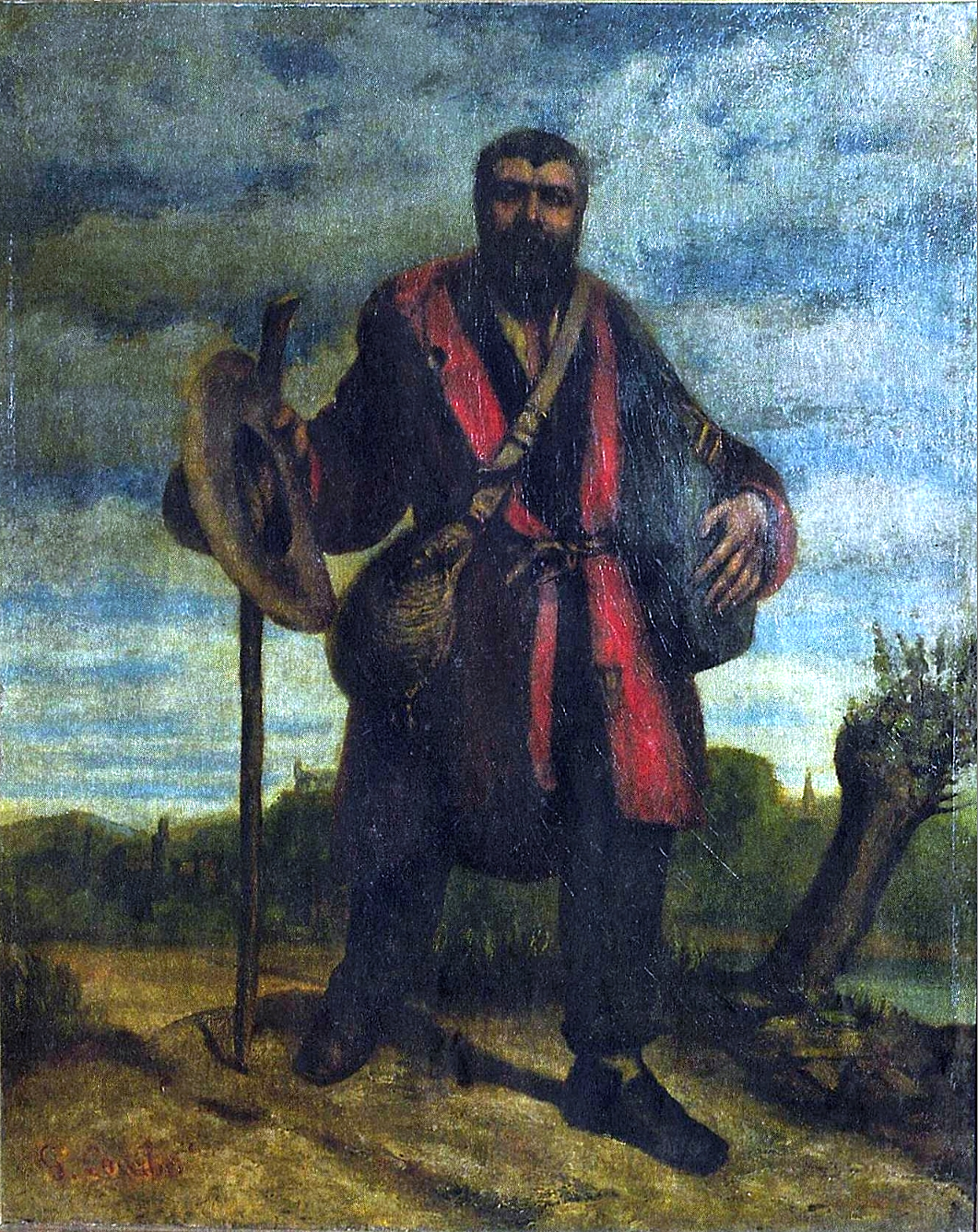
L'Apôtre Jean Journet partant pour la conquête de l'harmonie universelle (1850), toile non localisée mais soupçonnée d'être cachée par Gurlitt.

Après l'exposition du Salon tenu seulement en juin 1849 du fait des révoltes, Courbet revient plus longuement à Ornans où son père Régis lui aménage un atelier de fortune dans le grenier de la maison familiale des grands-parents : bien que de modestes dimensions, il y composera pourtant ses premières œuvres monumentales que Michael Fried appelle « les toiles de la percée ». Il a le temps, le prochain Salon est programmé seulement entre décembre 1850 et janvier 1851.
Ce retour aux sources, dans son pays natal, va changer sa manière de peindre : il abandonne définitivement le style « romantique » de certains de ses premiers tableaux exposés. Inspiré par son terroir, la première œuvre de cette période est donc L'Après-dînée à Ornans qui lui vaut une médaille de seconde classe, l'approbation de certains critiques, comme son ami Francis Wey, des peintres, dont Ingres et Delacroix et son premier achat par l'État, à hauteur de 1 500 francs. Ce statut le dispense désormais de l’approbation du jury et il est donc libre de porter au Salon ce qu'il veut. Il va s’en servir pour ébranler les codes académiques. Ses paysages, encore relativement rares à l'époque, vont être peu à peu dominés par l’identité de retrait et de solitude, et l'affirmation de la puissance de la nature, quand se mettent en place au même moment les prémices des futures école de Barbizon et de Crozant fortement marquées par John Constable.
Durant l'année 1850, après une fin d'hiver passée à chasser et à renouer avec les habitants de son vallon, il peint Les Paysans de Flagey revenant de la foire, puis Un enterrement à Ornans, tableau ambitieux de très grand format (315 × 668 cm), où figurent plusieurs notables d'Ornans et les membres de sa famille. Dans une lettre à Champfleury, le peintre laisse entendre « que tout le monde du village voudrait être sur la toile ». Voulant satisfaire la province avant la capitale, Courbet organisa même une petite exposition de ses tableaux dans la chapelle du séminaire voisin de son atelier en avril, puis une exposition de ses mêmes toiles à Besançon en mai, et enfin à Dijon en juin, mais dans des conditions assez déplorables. Début août, il revient à Paris et constate que la critique parle de ses tableaux, s'impatiente, s'échauffe…
Au Salon, dès l'ouverture le 30 décembre, l'exposition de L'Enterrement suscite scandale et étonnement auprès de la critique (dont les premières caricatures), de même que ses Casseurs de pierres, car pour la première fois un sujet de la vie quotidienne est peint dans les dimensions jusque-là réservées aux thématiques jugées « nobles » (scènes religieuses, historiques, mythologiques), toile qui fut rétrospectivement saluée comme étant la première œuvre socialiste par Proudhon. Sept autres tableaux accompagnent celles-ci, dont Les Paysans de Flagey, le Portrait de M. Jean Journet, Vue et ruines du château de Scey-en-Varais, Les Bords de la Loue sur le chemin de Mazières, les portraits de M. Hector Berlioz et de M. Francis Wey, et enfin un Portrait de l'auteur (dit L'Homme à la pipe), ce dernier devenant curieusement le seul tableau présenté qui recueille des louanges unanimes. Le soir des récompenses arrive le 3 mai et aucune toile de Courbet n'est citée. Devenu mesuré, Théophile Gautier finit par s'étonner d'un tel oubli : « Courbet a fait l'événement au Salon ; il mêle à ses défauts sur lesquels nous l'avons ouvertement tancé, des qualités supérieures et incontestable originalité ; il a remué le public et les artistes. On aurait dû lui donner une médaille de première classe… ». Le 18 mai, la liste des achats publics tombe et là encore, Courbet en est exclu, au prétexte de restriction budgétaire (le peintre ne voulut pas lâcher son Portrait à la pipe pour moins de 2 000 francs).
L'été 1851 est pour Courbet fait de voyages et de repos. Il passe un temps dans le Berry en compagnie du chansonnier Pierre Dupont chez l'avocat Clément Laurier, puis repart pour Bruxelles et de là, arrive à Munich, participant à chaque fois à une exposition. En novembre il est revenu à Ornans, tandis que l'agitation politique reprend à Paris. Le peintre est même un temps accusé d'être un « agitateur socialiste, un rouge ». En décembre, il commence à peindre Les Demoiselles où figurent ses trois sœurs.

#### Les toiles de la provocation
« Il m’est difficile de vous dire ce que j’ai fait cette année pour l’exposition, j’ai peur de mal m’exprimer. Vous jugeriez mieux que moi si vous voyiez mon tableau. D’abord, j’ai dévoyé mes juges, je les mets sur un terrain nouveau : j’ai fait du gracieux. Tout ce qu’ils ont pu dire jusqu’ici ne sert à rien. »

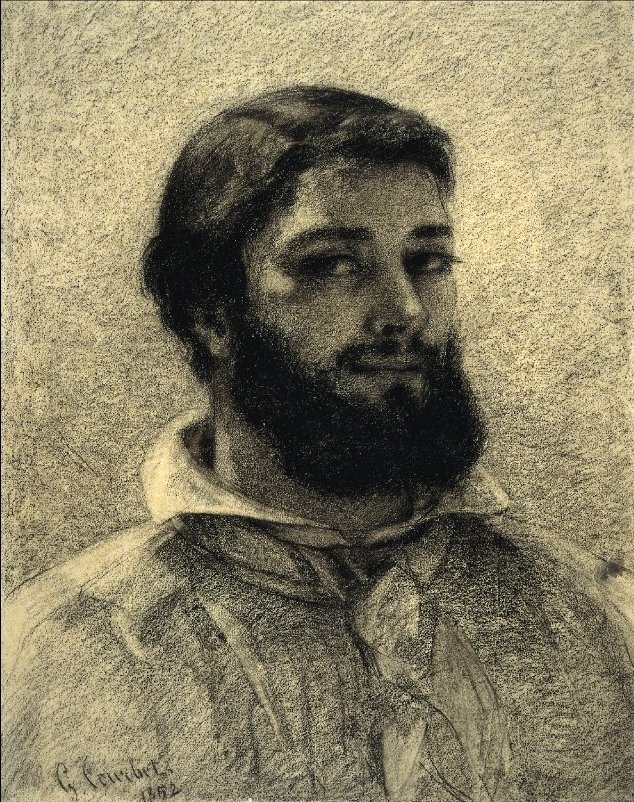
Autoportrait (1852), fusain et charbon, Londres, British Museum.

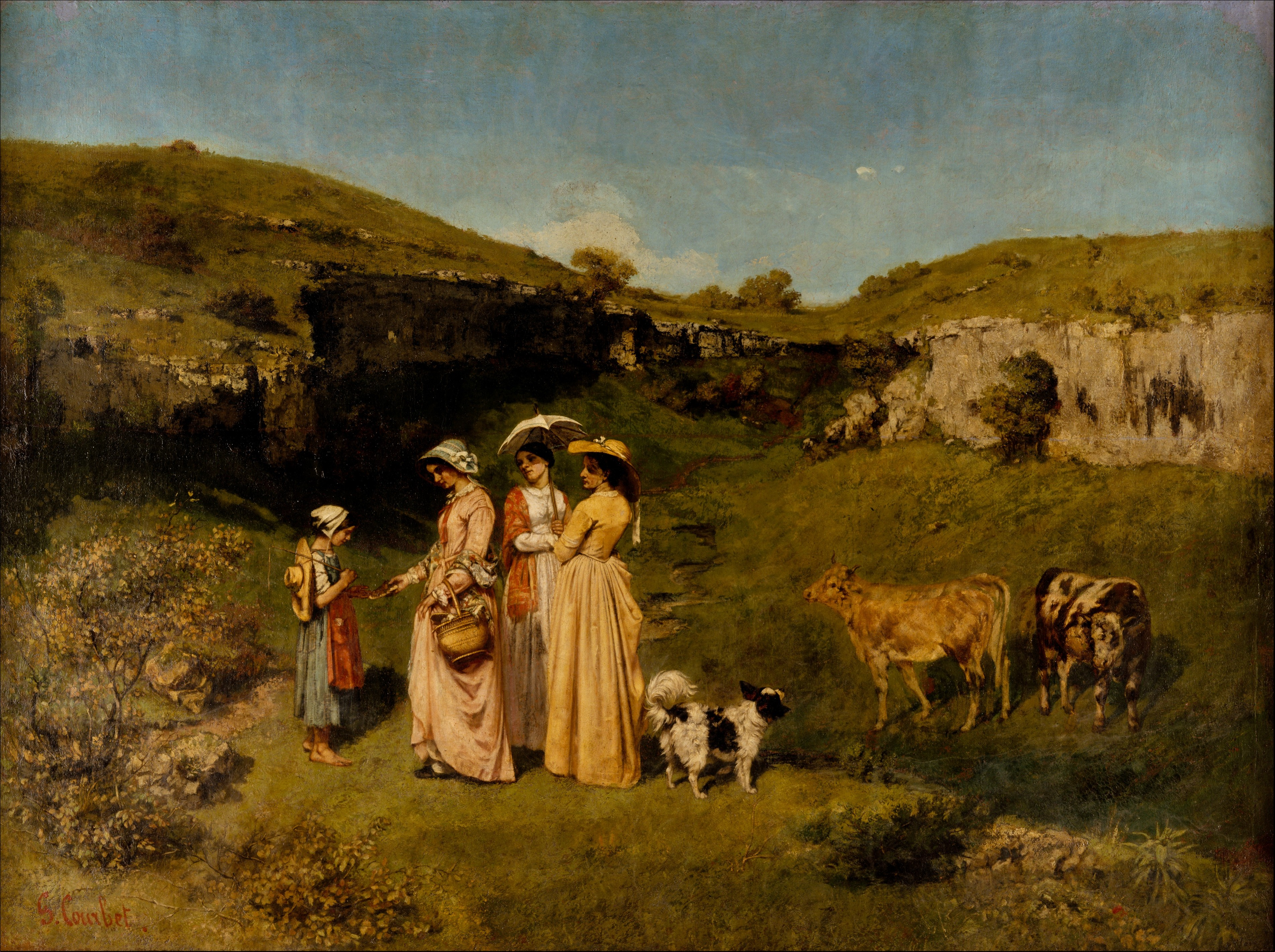
Les Demoiselles de village (1852), New York, Metropolitan Museum of Art.

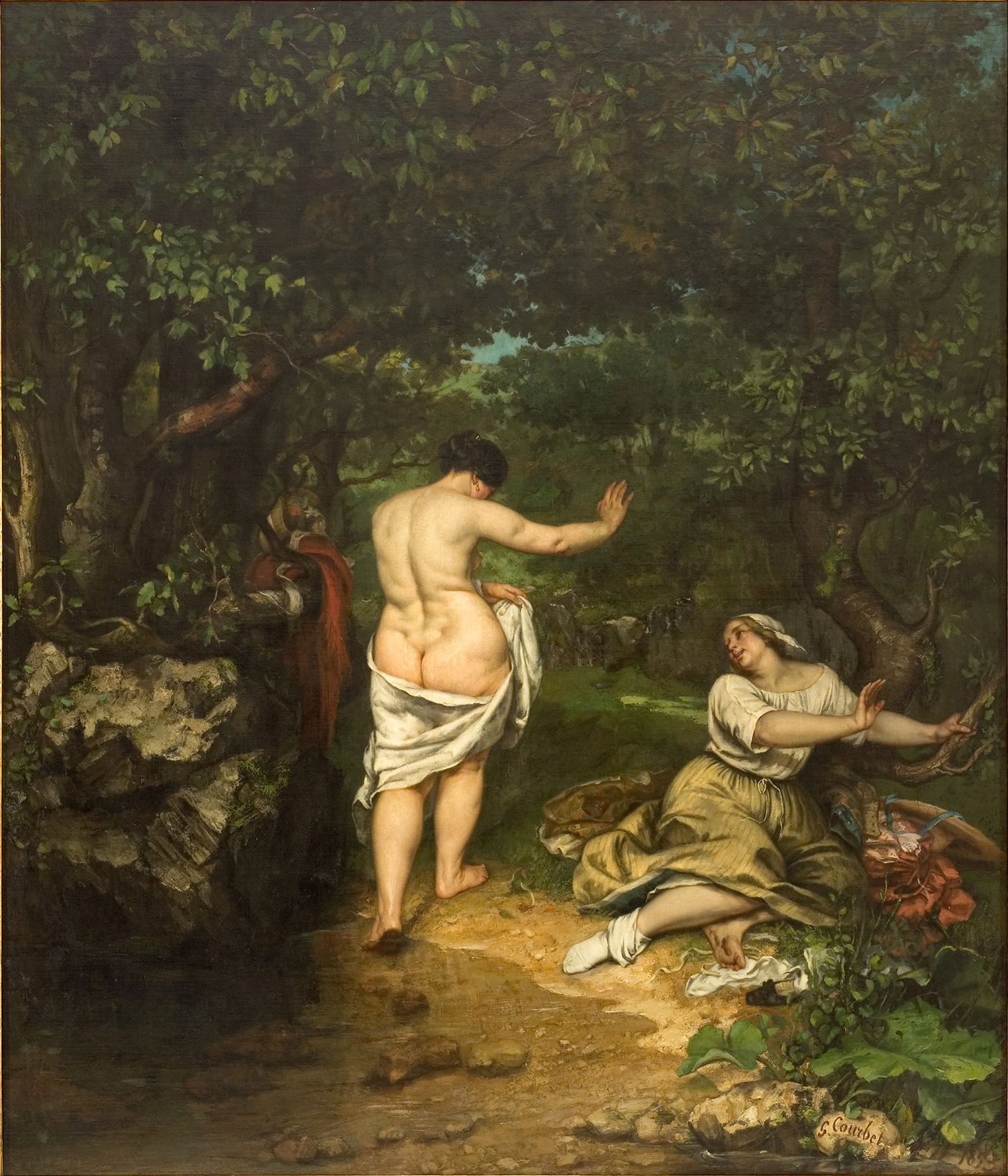
Les Baigneuses (1853), Montpellier, musée Fabre.

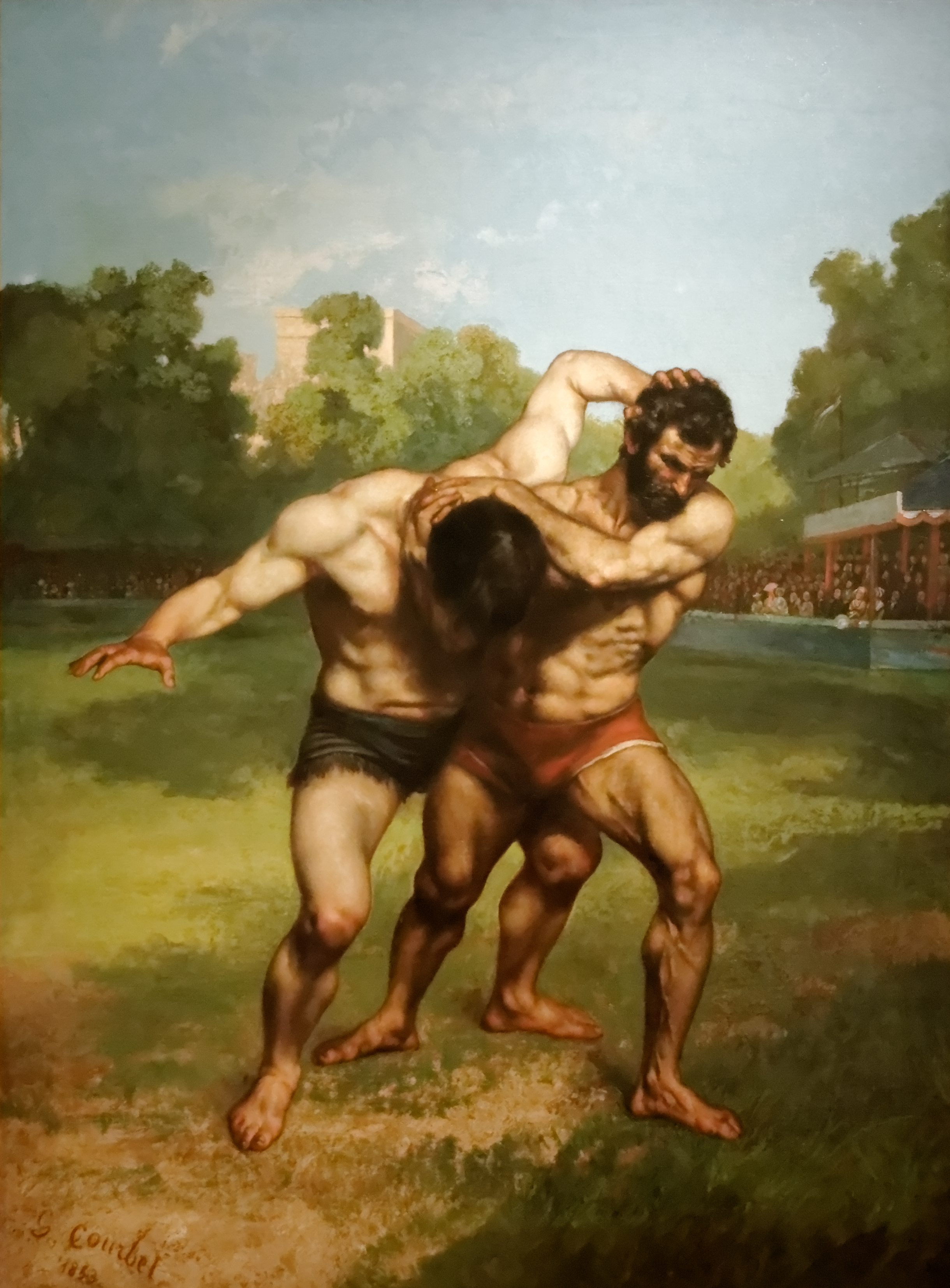
Lutteurs (1853), musée des beaux-arts de Budapest. Moins visible au Salon, cette toile est un pendant aux Baigneuses.

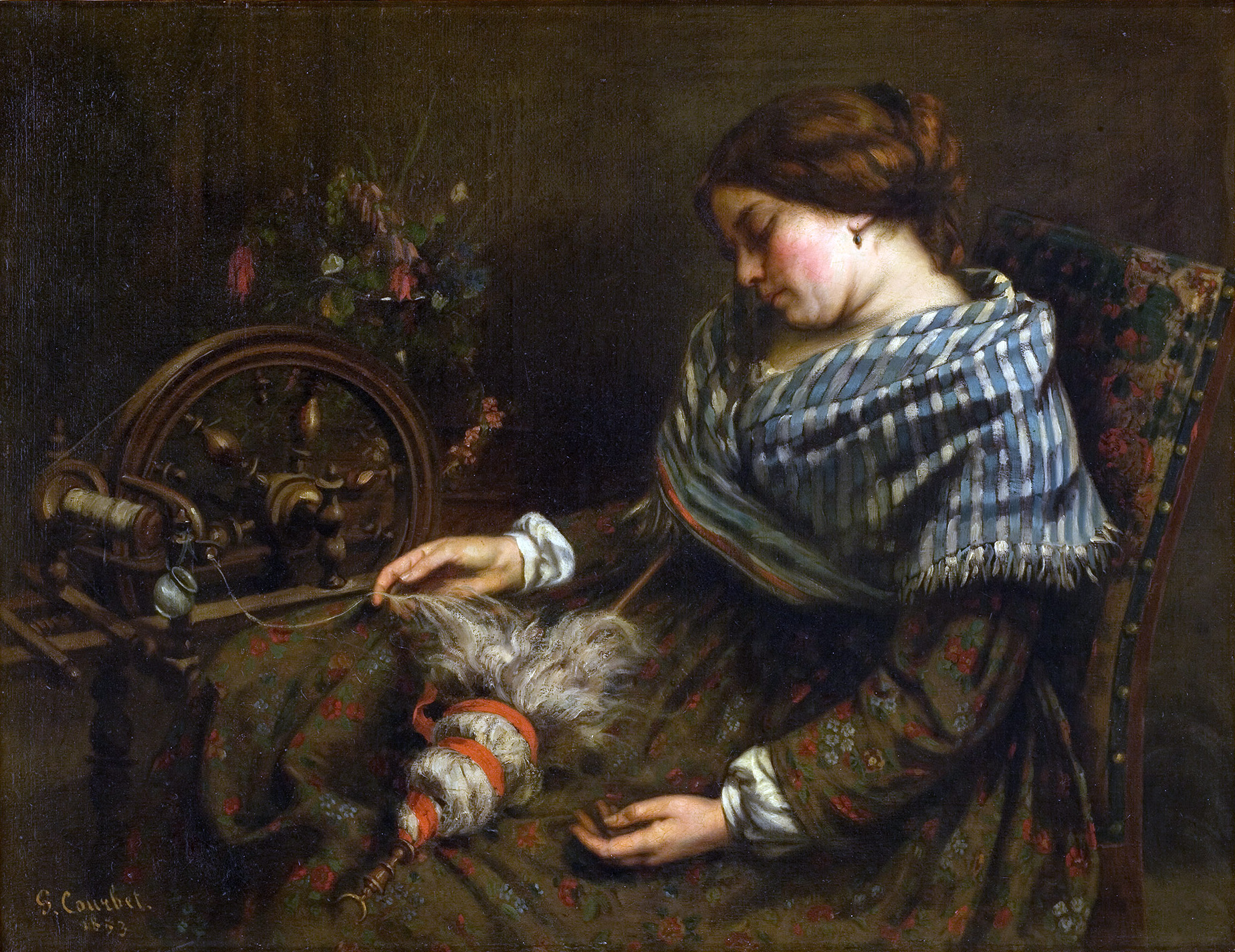
La Fileuse endormie (1853), Montpellier, musée Fabre.

Ainsi s'exprime Courbet en écrivant à Champfleury en janvier 1852 à propos du tableau Les Demoiselles de village faisant l'aumône à une gardeuse de vaches dans un vallon d'Ornans qui figure au centre ses trois sœurs, et qu'il présente en compagnie de deux toiles plus anciennes au Salon en avril. Peu après, un nouveau déclic s'opère : il décide de se mettre à de grandes compositions de nus. Il s'attaque volontairement à l'un des derniers bastions de l'académisme du temps, et la critique va se déchaîner, les officiels le sanctionner.
Ainsi, Théophile Gautier, critique dont Courbet avait sollicité le regard dès 1847, s'exprime dans La Presse le 11 mai 1852, en ces mots : « L’auteur de L’Enterrement à Ornans […] semble, cette année, avoir reculé devant les conséquences de ses principes ; la toile qu’il a exposée sous le titre des Demoiselles de village est presque une idylle à côté des monstrueuses trognes et des caricatures sérieuses de L’Enterrement. Il y a comme une intention de grâce dans ses trois figures, et si monsieur Courbet eût osé, il les aurait faites complètement jolies ». Ces « monstrueuses trognes », une expression qui va devenir un leitmotiv parmi les nombreux reproches adressés au peintre, qualifié bientôt par Gautier de « Watteau du laid ».
Mi-juin 1852, Courbet écrit à ses parents une lettre très révélatrice de ce qu'il est en train de mettre en place :

« Si je ne vous ai pas écrit plus tôt c'est que je fais dans ce moment un tableau des lutteurs qui étaient cet hiver à Paris. C'est un tableau grand comme les Demoiselles de village, mais en hauteur. C'est pour faire du nu que j'ai fait cela, et aussi les apaiser de ce côté-là. On a bien des maux pour contenter chacun. C'est impossible de dire tout ce que m'a valu d'insultes mon tableau de cette année, mais je m’en moque car quand je ne serai plus contesté je ne serai plus important. »

 Plus loin dans cette même lettre, on découvre qu'il cherche tout simplement à gagner sa vie, et donc à être reconnu, jusque dans les instances du nouveau pouvoir politique. Il rend ainsi visite à l'influent Charles de Morny, le demi-frère du prince-président Louis-Napoléon, qui venait de lui acheter Les Demoiselles de village, pour solliciter des commandes publiques ; il reçoit de vagues promesses, puis se rend auprès d'Auguste Romieu, le directeur des Beaux-arts, qui déclare « que le gouvernement ne pouvait pas soutenir un homme comme [lui] » et que quand il « ferait de l’autre peinture, il verrait ce qu'il a à faire » et « que du reste [il] était posé en puissance politique et qu'on [lui] ferait voir qu'on ne [le] craignait pas. » Courbet en prend donc son parti, et promet « qu'ils avaleront tous le réalisme », au risque de se retrouver totalement isolé. Tout en proclamant les merveilleuses aptitudes du peintre, sa vigueur, son talent de coloriste, Eugène Delacroix exprime dans son journal intime, à la même époque, un certain rejet pour les sujets vulgaires et les types hideux figurés par Courbet.
Quant aux Baigneuses présentées au Salon de 1853, la toile a créé encore plus de controverses. On y voit deux femmes, dont une nue avec un linge qui la drape à peine alors qu'elle ne représente plus une figure mythologique idéalisée. La critique de l'époque s'empare de cette toile de façon très virulente : Courbet a réussi à obtenir ainsi un succès de scandale. Toujours plus inspiré, Théophile Gautier explose dans La Presse du 21 juillet 1853 à propos de ses Baigneuses : « Figurez-vous une sorte de Vénus hottentote sortant de l’eau, et tournant vers le spectateur une croupe monstrueuse et capitonnée de fossettes au fond desquelles il ne manque que le macaron de passementerie. »
Cependant, au-delà de cette radicalité et du rejet critique, on peut voir dans ce tableau l'influence manifeste de Rubens que le peintre avait admiré lors de son voyage en Belgique en 1846 et où il va retourner dès 1851 puis dans les années 1860, et où il construit un réseau d'acheteurs. Ainsi, outre à Bruxelles et Anvers, il est exposé régulièrement, à partir de fin 1851, à Francfort, où là encore le goût du public est partagé entre enthousiasme et incompréhension. Toutes ces toiles sont moins celles de la discorde qu'une manière de faire parler de Courbet : désormais, il occupe, non sans intelligence, l'espace médiatique de son temps, au point qu'il agace. Mais l'essentiel est que le peintre va pouvoir désormais vivre de son art.

#### Alfred Bruyas, mécène

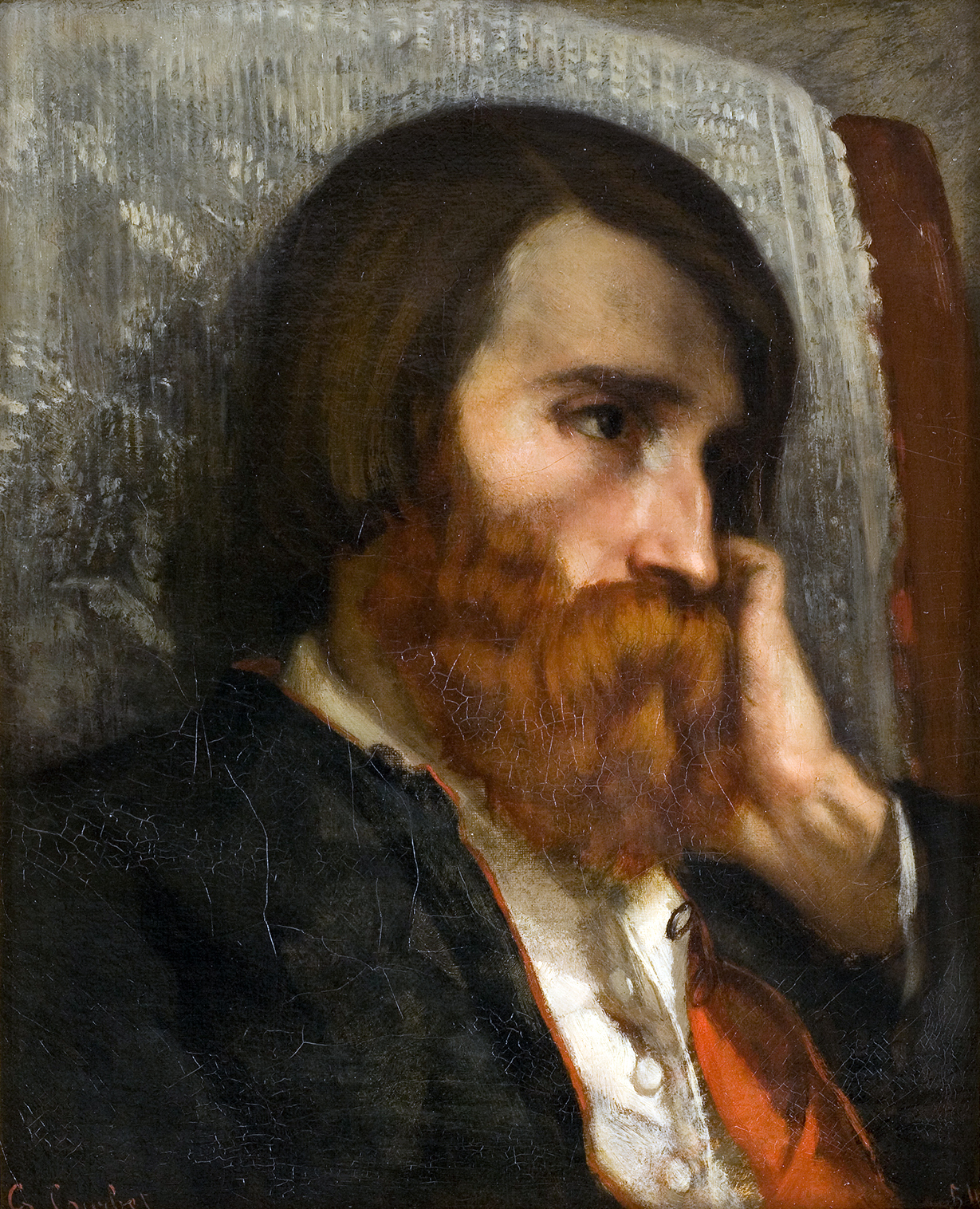
Portrait d'Alfred Bruyas (1854), Montpellier, musée Fabre.

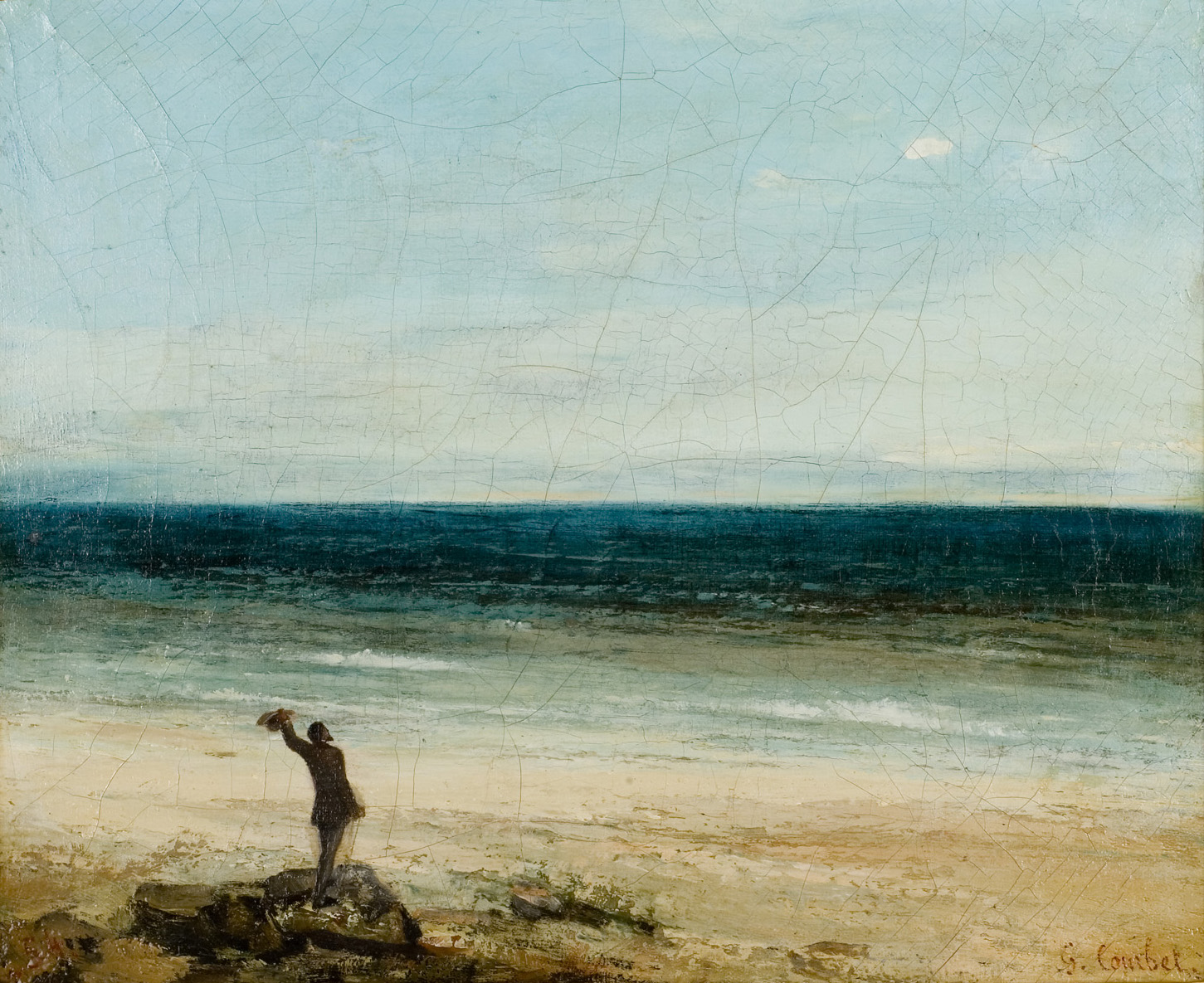
Le Bord de mer à Palavas ou L'Artiste devant la mer (1854), Montpellier, musée Fabre.

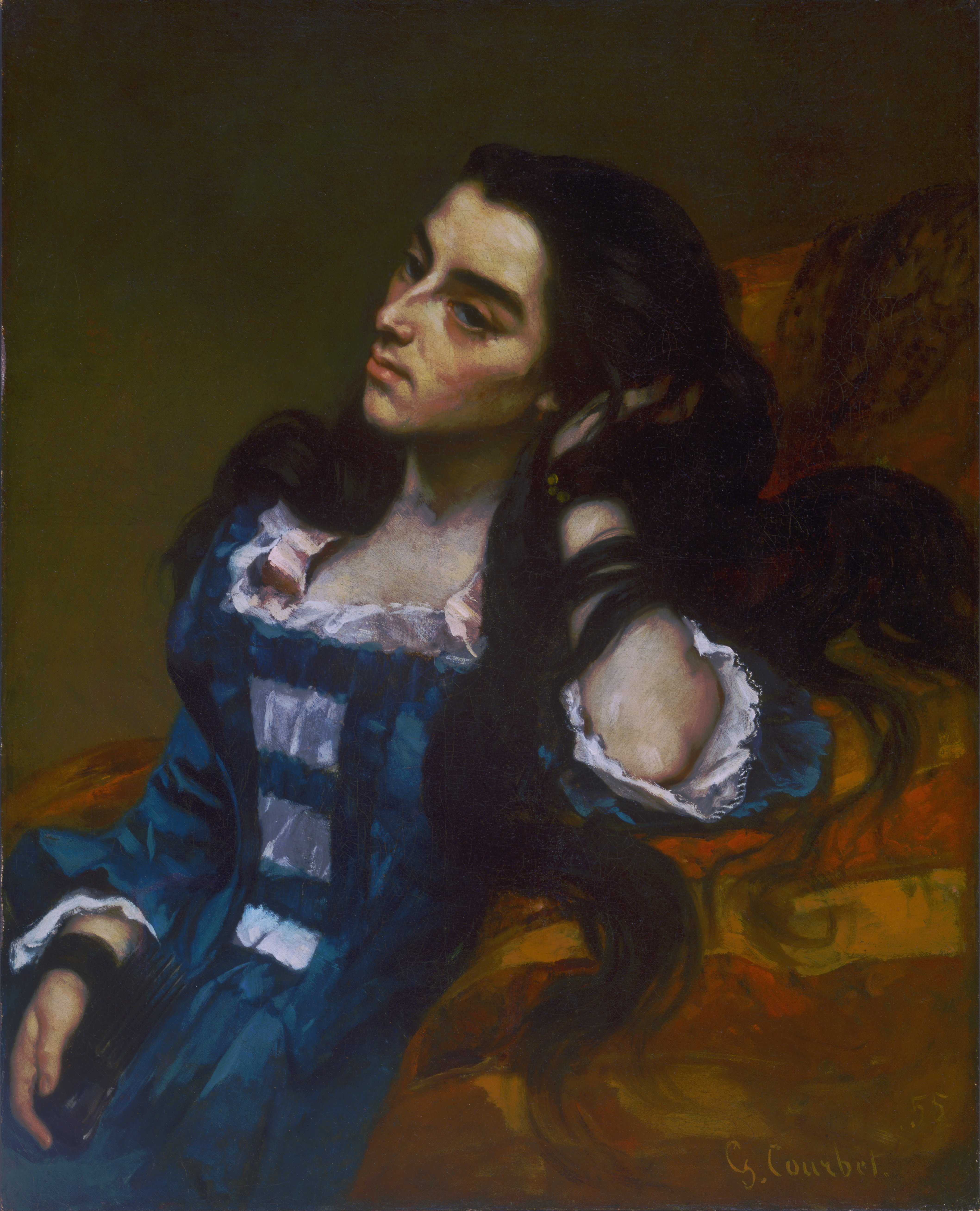
Une Dame espagnole (1855), Philadelphie, Philadelphia Museum of Art.

L'atelier de la rue Hautefeuille continue d'être pour Courbet un lieu de rassemblement d'amis, d'irréductibles, auxquels le peintre se racroche. L'un de ses rares acheteurs français est à l'époque Alfred Bruyas (1821-1876), agent de change originaire de Montpellier et associé de la banque Tissié-Sarrus, qui collectionne des tableaux où l'on compte à ce moment-là des œuvres, assez disparates, de Camille Corot, Thomas Couture, Díaz de la Peña ou encore Eugène Delacroix. En mai 1853, Bruyas visite le Salon et se montre sensible aux trois toiles de Courbet exposées. Il décide de se porter acquéreur des Baigneuses et de La Fileuse endormie. Cette transaction va rapporter plus de 3 000 francs au peintre. En octobre, réfugié à Ornans où il est fêté en héros, Courbet écrit à son acheteur, qualifié d'« ami », ses doutes et ses espoirs :

« J’ai brûlé mes vaisseaux. J’ai rompu en visière avec la société. J’ai insulté tous ceux qui me servaient maladroitement. Et me voici seul en face de cette société. Il faut vaincre ou mourir. Si je succombe, on m’aura payé cher, je vous le jure. Mais je sens de plus en plus que je triomphe, car nous sommes deux et à l’heure qu’il est, à ma connaissance, seulement peut-être 6 ou 8, tous jeunes, tous travailleurs acharnés, tous arrivés à la même conclusion par des moyens divers. Mon ami, c’est la vérité, j’en suis sûr comme de mon existence, dans un an nous serons un million. »

Au moment où il écrit cela, Courbet revenait d'un rendez-vous raté avec le nouveau directeur des Beaux-arts, Émilien de Nieuwerkerke, un déjeuner au cours duquel le peintre s'était vu sollicité pour réaliser une grande œuvre à la gloire du pays et du régime pour l'exposition universelle prévue à Paris en 1855 — de fait le Salon de 1854 fut annulé —, mais qu'il réservait son droit d'admission à l'approbation d'un jury. Courbet lui fait savoir qu'il est seul juge de sa propre peinture. Nieuwerkerke, consterné par autant d'arrogance, comprend que le peintre ne participera pas aux festivités. C'est à cette époque qu'il achève L'Homme blessé, autoportrait d'un homme râlant et mourant, et dont il parle à Bruyas, tout en lui confiant espérer « réaliser un miracle unique, [...] vivre de mon art pendant toute ma vie sans m’être jamais éloigné d’une ligne de mes principes, sans jamais avoir menti un seul instant à ma conscience, sans même avoir jamais fait de la peinture large comme la main pour faire plaisir à qui que ce soit, ni pour être vendue. »
En mai 1854, Courbet, qui trouve en Bruyas, un véritable mécène avide de modernité, avec qui échanger des points de vue critiques et, en apparence, un même idéal, le rejoint à Montpellier, et en profite pour saisir l’âpre beauté des paysages du Languedoc durant un long séjour. L'automne venu, il tombe malade, saisi par une sorte de fièvre, et est soigné par une amie proche de Bruyas, une belle Espagnole dont il peint le portrait. Durant l'été, Courbet rendra par ailleurs hommage à son protecteur, en exécutant une grande composition intitulée La Rencontre (dite Bonjour Monsieur Courbet). Durant ce long séjour au sud, il rencontre François Sabatier-Ungher, à la Tour du Farges (Lunel-Viel), un critique d'art et traducteur germaniste.
Concentré, travaillant sans relâche à une dizaine de tableaux entre Ornans et Paris à partir de novembre, il prépare avec l'aide de Bruyas et d'autres complices comme Francis Wey, Baudelaire, Champfleury, en secret, un véritable coup d'État dans la peinture. « J’espère faire passer la société dans mon atelier » écrit-il encore à Bruyas à propos d'un mystérieux tableau de très grand format, « faire connaître ainsi mes propensions et mes répulsions. J’ai deux mois et demi pour l’exécution et il faudra encore que j’aille à Paris faire les nus, si bien que, tout compté, j’ai deux jours par personnage. Vous voyez que je n’ai pas à m’amuser. »
Cette amitié avec Bruyas ira finalement en s'estompant au fil des années.

#### 1855: Paris et la «bataille du réalisme»

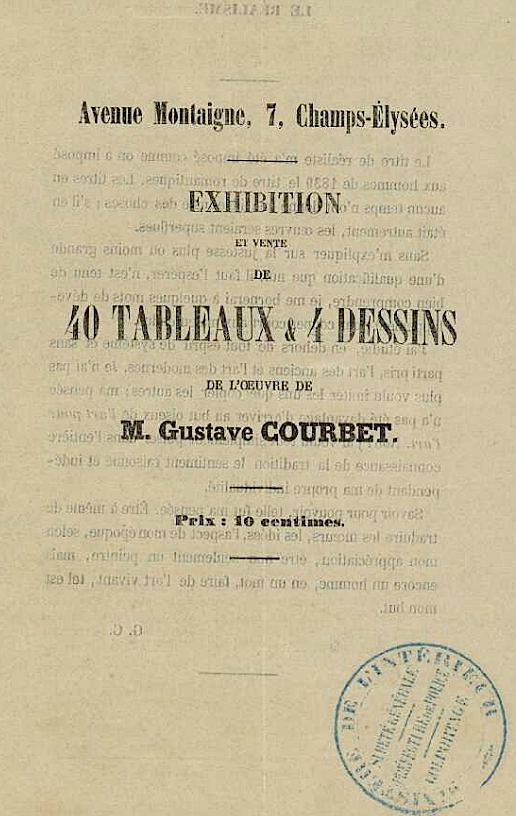
Couverture du catalogue réalisé par Courbet pour son exposition en 1855 (Archives de la ville de Besançon).

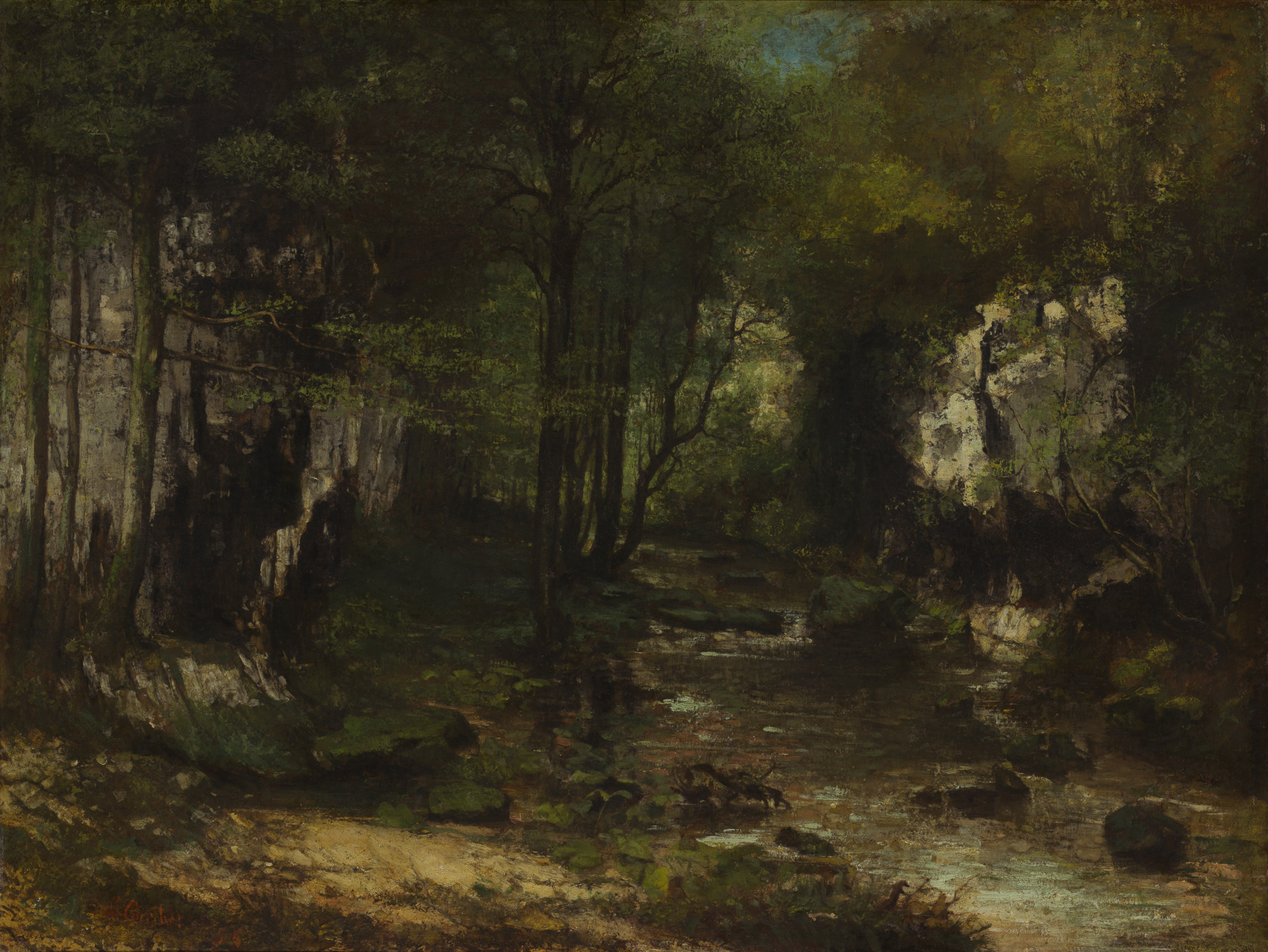
Le Ruisseau du Puits-Noir, vallée de la Loue (1855), Washington, National Gallery of Art.

En avril 1855, Courbet se voit refuser plusieurs de ses tableaux — par exemple, Un enterrement à Ornans et La Rencontre jugé trop personnel — pour le Salon qui doit ouvrir le 15 mai en même temps que l'Exposition universelle qui se tient Palais de l'Industrie. De fait, on le pousse à organiser une exposition personnelle en marge du Salon officiel. Criant au complot, il demande l'aide d'Alfred Bruyas qui lui accorde son appui financier. Le ministère public, représenté par Achille Fould, lui donne le permis de construire. En quelques semaines, avenue Montaigne, à quelques mètres du Palais, s'élève un pavillon de briques et de bois destiné à accueillir 40 œuvres du peintre. Il fait imprimer des affiches et un petit catalogue.
Ce « Pavillon du réalisme » donne ainsi l'occasion à Courbet d'exprimer publiquement ce qu'il entend par « réalisme » et couper court à certains malentendus : « Le titre de réaliste m'a été imposé comme on a imposé aux hommes de 1830 le titre de romantiques. Les titres en aucun temps n'ont donné une idée juste des choses ; s'il en était autrement, les œuvres seraient superflues […] J'ai étudié, en dehors de tout esprit de système et sans parti pris, l'art des anciens et l'art des modernes. Je n'ai pas plus voulu imiter les uns que copier les autres ; ma pensée n'a pas davantage d'arriver au but oiseux de l'art pour l'art […] Savoir pour pouvoir, telle fut ma pensée. Être à même de traduire les mœurs, les idées, l'aspect de mon époque, selon mon appréciation, être non seulement un peintre, mais encore un homme, en un mot, faire de l'art vivant, tel est mon but. »
Ce quasi-manifeste est en partie rédigé par Jules Champfleury et l'on y retrouve également les principes de Baudelaire. Enthousiaste, Courbet a même l'idée de demander à un photographe de prendre ses tableaux pour constituer des images qu'il vendrait aux visiteurs. Les travaux vont prendre du retard. L'inauguration se produisit le 28 juin et le pavillon ferma en fin d'automne. Il est difficile de mesurer le réel succès obtenu. Le prix d'entrée, porté à un franc, fut ramené à 50 centimes. La presse publia de nombreuses caricatures des toiles et portraits charges du peintre. On a le témoignage du visiteur Eugène Delacroix qui écrit dans son Journal : « Je vais voir l’exposition de Courbet qu’il a réduite à 10 sous. J’y reste seul pendant près d’une heure et j’y découvre un chef-d’œuvre dans son tableau refusé ; je ne pouvais m’arracher à cette vue. On a rejeté là un des ouvrages les plus singuliers de ce temps, mais ce n’est pas un gaillard à se décourager pour si peu. » La pièce dont parle Delacroix c'est L'Atelier du peintre, un très grand format, que Courbet n'a même pas pu totalement achever tant il était pressé par le temps. Quant au journaliste Charles Perrier, il écrit dans L'Artiste que « tout le monde a vu, placardée aux murs de Paris en compagnie de saltimbanques et de tous les marchands d’orviétan et écrite en caractères gigantesques, l’affiche de M. Courbet, apôtre du réalisme, invitant le public à aller déposer la somme de 1 franc à l’exhibition de quarante tableaux de son oeuvre ».
Après 1855, cependant, Baudelaire va prendre ses distances vis-à-vis du peintre, « ne donnant pas suite ».

#### Les Demoiselles des bords de la Seine

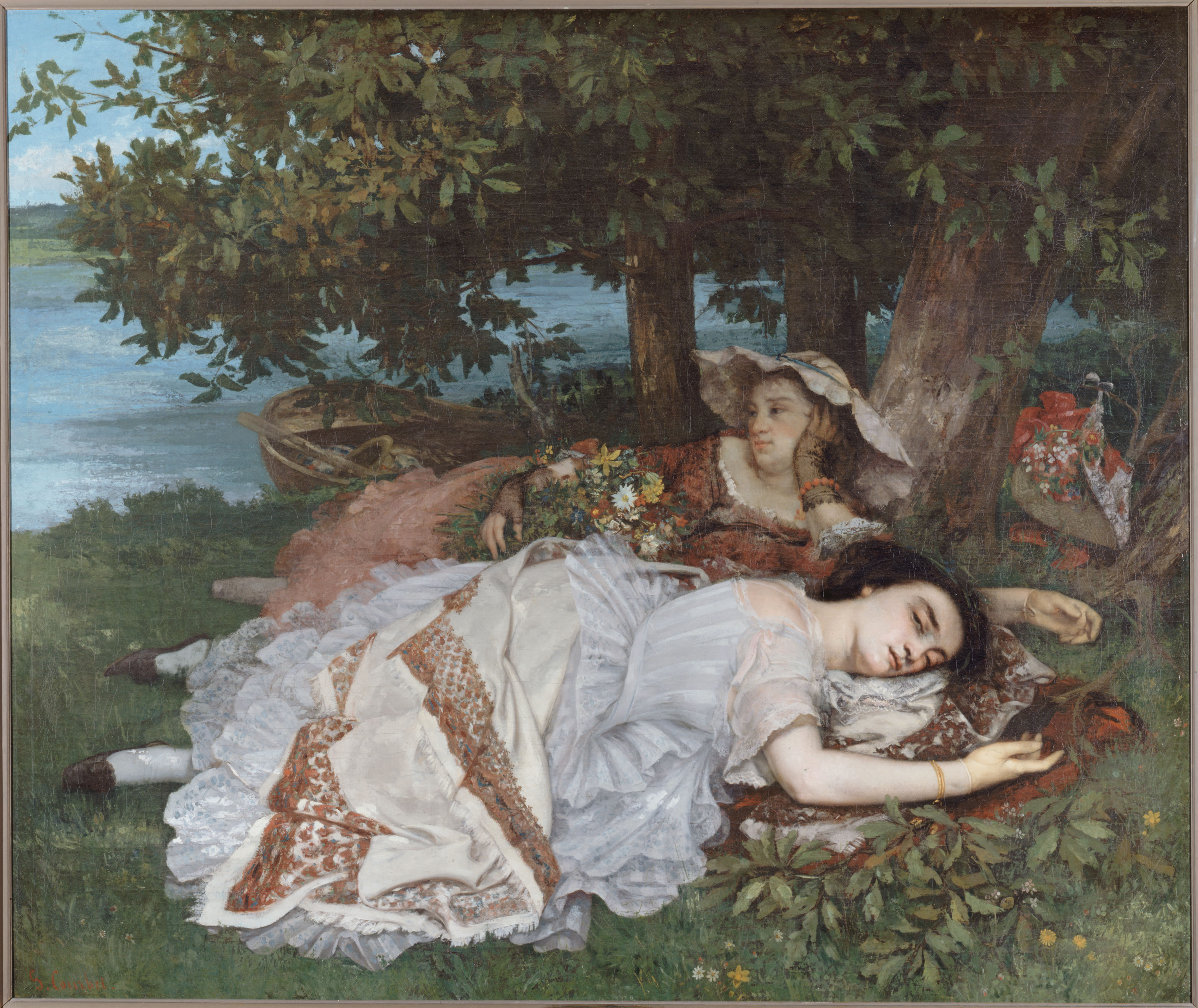
Les Demoiselles des bords de la Seine (été) (1856), Paris, Petit Palais.

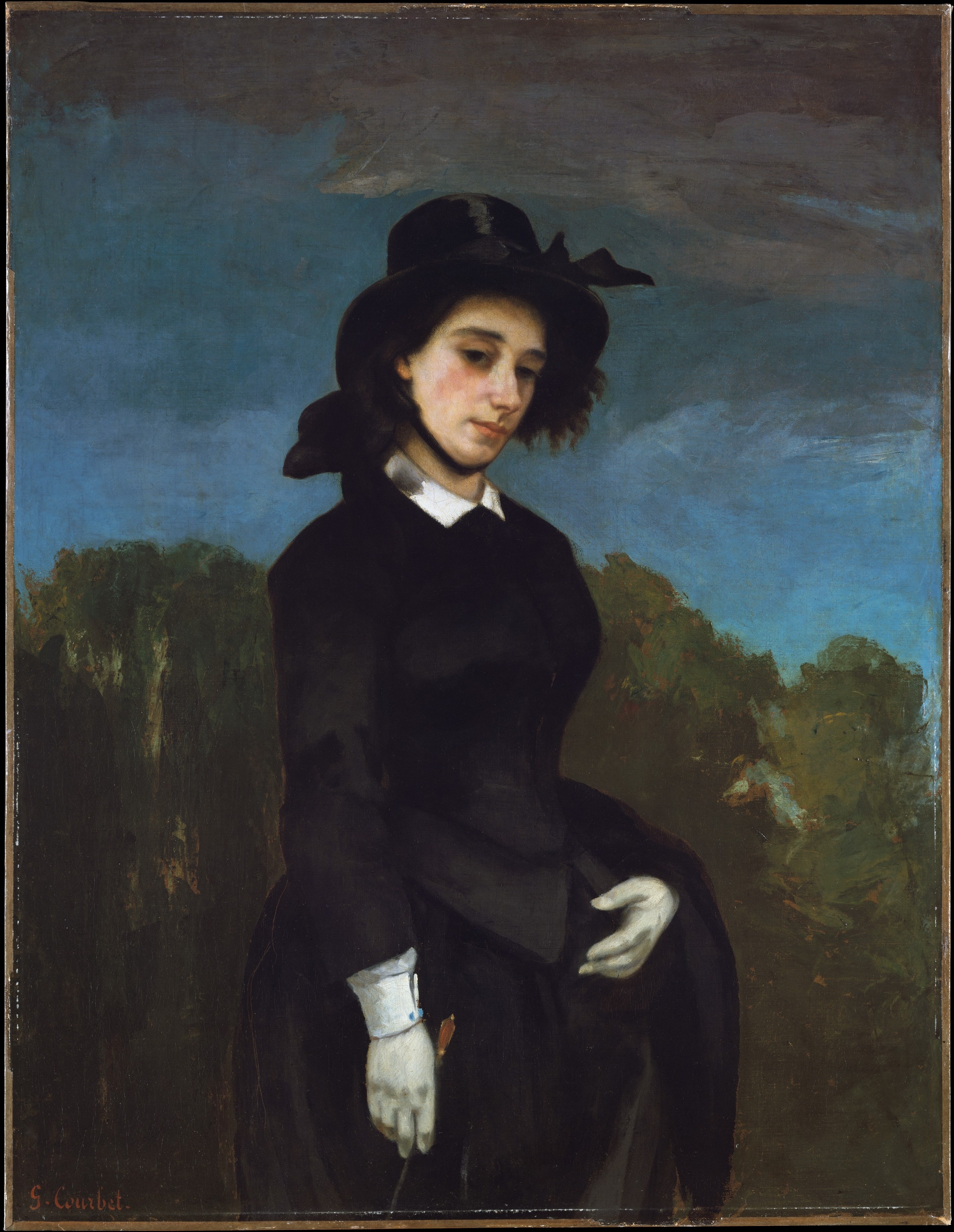
Femme en habit de cavalière (1856), New York, Metropolitan Museum of Art.

L'année 1856 montre une nouvelle progression dans la manière qu'a Courbet de représenter la vie quotidienne, revisitant au passage la scène de genre et le portrait, exécutant une série de toiles qui annoncent ce que sera la peinture des modernes durant les vingt années suivantes. Les Demoiselles des bords de la Seine (été) est une toile capitale, elle est présentée au Salon de Paris en juin 1857, au milieu de trois paysages et de deux portraits, dont celui de l'acteur Louis Gueymard — Courbet va recevoir de plus en plus de commandes de cette nature. Ses demoiselles, Jules Castagnary les jugent ainsi : « « Il faut [les] voir par opposition aux « Demoiselles de village ». Celles-ci sont vertueuses. Celles-là sont vouées au vice… ». La réputation sulfureuse de Courbet n'en est encore qu'à ses débuts. Félix Tournachon dit Nadar, jury du Salon de 1857, les caricature en mannequins de bois articulés jetés au sol. Dans Le Charivari, Cham s'amuse à relégender le tableau ainsi : « Femme du monde prise subitement de la colique à la campagne (par M. Courbet). Le peintre a voulu prouver qu’il pouvait peindre la femme comme il faut tout aussi bien que la femme commune », résumant sans doute l'opinion générale, à savoir l'incompréhension. D'autres compositions telle cette Femme en habit de cavalière (1856) ne laissent pas indifférents de tout jeunes peintres comme Édouard Manet qui va se lier à Courbet avant de rompre avec lui et son « naturalisme » outré.
En 1857-1858, Courbet est à Francfort durant plusieurs mois. Il produit sur place de nombreux paysages et autres portraits, parmi lesquels La Dame de Francfort. Il y découvre les grands sous-bois de la Forêt-Noire et la chasse à courre dont il s'inspirera plus tard. Il séjourne de nouveau en Belgique, où il a de nombreux acheteurs. Barthélemy Menn l'expose à Genève en 1857, puis de nouveau en 1859, en compagnie de Camille Corot, Charles-François Daubigny et Eugène Delacroix, deux expositions qui n'obtiennent aucun écho dans la presse locale.
Il se lie d'amitié avec le peintre paysagiste nivernais Hector Hanoteau, sans doute rencontré à la brasserie Andler, et avec lequel il peint en collaboration Baigneuses, dites Deux femmes nues (1858).
En juin 1859, il découvre une deuxième fois les côtes normandes, cette fois en compagnie d'Alexandre Schanne et dans le cadre d'un voyage de botanistes en étude au Havre. Sur place, ils font la connaissance d'Eugène Boudin et dorment à la ferme Saint-Siméon, une auberge bon marché. Boudin raconte dans ses carnets : « Visite de Courbet. Il a été satisfait de tout ce qu’il a vu, j’espère. Si je l’en croyais, je me regarderais certainement comme un des talents de notre époque. Il lui a paru de ma peinture qu’elle est trop faible de ton : ce qui est peut-être vrai, rigoureusement parlant ; mais il m’a assuré que peu de gens peignent aussi bien que moi ». Quant à Schanne, il rapporte que « Courbet peignit là deux tableaux : un coucher de soleil sur la Manche, et une vue de l’embouchure de la Seine avec des pommiers au premier plan ». Ce dernier est peut-être L'Embouchure de la Seine, une toile conservée au palais des Beaux-Arts de Lille.

### Les années 1860: entre démesure et nostalgie

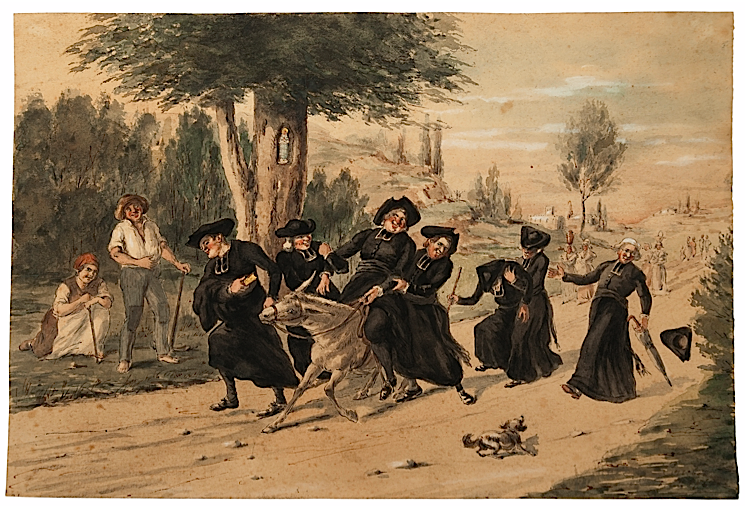
Le Retour de la conférence, aquarelle préparatoire de juin 1862, retouchée par un artiste anonyme. Collection particulière.

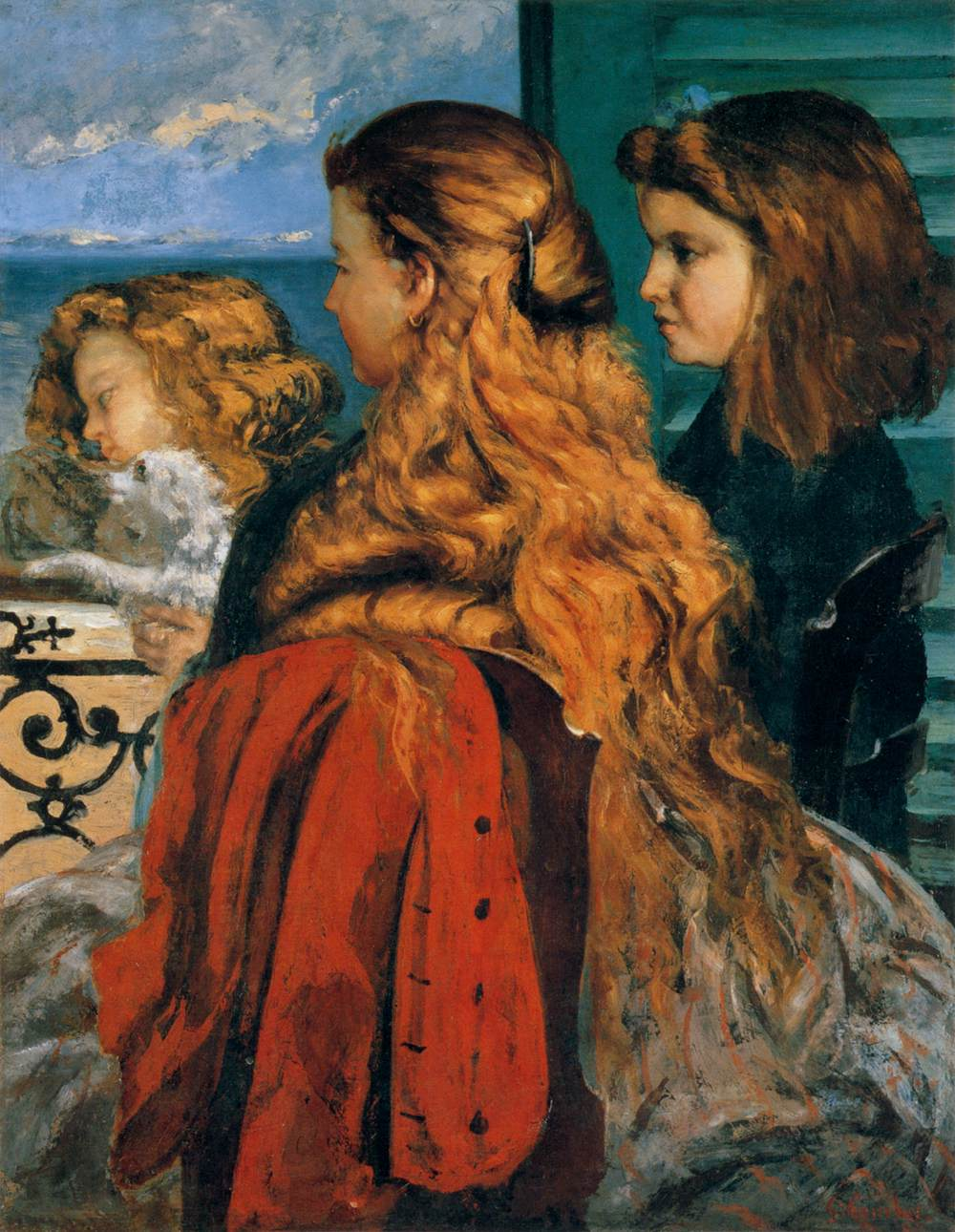
Trois jeunes anglaises à la fenêtre (1865), Copenhague, Ny Carlsberg Glyptotek.

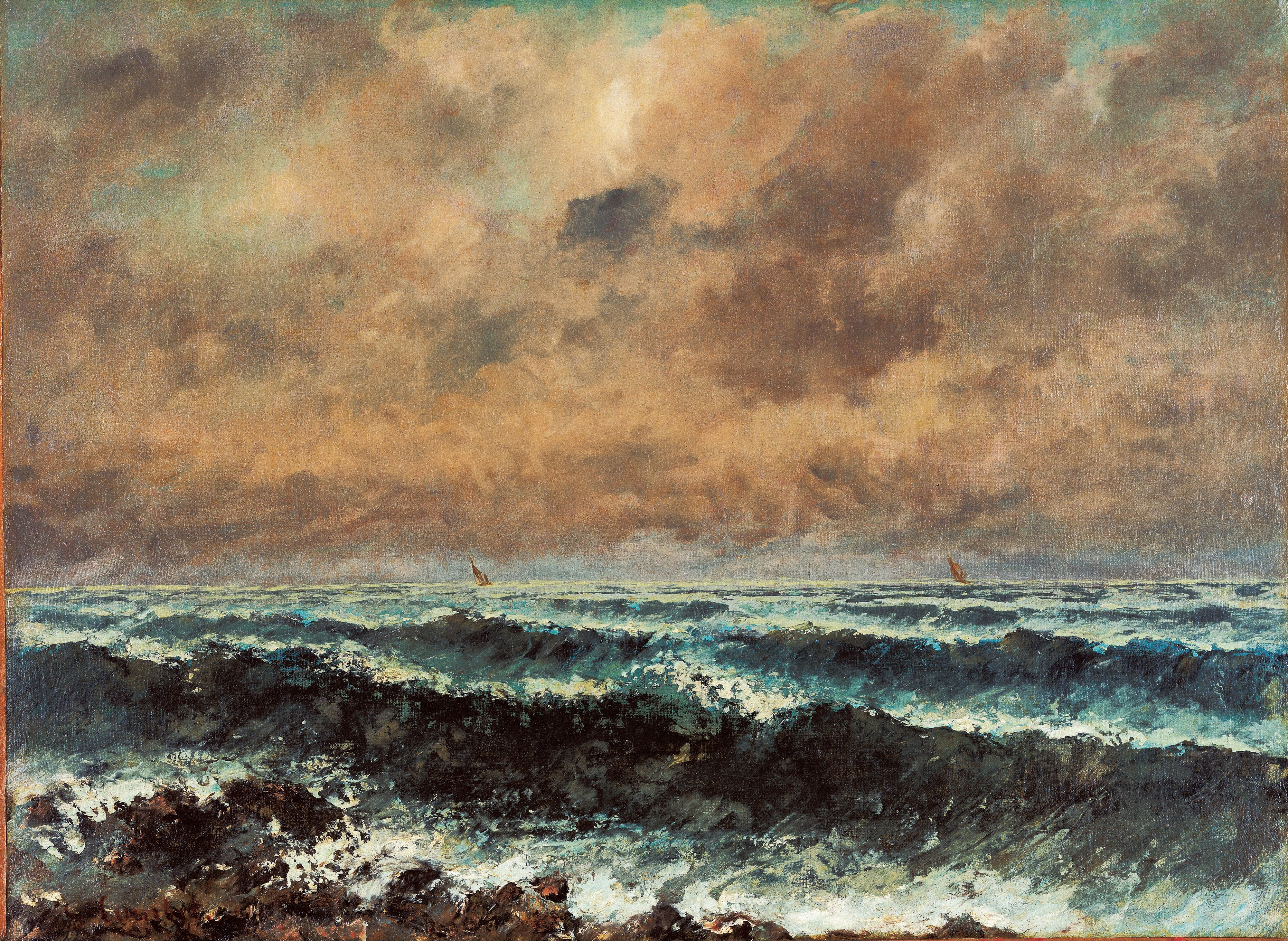
Mer en automne (1867), Kurashiki, musée d'art Ōhara. Courbet a peint de nombreuses vagues, qui, au fil des années, sont saisies frontalement.

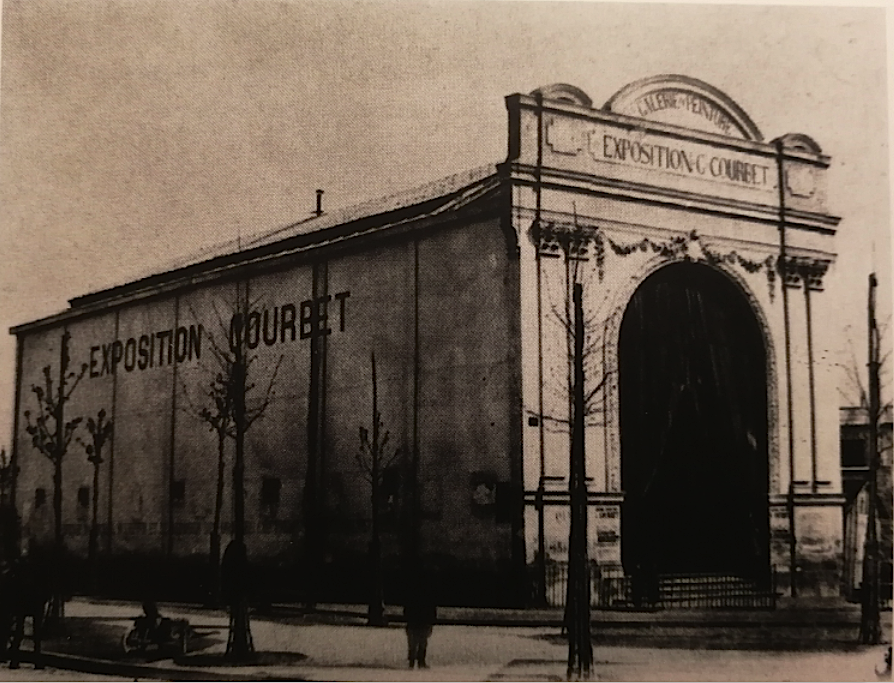
Vue du pavillon Courbet, près du palais de l'Alma à Paris, où l'artiste présente 135 tableaux durant l'Exposition universelle de 1867.

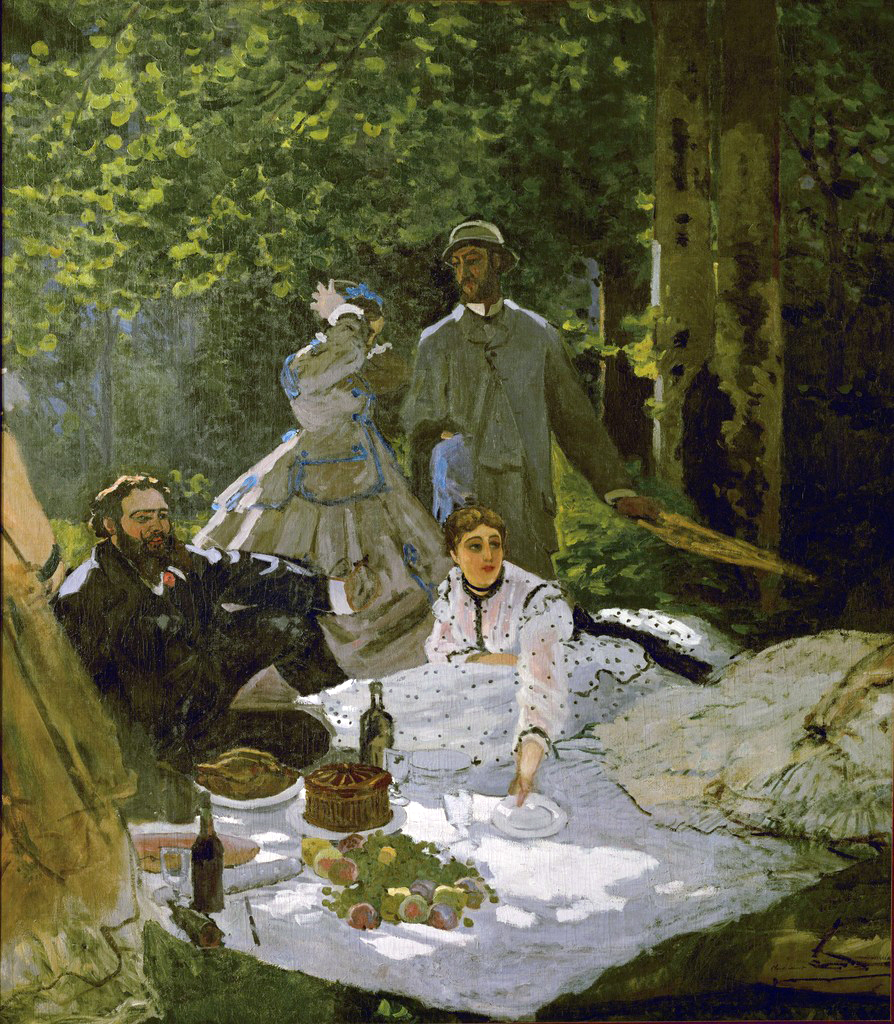
Sur cette toile préparatoire du Déjeuner sur l'herbe de Claude Monet (1865-1866, musée d'Orsay) semble figurer Courbet assis, à gauche.

Durant les années 1860, Courbet est un peu moins à Paris qu'en province ou à l'étranger (Allemagne, Belgique, Suisse). Il est d'abord toujours fidèle à Ornans, dans le Doubs, et séjourne longuement dans le Jura voisin, où il noue de profondes amitiés, et enfin, il séjourne en Normandie, au bord de la mer, élément qui le fascine de plus en plus.
Le 6 mars 1860, il achète à Ornans l’ancienne fonderie Bastide, bâtiment dans lequel il aménage sa maison et un grand atelier — il utilisera ce lieu jusqu'à son exil en 1873 en Suisse.
En 1861, il entre au comité de la Société nationale des beaux-arts. En juillet, il est proposé à la Légion d'honneur mais l'empereur en personne raye son nom de la liste et l'État renonce à acheter Le Rut du printemps, combat de cerfs, un grand format (3,55 × 5 m), scène de chasse là encore totalement en décalage avec les conventions. Il écrit à l'écrivain Francis Wey que [ce tableau] « est une chose que je suis allé étudier en Allemagne. J'ai vu ces combats […]. Je suis exactement sûr de cette action. Chez ces animaux, il n'y a aucun muscle apparent. Le combat est froid, la rage profonde, les coups sont terribles. […] Il n'y a pas un liard d'idéal. […] ils sont exacts comme des mathématiques ». En août, il est invité à exposer et donner une conférence dans le cadre d'une manifestation internationale à Anvers. En automne 1861, il expose deux tableaux (Paysages de feuilles mortes et Esquisse d'une Dame allemande) aux côtés de Delacroix, Daubigny et Corot, à l'exposition cantonale des beaux-arts à Genève, invité par Barthélemy Menn.
Le 28 septembre 1861, une réunion d’étudiants en art est organisée à la brasserie Andler par Jules-Antoine Castagnary qui demande à Courbet de diriger un atelier d’enseignement de la peinture. Le 9 décembre les cours commencent avec 31 étudiants inscrits, mais le 29 décembre Courbet y renonce, annonçant : « Je ne puis pas enseigner mon art, ni l’art d’une école quelconque, puisque je nie l’enseignement de l’art, ou que je prétends, en d’autres termes, que l’art est tout individuel et n’est pour chaque artiste que le talent résultant de sa propre inspiration et de ses propres études sur la tradition. ». Il semble qu'Emmanuel Lansyer soit resté près de quatre mois dans son atelier.
Une série des natures mortes est réalisée en 1861-1862, lorsqu’il séjourne en Saintonge à l’invitation du mécène éclairé Étienne Baudry (1830-1908). Courbet comprend l’importance de ce thème, qui ouvre la voie aux compositions impressionnistes. Baudry lui commande des nus dont la Femme nue couchée.
En 1862-1863, il séjourne à Saintes et participe, avec Corot, Louis-Augustin Auguin et Hippolyte Pradelles à un atelier de plein air baptisé « groupe du Port-Berteau » d'après le nom du site des bords de la Charente (dans la commune de Bussac-sur-Charente) adopté pour leurs séances communes de peinture. Une exposition collective réunissant 170 œuvres est présentée au public le 15 janvier 1863 à l’hôtel de ville de Saintes. C'est dans cette ville qu'il peint dans le plus grand secret Le Retour de la conférence, une toile de 3,3 m par 2,3 m, inscrite dans la lignée de William Hogarth, qu'il veut anticléricale et résolument provocatrice, la cible étant l'Église catholique française, alors incarnée par l'impératrice Eugénie. Cette œuvre qui figure des curés ivres est une nouvelle provocation, orchestrée par Courbet qui écrit à l'architecte Léon Isabey (1821-1895) en février 1863 : « J’avais voulu savoir le degré de liberté que nous accorde notre temps ». La réponse, il vient de l'avoir des officiels : le tableau est successivement refusé au Salon et même au Salon des refusés. Avec cette toile exclue pour immoralité, Courbet peut donc mettre son programme en action : reproduire et diffuser l’œuvre par tous les moyens existants et s’assurer ainsi un véritable instrument politique contestataire et promotionnel de son art. Il organise alors une tournée mondiale autour de cette peinture : c'est une première, une opération dans laquelle il se donne beaucoup. La toile sera ainsi montrée à New York en 1866 grâce à son ami Jules Luquet, associé d'Alfred Cadart, le fondateur de la Société des aquafortistes qui réunit d'ailleurs de nombreux artistes ralliés au courant réaliste. Après avoir été montrée à Gand en 1868, la toile que Courbet conserva jusqu'à sa mort, disparaît vers 1900, mais il nous en reste de nombreuses reproductions photomécaniques que le peintre fit faire en son temps.
À compter de 1863, Courbet quitte la brasserie Andler pour la pension de François et Rose Laveur, rue des Poitevins, ou encore la taverne des Martyrs, située Rive droite, à la hauteur du 8 rue Notre-Dame-de-Lorette. Outre qu'il laissait une ardoire de 3 000 francs au couple Andler (qu'il régla en avril 1869), Courbet investissait, avec d'autres, Montmartre : là, il côtoyait Pierre Dupont, André Gill, Édouard Manet, Auguste Renoir, Claude Monet, Aurélien Scholl, Charles Monselet, Jules Vallès ; on s'y oppose, ingristes contre coloristes, et déjà, les querelles tournent autour des futurs impressionnistes que le Salon s'évertuera à refuser. Courbet assiste à la naissance d'une nouvelle génération de peintres, qui va peu à peu s'émanciper de lui,. Le 25 septembre 1863, son ami Pierre-Auguste Fajon, qu'il avait connu à Montpellier dès 1854 et qui était un riche négociant, lui demande de recevoir le jeune Frédéric Bazille : la rencontre eut lieu peu de temps après à Paris,.
L'exploration de sites remarquables situés dans le Jura éclairent la palette du peintre durant l'année 1864. De cette époque date plusieurs séries de paysages, dont La Source de la Loue, La Grotte Sarrazine, La Roche pourrie ou Le Gour de Conche ; attaché plus que jamais à la nature minérale, aux matières brutes, Courbet cherche à en percer les secrets en rencontrant le géologue jurassien Jules Marcou. Il y rencontre entre autres Max Claudet (1840-1893), peintre, sculpteur et céramiste installé à Salins-les-Bains dont le maire, l'industriel Alfred Bouvet (1820-1900), commande des toiles au peintre. Courbet se met à la sculpture, produit des bustes en médaillon, et Claudet le conseille.
En 1865, il compose à titre posthume Pierre Joseph Proudhon et ses enfants en 1853 : la perte de Proudhon fut pour lui une dure épreuve. Il séjourne à Trouville et Deauville et peint des séries de marines, en compagnie de Whistler qu'il avait rencontré quelques années plus tôt, avec sa maîtresse Joanna Hiffernan. Vers la fin de son séjour normand, le 17 novembre, Courbet écrit à ses parents qu’il « se porte admirablement » et raconte qu’il séjourne avec Whistler, le présentant comme son « élève ». Quant au jeune peintre américain, il donne comme nom à une de ses toiles contemporaines Courbet sur le rivage ou My Courbet (1865) ; les deux hommes sont devenus intimes et resteront amis jusqu'au bout.
En 1866, il séjourne de nouveau à Deauville, cette fois chez le comte Horace de Choiseul-Praslin avec les peintres Claude Monet et Eugène Boudin, et la toile Les Lévriers témoigne, même en compagnie du beau monde, de son amour des animaux. En septembre, à Bruxelles, se tient l'exposition internationale de peintures dont il est la vedette incontestée. En fin d'année, il achève une série de nus, dans le cadre d'une commande pour le diplomate ottoman Khalil-Bey, ce sont Le Sommeil et L'Origine du monde.
En janvier 1867, il perd son « plus grand ami », Urbain Cuenot, et se rend à Ornans pour les funérailles. Là, il a l'idée de commencer à peindres des effets de neige. Le mois suivant, encore endeuillé, il s'engouffre dans le travail et esquisse L'Hallali du cerf, de très grand format. Alors qu'un procès pour impayé courre à propos de sa toile Vénus et Psyché (disparue), et que l'administration des Beaux-Arts refuse de lui payer La Femme au perroquet, il décide de demander à l'architecte Léon Isabey de lui construire un pavillon pour l'Exposition universelle, comme en 1855, mais cette fois en matériaux plus résistants : de fait, le « Pavillon Courbet » resta en place jusqu'aux émeutes de 1871 mais ne constitua sa galerie personnelle qu'en mai 1868 seulement, puis un lieu d'entreposage. En avril 1867, Courbet écrit à son ami Castagnary qu'il travaille sur un tableau avec l'aide d'un certain Marcel Ordinaire, l'un des deux fils d'Édouard Ordinaire, lequel était très proche du peintre. Le 30 mai, il ouvrit enfin au public, exposant 135 œuvres cataloguées. Les caricatures pleuvent à nouveau, on y brode son embonpoint, surtout pour figurer son sens de la démesure. Dans une lettre à Alfred Bruyas, le 27 avril, il confiait que « cette exposition est définitive, [la] raison est que je deviens vieux ». De fait, si Courbet ne produira jamais autant qu'en cette année, il cumule près de 700 toiles depuis qu'il est peintre.
À la fin de l'été 1868, éjecté de son pavillon-galerie de l'Alma par le propriétaire du terrain, il participe massivement au Salon de peinture de Gand qui se tient du 3 septembre au 15 novembre, avec, entre autres, deux toiles profondément anticléricales, Le Retour de la conférence et La Mort de Jeanot à Ornans (Les Frais du culte), qu'il accompagne de deux séries d'albums illustrés de ses dessins et publiés chez Albert Lacroix, l'éditeur bruxellois de Victor Hugo. En même temps, il expose d'autres toiles au Havre, à la Société des beaux-arts. En octobre, Jules-Antoine Castagnary, de plus en plus proche de Courbet, lance par voie de presse, l'image d'un Courbet peintre-philosophe aux opinions politiques radicales ; il fréquente d'ailleurs le café de Madrid, rue Montmartre, où se réunissent les opposants républicains au régime impérial. C'est aussi l'année de l'un de ses ultimes grands nus, La Source.
En mai 1869, Courbet frôle la ruine : son principal galeriste parisien, Charles Delaroche, tenant boutique au 7-9 rue Bonaparte, fait faillite, engloutissant deux ans de revenus du peintre. Épuisé mais nullement découragé, il s'active et participe, grâce à Léon Gauchez au salon de Bruxelles, où il reçoit une des treize médaille d'or. Ensuite, pour l'exposition internationale de Bavière organisée au Glaspalast de Munich, il montre une vingtaine de toiles et, succès aidant, reçoit personnellement, en octobre, l'ordre de Saint-Michel des mains du roi Louis II — l'autre peintre fait chevalier est son ami Corot. Les Casseurs de pierres (1849) trouve enfin preneur. Cette exposition aura une grande influence sur certains peintres allemands, comme Louis Eysen. Durant son séjour munichois, il exécute le Portrait de Paul Chenavard, d'après un ami peintre qui l'accompagnait. Ce « succès allemand » lui sera reproché au moment du procès de 1872. À compter d'août, il entreprend un long séjour à Étretat, alors station peu connue : là, il s'active à répondre à de nouvelles commandes, Paul Durand-Ruel semble lui trouver des clients pour ses falaises ; il a l'idée d'une nouvelle série de paysages de mer, La Vague dont le dispositif va éblouir le Salon de 1870. En novembre, il séjourne, en revenant de Munich et avant Ornans, à Interlaken en Suisse : Courbet y compose onze paysages des Alpes. Fin décembre, il perd son autre grand ami, Max Buchon et tombe en dépression. Il achève sans doute son ultime grand nu, La Dame de Munich (disparu).

### Les années 1870

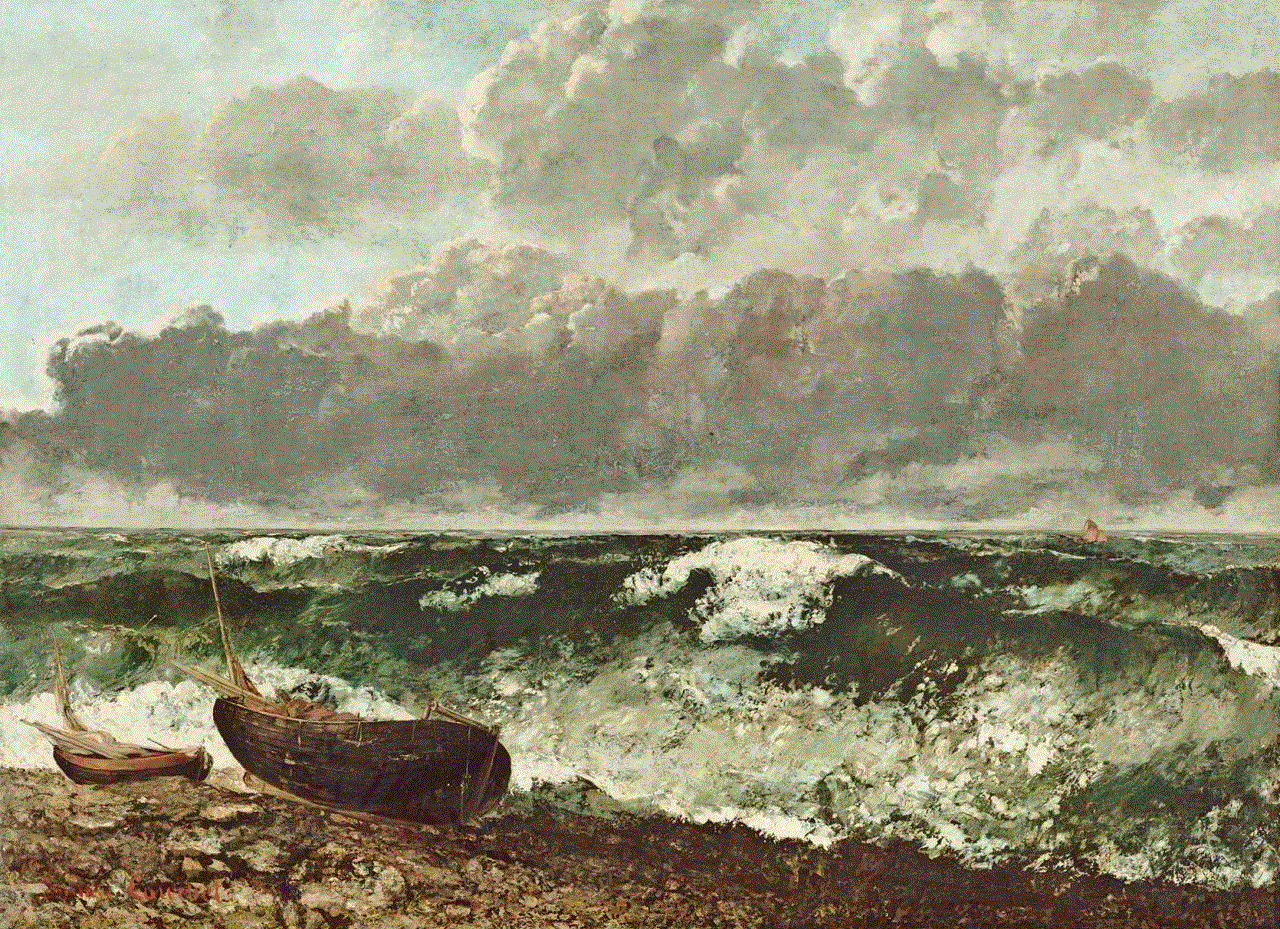
La Mer orageuse dit La Vague (1869), musée d'Orsay.

Pour le Salon de Paris qui se tient en mai 1870, Courbet propose deux toiles, La Falaise d'Étretat après l'orage et La Mer orageuse, qui font selon le peintre un pendant ; c'est la dernière fois qu'il participe à cet événement ; la critique lui est favorable et il vend ses toiles. Quelques semaines plus tôt, il s'investissait dans un projet de réforme des règles du Salon, qui aboutira finalement en 1880, avec la création du Salon des artistes français et l'éclatement du monopole public. Au même moment, il fait la curieuse acquisition d'une ancienne collection de peintures dans laquelle se trouvaient une dizaine de Rubens.
Ses idées républicaines, mais surtout son goût affirmé pour la liberté, lui font refuser la Légion d'honneur, proposée par Napoléon III, dans une lettre adressée le 23 juin 1870, envoyée peu après son séjour depuis chez son ami le peintre Jules Dupré à L'Isle-Adam, au ministre des lettres, sciences et beaux-arts, Maurice Richard, qui tentait de le courtiser après le plébiscite. La lettre, publiée dans Le Siècle, fait scandale et se termine ainsi : « J'ai cinquante ans et j'ai toujours vécu libre. Laissez-moi terminer mon existence libre : quand je serai mort, il faudra qu'on dise de moi : Celui-là n'a jamais appartenu à aucune école, à aucune église, à aucune institution, à aucune académie, surtout à aucun régime, si ce n'est le régime de la liberté ». Le 15 juillet, la France déclare la guerre à la Prusse.

#### La sauvegarde des musées

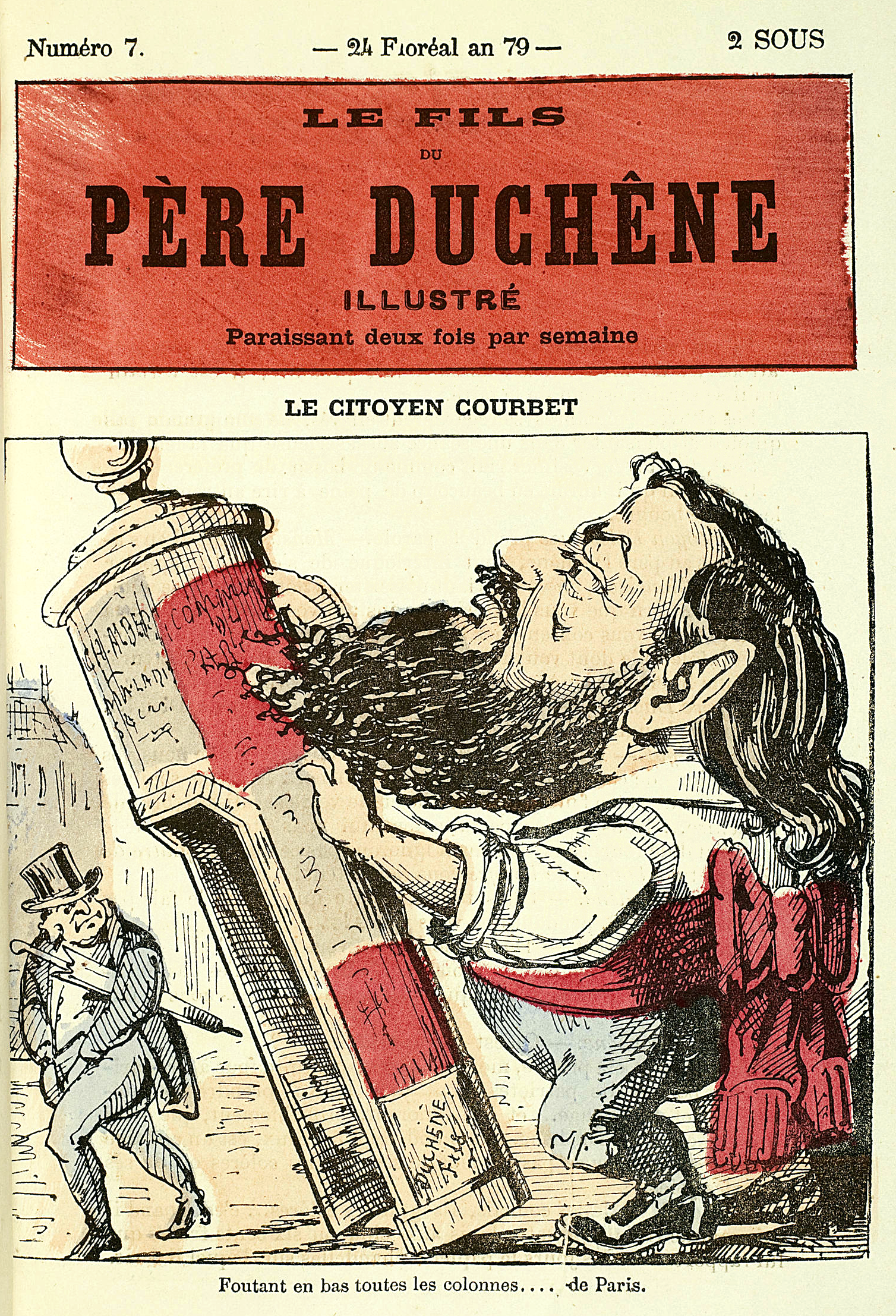
Gustave Courbet poussant une « colonne Rambuteau » (un urinoir), caricature publiée par Le Père Duchêne illustré (début 1871).

Après la proclamation de la République le 4 septembre 1870, il est nommé, le 6, par une délégation représentant les artistes de Paris, « président de la surveillance générale des musées français » : Courbet dirige alors un comité chargé de la sauvegarde des œuvres d'art conservées à Paris et dans les environs. Cette mesure conservatoire est normale en temps de guerre, et alors que les troupes prussiennes approchent de la capitale. La commission, organisée en bataillon, installée au palais du Louvre, comprend entre autres Honoré Daumier et Félix Bracquemond. Le 11, Courbet écrit au ministre Jules Simon à propos de la manufacture de Sèvres, menacée par l'ennemi. Le 14, il rédige une note à l'attention du gouvernement de Défense nationale proposant de « déboulonner la colonne Vendôme » et suggère d'en récupérer une partie du métal pour la Monnaie. Le 14, il s'occupe de protéger le musée de Versailles, puis les jours suivants le musée du Luxembourg, les salles du musée du Louvre, le Garde-Meuble. Le 16, débute le siège de Paris. Le 5 octobre, il s'insurge contre le gouvernement qui souhaite abattre la colonne Vendôme, au profit d'une nouvelle statue en bronze à la gloire de Strasbourg, ville annexée : Courbet réaffirme que cette colonne doit être déplacée de la rue de la Paix vers les Invalides et qu'on doit en conserver les bas-reliefs par respect pour les soldats de la Grande Armée. Le 29 octobre, Courbet lit au théâtre de l'Athénée, à l'initiative de Victor Considerant, un appel destiné aux artistes allemands, et conclut « à la paix, et aux États-Unis d'Europe ». Le 1er décembre, lui et Philippe Burty démissionnent de la « commission des archives du Louvre », qui avait voté le maintien des principaux fonctionnaires de l'ancien régime à leurs postes. Il reste président de la sauvegarde des musées. En janvier, il offre un tableau en loterie et l'argent dégagé permet de confectionner un canon. Au même moment, l'atelier rue Hautefeuille est bombardé par des obus allemands et Courbet se réfugie chez Adèle Girard, 14 passage du Saumon : celle-ci devient sans doute sa maîtresse, et plus tard, le chasse le 24 mai, puis le fait chanter auprès des autorités républicaines lors de son procès. Tandis que le 28 janvier, l'armistice est signé, le 23 février, il écrit à ses parents. Dans cette lettre, on apprend qu'il a renoncé à se présenter aux élections législatives du 8 février et que son atelier d'Ornans a été pillé.

#### La Commune et la condamnation

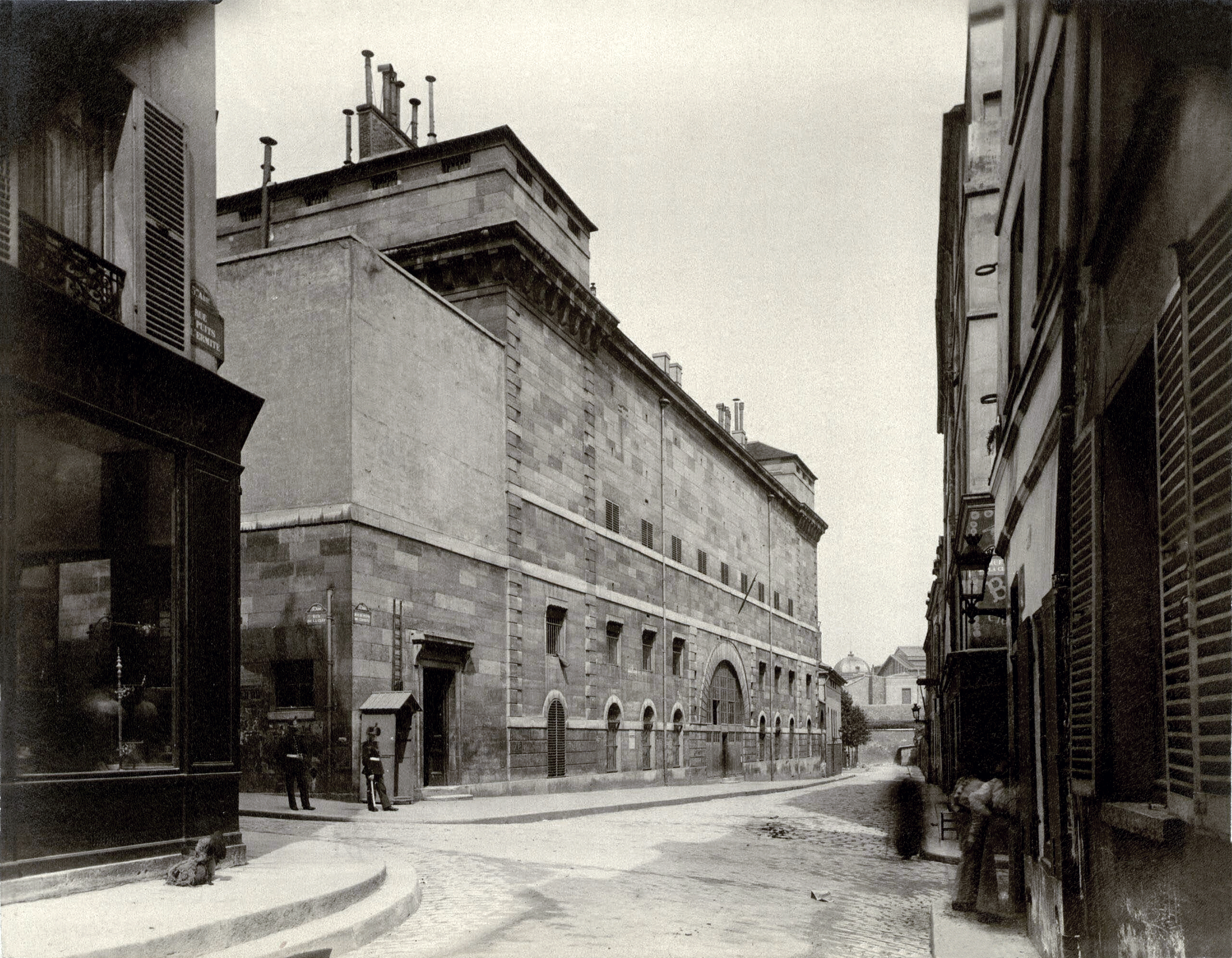
Eugène Atget, Prison Sainte-Pélagie, façade sur rue (1898).

Déçu par le gouvernement de Défense nationale, proche de la Fédération jurassienne de Bakounine, il prend une part active à l'épisode de la Commune de Paris à partir du 18 mars 1871. Après les élections complémentaires du 16 avril 1871, il est élu au conseil de la Commune par le 6e arrondissement et délégué aux Beaux-Arts. Le 17 avril 1871, il est élu président de la Fédération des artistes. Il fait alors blinder toutes les fenêtres du palais du Louvre pour en protéger les œuvres d’art, mais aussi l’Arc de Triomphe et la fontaine des Innocents. Il prend des mesures semblables à la manufacture des Gobelins, et fait même protéger la collection d'œuvres d'art d'Adolphe Thiers, dont notamment ses porcelaines de Chine. Il siège à la commission de l'Instruction publique et, avec Jules Vallès, vote contre la création du Comité de salut public, en signant le manifeste de la minorité.

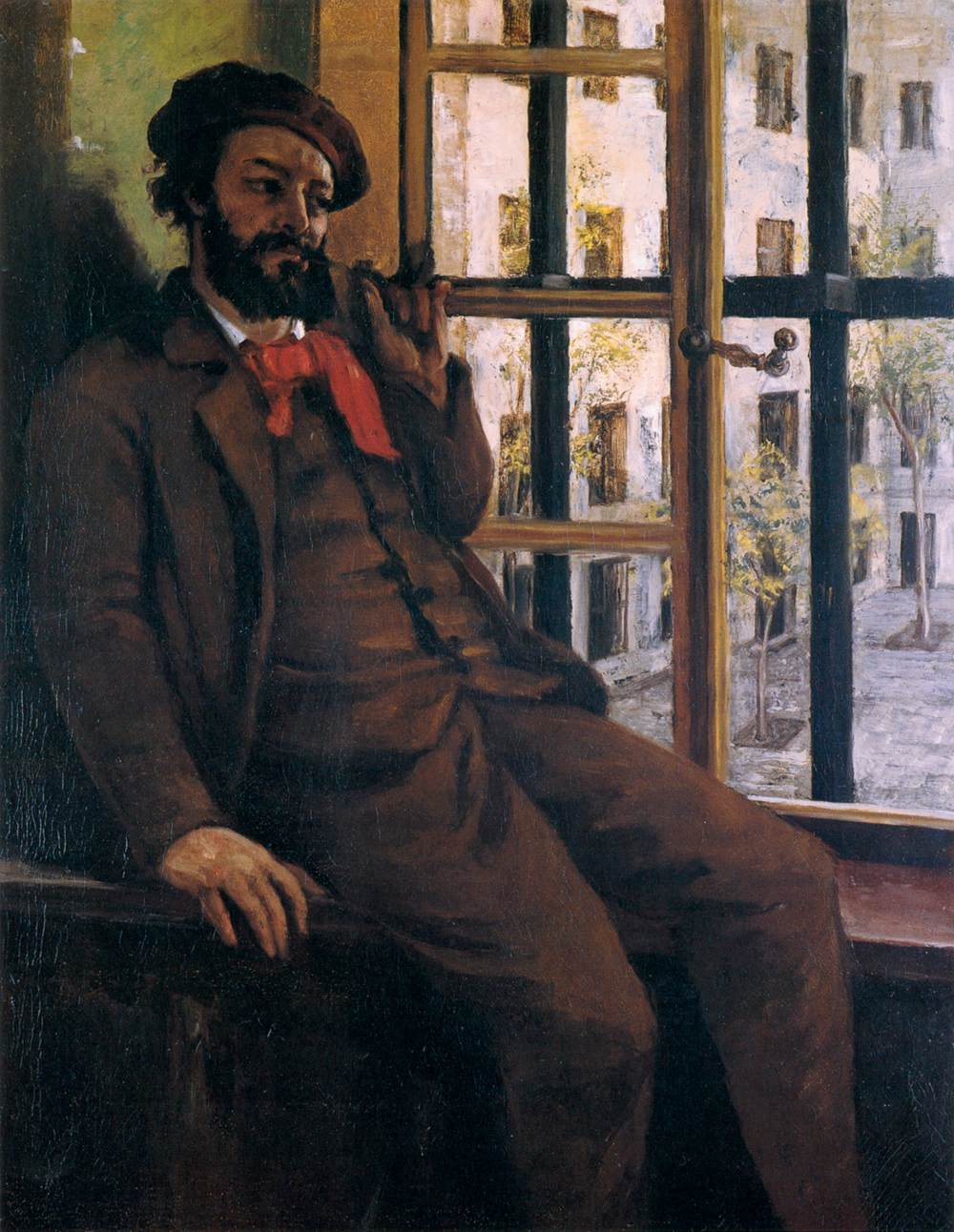
Autoportrait à Sainte-Pélagie (1872), musée Courbet.

Après un appel de Vallès publié le 4 avril dans Le Cri du peuple dans lequel il vilipende le monument, la Commune décide, le 12, sur une proposition de Félix Pyat, d’abattre et non de déboulonner la colonne Vendôme. Courbet en avait jadis réclamé l'exécution, ce qui le désignera ensuite comme responsable de sa destruction, mais il n'a pas voté pour sa démolition le 12 ayant été en poste le 20. Celle-ci avait été prévue pour le 5 mai 1871, jour anniversaire de la mort de Napoléon, mais la situation militaire avait empêché de tenir ce délai. Plusieurs fois repoussée, la cérémonie a lieu le 16 mai 1871, la colonne est abattue, non sans difficultés et sous le contrôle de l'ingénieur Iribe, à 17 h 30, sous les acclamations des parisiens et en présence de Courbet. Selon Charles Fegdal, Maxime Vuillaume et Eugène Vermersch ne sont pas parvenus à entraîner le peintre sur la place, ce jour-là. Ce n’est que le lendemain qu’il s’y rend et se fait photographier serrant les mains de deux fédérés devant les débris de la colonne. Cette photographie a contribué à la légende de Courbet « déboulonneur de la colonne ».

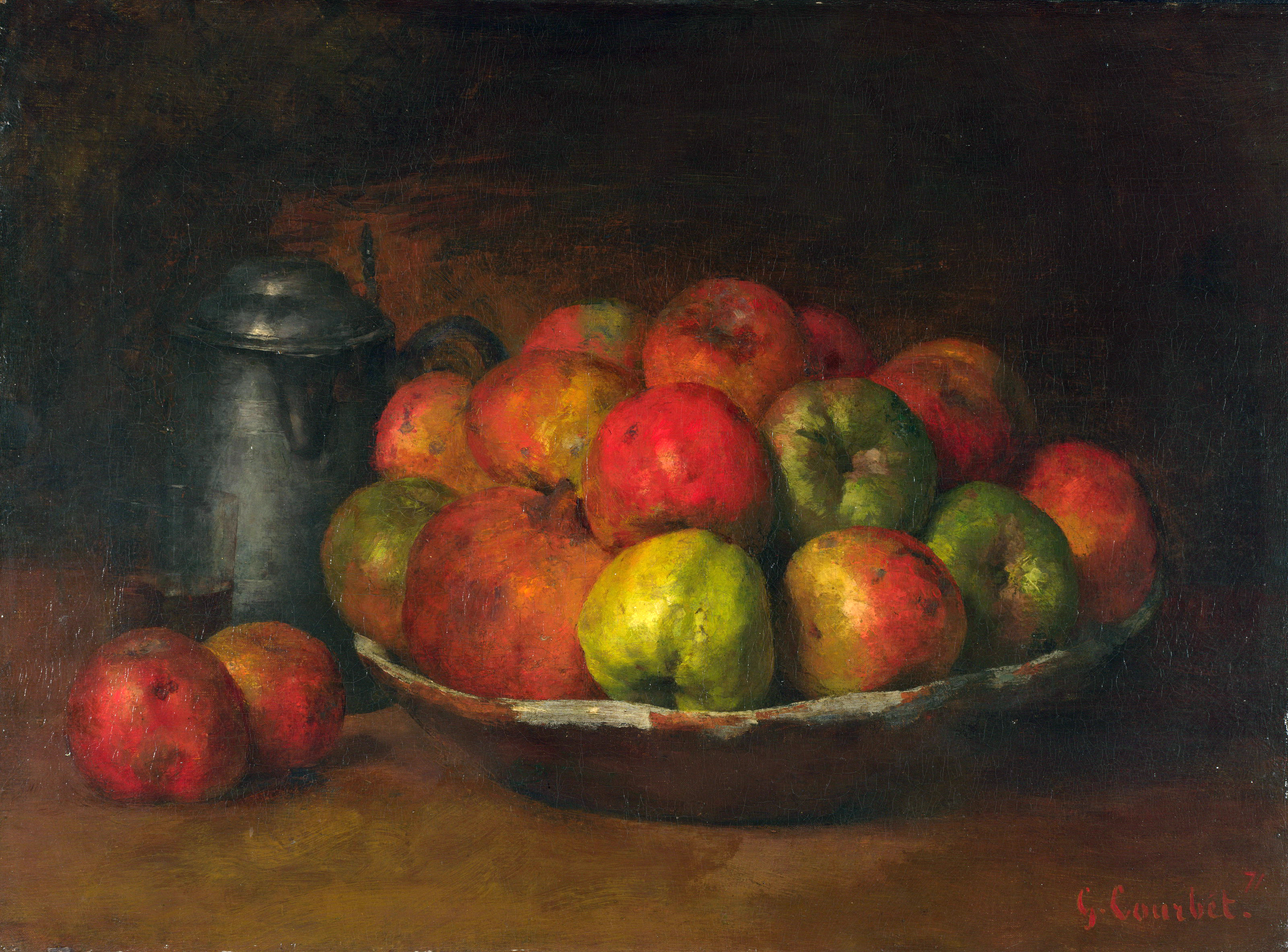
Nature morte, pommes et grenades (1871-1872), Londres, National Gallery of Art.

Courbet démissionne de ses fonctions le 24 mai 1871, protestant contre l'exécution par les Communards de son ami Gustave Chaudey qui, en tant que maire-adjoint, est accusé d'avoir fait tirer sur la foule le 22 janvier 1871 (fait qui n'a, en réalité, jamais été prouvé). Après la Semaine sanglante, il est arrêté le 7 juin 1871 et emprisonné à la Conciergerie puis à Mazas. Quelques jours plus tôt, il avait écrit au rédacteur en chef du Rappel : « Je me suis constamment occupé de la question sociale et des philosophies qui s'y rattachent, marchant dans ma voie parallèlement à mon camarade Proudhon. […] J'ai lutté contre toutes les formes de gouvernement autoritaire et de droit divin, voulant que l'homme se gouverne lui-même selon ses besoins, à son profit direct et suivant sa conception propre ». Le 27 juin, est publié dans The Times de Londres une lettre ouverte signée de sa main où il affirme avoir tout fait pour protéger les musées parisiens. Dès le début de son incarcération, la presse lui reproche la destruction de la colonne ; Courbet rédige alors une série de lettres à différents élus dans lesquelles il « s'engage à la faire relever à ses frais, en vendant les 200 tableaux qui [lui] reste » : cette proposition, il va la regretter.
Le 27 juillet, il apprend, sous les verrous et deux mois trop tard, la mort de sa mère décédée le 3 juin. Son procès commence le 14 août à Versailles, en présence de quinze autres communards et deux membres du Comité central. Le 2 septembre, la sentence tombe, le 3e conseil de guerre le condamne à six mois de prison fermes et à 500 francs d'amende aux motifs suivants : « avoir provoqué comme membre de la Commune, la destruction de la colonne ». Il purge sa peine à Versailles, puis à compter du 22 septembre à prison de Sainte-Pélagie. Il doit en outre régler 6 850 francs de frais de procédure. Comme il est malade, il est transféré le 30 décembre dans une clinique de Neuilly où il est enfin opéré par Auguste Nélaton, menacé qu'il était d'une occlusion intestinale. Le 1er mars, il est libéré. Durant son séjour carcéral, il peint de nombreuses natures mortes, et laisse quelques croquis sur les familles de fédérés emprisonnées.

#### Face à la réaction
Son engagement dans la Commune lui valut de la part de nombreux écrivains une grande hargne ; ainsi, Alexandre Dumas fils écrira à son propos : « De quel accouplement fabuleux d'une limace et d'un paon, de quelles antithèses génésiaques, de quel suintement sébacé peut avoir été générée cette chose qu'on appelle Gustave Courbet ? Sous quelle cloche, à l'aide de quel fumier, par suite de quelle mixture de vin, de bière, de mucus corrosif et d'œdème flatulent a pu pousser cette courge sonore et poilue, ce ventre esthétique, incarnation du Moi imbécile et impuissant ».
Pour autant, Courbet n'est pas abandonné, Horace de Choiseul-Praslin, Eugène Boudin, Claude Monet, Amand Gautier lui écrivent leur soutien, sans parler d'Étienne Baudry et Jules Castagnary. Alors que le Salon de Paris rouvre ses portes en avril 1872, le jury, dirigé par Ernest Meissonier, lui refuse ses deux toiles, un grand nu allongé (La Dame de Munich) et l'une des natures mortes aux fruits, qu’il vient d’achever. Cette décision provoque une vive réaction dans le milieu de l'art et dans la presse populaire. Paul Durand-Ruel est l'un des seuls galeristes à le soutenir, lui achetant une vingtaine de toiles qu'il expose dans sa galerie, à l'instar d'autres marchands qui organisent des expositions d'artistes refusés comme Auguste Renoir ou Édouard Manet : cette situation conduira en 1873 à l'ouverture d'un nouveau « salon des refusés ».

#### Retour à Ornans
De retour à Ornans fin mai 1872, la demande de tableaux était tellement importante que Courbet ne pouvait suivre et qu'il organisa la venue de collaborateurs ou d'assistants qui préparaient ses paysages. Il ne faisait aucun mystère de ce mode de production, notamment dans sa correspondance. On sait, en outre, que Courbet n'hésitait pas à signer de temps à autre un tableau peint par l'un ou l'autre de ses collaborateurs, s'il le jugeait conforme. Ces assistants les plus connus sont Cherubino Patà (1827-1899), Alexandre Rapin, Émile Isenbart, Marcel Ordinaire, Ernest Paul Brigot (1836-?), Jean-Jean Cornu, Hippolyte Margottet (1848-1887).
Entre novembre 1872 et mai 1873, il entretient une correspondance érotique avec Mathilde Carly de Svazzema, qu'il charge par ailleurs de vendre pour lui des toiles : elle se révélera une aventurière et escroquera le peintre,.
Mais, en mai 1873, le nouveau président de la République, le maréchal de Mac Mahon, décide de faire reconstruire la colonne Vendôme aux frais de Courbet (soit 323 091,68 francs selon le devis établi). La loi sur le rétablissement de la colonne Vendôme aux frais de Courbet est votée le 30 mai 1873. Il est acculé à la ruine, ses biens mis sous séquestre, ses toiles confisquées.

#### L'exil en Suisse

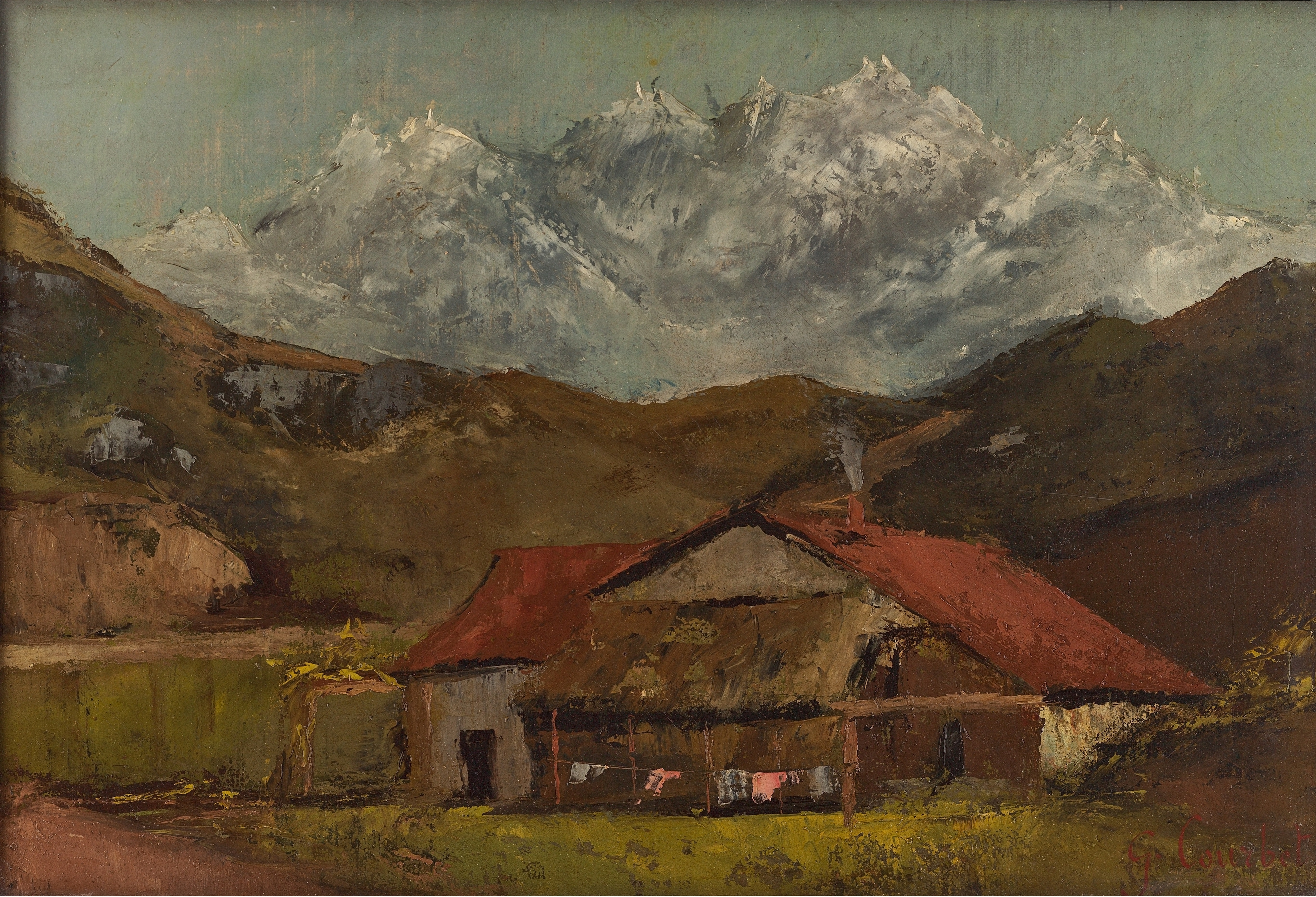
Un chalet suisse, 1874, Moscou, Musée Pouchkine.

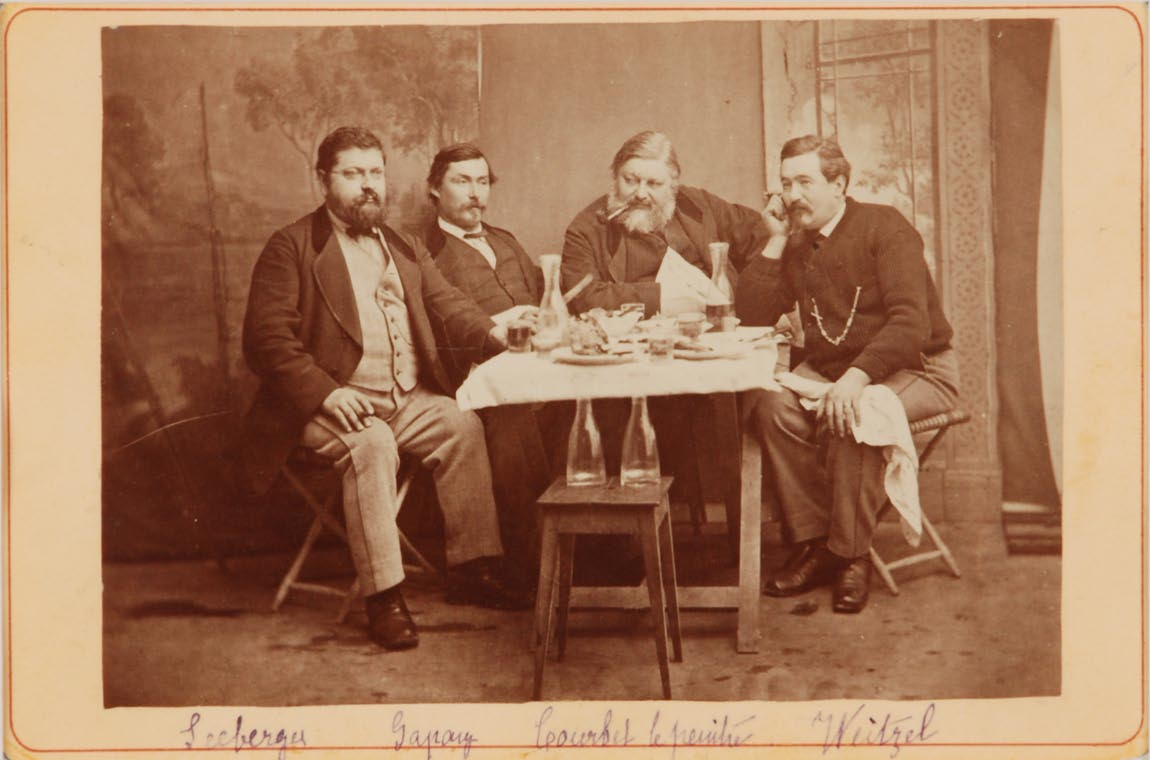
Courbet entouré d'amis fribourgeois à Bulle (1875-76). photographie de Jules Gremaud, Musée gruérien, Bulle.

Craignant un nouvel emprisonnement, Courbet passe clandestinement la frontière aux Verrières le 23 juillet 1873. Après quelques semaines passées dans le Jura (Fleurier, La Chaux-de-Fonds), à Neuchâtel, à Genève et dans le canton du Valais, Courbet se rend compte que c'est sur la Riviera lémanique, grâce aux nombreux étrangers qui y séjournent, qu'il aura le plus de chance de nouer des contacts et de trouver d'éventuels débouchés pour sa peinture. Il loge brièvement à Veytaux (château de Chillon), puis jette son dévolu sur la petite bourgade de La Tour-de-Peilz (au bord du Léman) et s'installe en octobre 1873 à la pension Bellevue (tenue par le pasteur Dulon), accompagné sporadiquement par Cherubino Patà. Sa condamnation devient effective par le jugement du 26 juin 1874 du tribunal civil de la Seine.
Au printemps 1875, il loue une maison au bord du lac, du nom de Bon-Port, qui devient le lieu des dernières années de sa vie. De là, il circule beaucoup, et les rapports que des espions (infiltrés jusque parmi la colonie des proscrits de la Commune de Paris) envoient à la police française nous renseignent sur ses nombreux contacts et ses innombrables déplacements (Genève, Fribourg, la Gruyère, Interlaken, Martigny, Loèche-les-Bains, La Chaux-de-Fonds, etc.).
Dès les premières années de son exil, il entretient une correspondance fournie avec ses avocats (dont Charles Duval), ses fidèles amis (dont Jules-Antoine Castagnary et Étienne Baudry) et sa famille, réseau grâce auxquels il parvient à faire rentrer de l'argent et des tableaux, car on ne peut le saisir sur le sol suisse. C'est sa sœur Juliette qui se montre la plus dévouée. En mars 1876, il lui écrit : « Ma chère Juliette, je me porte parfaitement bien, jamais de ma vie je ne me suis porté ainsi, malgré le fait que les journaux réactionnaires disent que je suis assisté de cinq médecins, que je suis hydropique, que je reviens à la religion, que je fais mon testament, etc. Tout cela sont les derniers vestiges du napoléonisme, c'est le Figaro et les journaux cléricaux. »
Il peint, sculpte, expose et vend ses œuvres ; il organise sa défense face aux attaques du gouvernement de l'« Ordre moral » et veut obtenir justice auprès des députés français : sa lettre adressée aux députés en mars 1876 est un véritable réquisitoire dans lequel il cite en exemple la magnanimité des Américains et des Suisses, qui eux aussi, eurent à solder leurs guerres civiles. La France lui réclame désormais 286 549,78 francs. Courbet commence à régler les frais de procédure afin de lever la saisie et retarder le procès, en attente d'une amnistie ; en janvier 1877, faisant appel, il ne reconnaîtra que 140 000 francs de coût de revient : en novembre 1877, l'État lui propose d'étaler sa dette sur trente ans, et la dernière lettre connue de Courbet révèle qu'il refuse de payer la première traite de 15 000 francs.

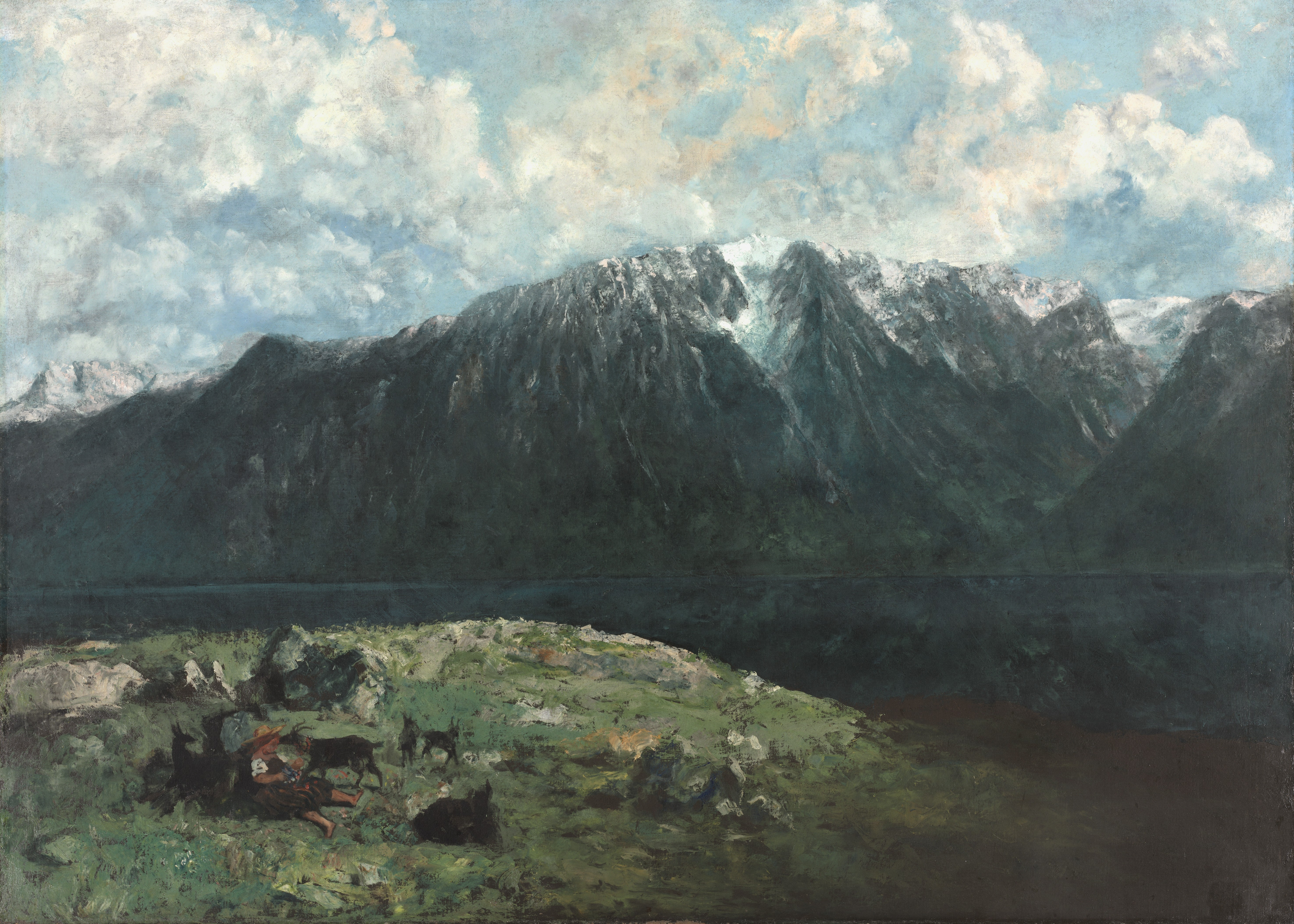
Grand Panorama des Alpes, les Dents du Midi (1877,) : inachevée et non signée, elle serait la dernière toile de Courbet (Cleveland, Cleveland Museum of Art.).

Il participe à de nombreuses manifestations locales (fêtes de gymnastique, de tir et de chant) ; il est accueilli dans de nombreux cercles démocratiques confédérés et dans les réunions de proscrits. Comme par le passé, il organise sa propre publicité et entretient des rapports sociaux tant dans les cafés qu'avec les représentants de l'establishment du pays qui l'accueille. Il reçoit des encouragements de l'étranger : en 1873, invité par l'association des artistes autrichiens, il expose 34 tableaux à Vienne en marge de l'Exposition universelle ; il contacte son ami le peintre James Whistler pour exposer des œuvres à Londres ; aux États-Unis, il a sa clientèle et il expose régulièrement à Boston depuis 1866 ; pour l'Exposition universelle de Philadelphie, un certain B. Reitlinger de Zurich lui commande quatre toiles (deux vues du château de Chillon, un chasseur et une baigneuse) qui se retrouvent bloquées en douane ; s'ensuit un procès dans lequel Courbet dépense beaucoup d'énergie
Plusieurs peintres du pays lui rendent visite à La Tour (Auguste Baud-Bovy, Francis Furet) ou présentent leurs tableaux dans les mêmes expositions (François Bocion, Ferdinand Hodler). Des marchands, et principalement Paul Pia, ingénieur français exilé à Genève où il a ouvert boutique, proposent régulièrement à la vente des œuvres du peintre franc-comtois. Courbet travaille simultanément pour madame Arnaud de l'Ariège dans son château des Crètes à Clarens et donne des tableaux pour des tombolas de sinistrés et d'exilés. Il réfléchit à un projet de drapeau pour le syndicat des typographes à Genève, et exécute le portrait d'un avocat lausannois, le député radical Louis Ruchonnet (futur conseiller fédéral) ; il converse avec Henri Rochefort et Madame Charles Hugo à La Tour-de-Peilz et, quelques jours après, il joue le rôle de porte-drapeau d'une société locale lors d'une fête de gymnastique à Zurich.
Son œuvre, en multipliant les variantes, n'échappe pas non plus à ce continuel va-et-vient entre une trivialité proche du kitsch et un réalisme poétique. Cette production inégale n'est pas limitée à la période d'exil, mais elle s'accentue depuis la menace qui pèse sur le peintre de devoir payer les frais exorbitants de reconstruction de la Colonne. Cela a incité de nombreux faussaires à profiter de la situation et, déjà du vivant de l'artiste, le marché de l'art a été envahi d'œuvres attribuées à Courbet, dont il est difficile d'apprécier l'originalité. Les circonstances, l'étroitesse de l'espace culturel du pays qui accueille le peintre, l'éloignement de Paris, sont autant de facteurs qui ne l'incitent guère à réaliser des œuvres de l'importance de celles des années 1850-1860. Dans ce contexte défavorable, Courbet a pourtant la force de produire des portraits de grande qualité (Régis Courbet père de l'artiste, Paris, Petit Palais), des paysages largement peints (Coucher de soleil sur le Léman du musée Jenisch à Vevey et du musée des beaux-arts à Saint-Gall), quelques Château de Chillon (comme celui du musée Gustave-Courbet à Ornans). Son état de santé se dégrade fin 1876 : il recommence à grossir, très diminué par une incurable hydropisie stomacale et abdominale.
Il s'attaque en 1877, en prévision de l'Exposition universelle de l'année suivante, à un Grand Panorama des Alpes (The Cleveland Museum of Art) resté partiellement inachevé. Il aborde également la sculpture, les deux réalisations de ces années d'exil sont, La Liberté ou Helvetia en 1875 et La Mouette du Léman, poésie, en 1876.
Par solidarité avec ses compatriotes exilés de la Commune de Paris, Courbet refusa toujours de retourner en France avant une amnistie générale. Sa volonté fut respectée, et son corps fut inhumé à La Tour-de-Peilz le 3 janvier 1878, après sa mort survenue le 31 décembre 1877, au cours du réveillon, son cœur ayant lâché. Son corps est veillé par le peintre André Slomszynski. Dans Le Réveil du 6 janvier 1878, Jules Vallès rend hommage au peintre et à « l'homme de paix » :

« […] Il a eu la vie plus belle que ceux qui sentent, dès la jeunesse et jusqu'à la mort, l'odeur des ministères, le moisi des commandes. Il a traversé les grands courants, il a plongé dans l'océan des foules, il a entendu battre comme des coups de canon le cœur d'un peuple, et il a fini en pleine nature, au milieu des arbres, en respirant les parfums qui avaient enivré sa jeunesse, sous un ciel que n'a pas terni la vapeur des grands massacres, mais, qui, ce soir peut-être, embrasé par le soleil couchant, s'étendra sur la maison du mort, comme un grand drapeau rouge. »

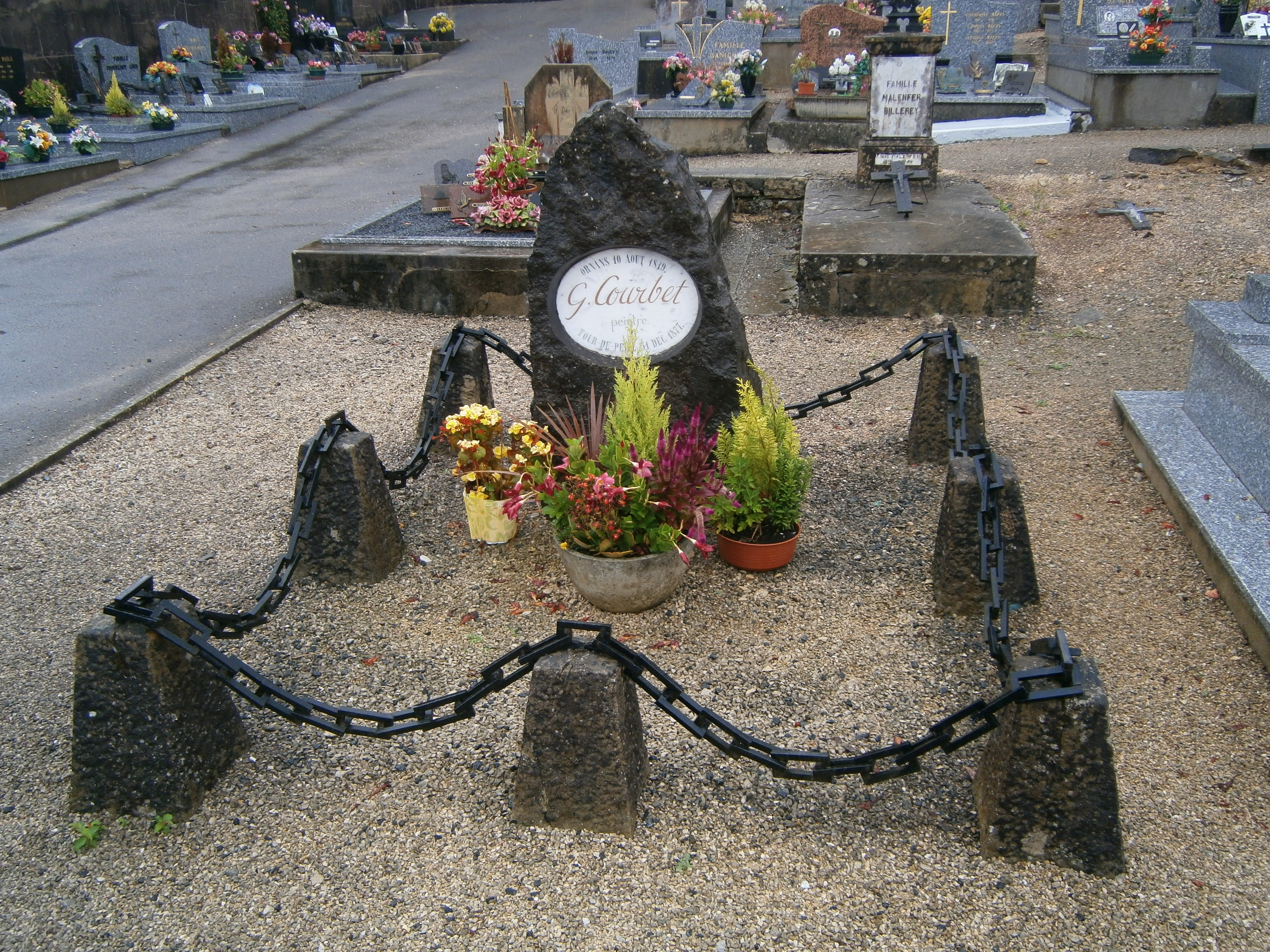
Tombe de G. Courbet à Ornans.

Sa dépouille a été transférée en juin 1919 à Ornans, dans une tombe fort modeste du cimetière communal.
L'héritage du peintre est géré par Juliette Courbet et le docteur Charles Blondon, ami et mécène du peintre, qu'il avait connu en Suisse.

## Courbet au travail

### Techniques

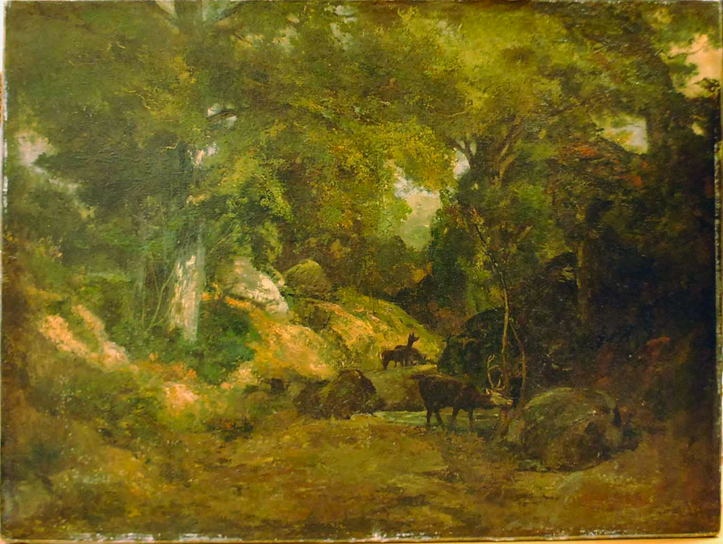
Le Cerf dans la forêt, 1867, avant restauration.

Gustave Courbet enduisait sa toile d’un fond sombre, presque noir, composé de bitume, à partir duquel il remontait vers la clarté, détails de personnages et de paysages, par superposition de touches de couleurs plus claires. Cette technique empruntée à l'école de peinture flamande est, peut-être, en train de condamner certaines œuvres de Courbet. En effet, s'il n'a pas été isolé par un vernis à la gomme-laque, ce goudron, avec le temps, remonte à travers la peinture et tend à assombrir et faire craqueler dangereusement la surface de ses tableaux. Des opérations de sauvetage et de restauration ont été entreprises, parfois à grande échelle, comme pour L'Atelier du peintre (2014-2016, sous le contrôle du musée d'Orsay) ou occasionnellement, par exemple pour Le Cerf dans la forêt (1867, 100 x 75 cm, musée du château de Flers).

### Sources d'inspiration
On trouve dans certaines compositions de Courbet des années 1840 des reprises de certains motifs, empruntés à Théodore Géricault et Eugène Delacroix, deux peintres qu'il admire, surtout pour leurs grands formats.
Courbet a parfois recours à la photographie, en particulier dans la représentation du nu féminin : comme Delacroix avant lui, il utilise des clichés à la place des traditionnelles séances de pose assurées par des modèles vivants. Ainsi, la figure centrale des Baigneuses (1853), mais aussi la composition féminine figurant le modèle dans L'Atelier du peintre, s'inspirent-elles soit du modèle lui-même, soit de clichés du photographe Julien Vallou de Villeneuve. Pour la toile destinée à une réception privée, L'Origine du monde, son cadrage serré évoque les stéréophotographies « pornographiques » produits sous le manteau à cette époque par Auguste Belloc. La Marée basse, immensité (Pasadena, Norton Simon Museum), rappelle un Effet de soleil dans les nuages (1856-1857) du photographe paysagiste Gustave Le Gray. De même, le photographe Adalbert Cuvelier entreprit dès 1850-1852 de faire poser devant son objectif des corps de métiers, des manuels, des artisans (Forgeron et Homme avec une brouette) : on reprochait à Courbet, que, justement, sa peinture ne cachait rien de ce que révèlent l'esthétique précise du daguerréotype, et qu'en plus, elle en grossissait les détails.

## L'interprétation de Courbet

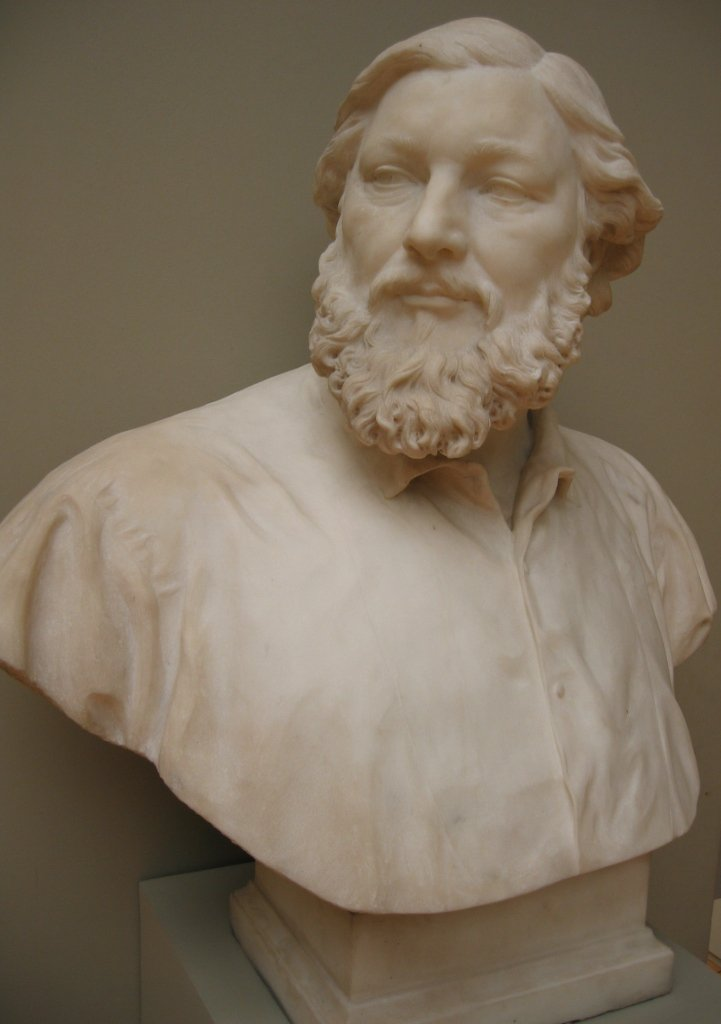
Jules Dalou, Gustave Courbet (1887), marbre, Besançon, musée des beaux-arts et d'archéologie.

### Expositions monographiques
- 1855 : « Pavillon Courbet », en marge de l'Exposition universelle de Paris.
- 1867 : exposition Courbet, Paris, pavillon de l'esplanade de l'Alma, organisée par l'artiste en marge de l'Exposition universelle de Paris.
- 1882 : exposition Courbet aux Beaux-arts de Paris, organisée par Jules-Antoine Castagnary et Juliette Courbet.
- 1929 : rétrospective Courbet au Petit Palais à Paris, organisée par Camille Gronkowski[141].
- 1959-1960 : Gustave Courbet, 1819-1877, Philadelphie, Philadelphia Museum of Art ; Boston, Museum of Fine Arts.
- 1977-1978 : exposition du centenaire de la mort de Courbet, Paris, Grand Palais et Londres, Royal Academy.
- 1979 : Courbet und Deutschland, Francfort, musée Städel.
- 1988 : Courbet Reconsidered, New York, Brooklyn Museum.
- 1998 : Courbet, artiste et promoteur de son œuvre, Lausanne, Musée cantonal des beaux-arts ; Stockholm, Nationalmuseum
- 2006 : Courbet and the Modern Landscape, Los Angeles, The J. Paul Getty Museum
- 2007 : Rétrospective Courbet, Paris, musée d'Orsay / New York, Metropolitan Museum of Art.
- 2010 : Courbet. Ein Traum von der Moderne, Francfort, Schirn Kunsthalle
- 2014 : Courbet, les années suisses, Genève, musée Rath.
- 2019 : Courbet dessinateur, Ornans, musée Courbet / Vevey, musée Jenisch
- 2024 : Devenir Courbet, Ornans, musée Courbet

### Courbet et les critiques de son temps

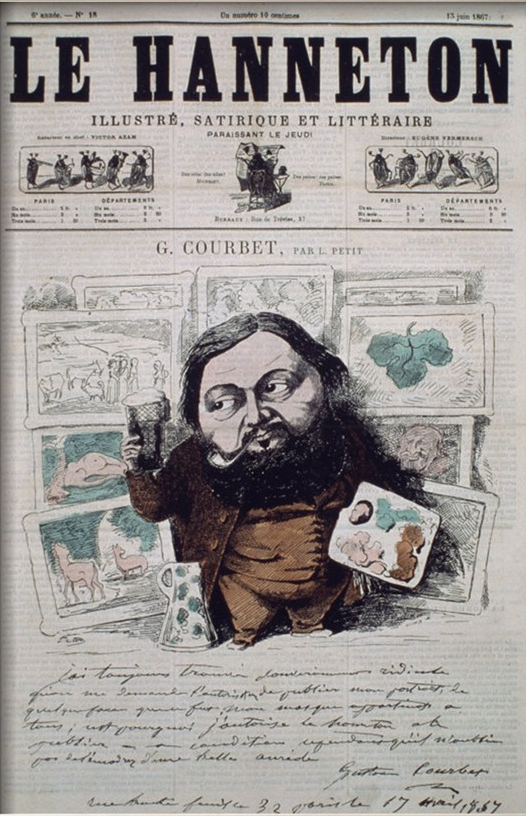
Portrait charge par Léonce Petit : J’ai toujours trouvé souverainement ridicule qu’on me demande l’autorisation de publier mon portrait de quelque façon que ce fut. Mon masque appartient à tous ; c’est pourquoi j’autorise Le Hanneton à le publier – à condition cependant qu’il n’oublie pas de l’encadrer d’une belle auréole (lettre de Courbet au Hanneton, 15 juin 1867).

Rares sont les artistes qui, à cette époque, ont, davantage que Courbet, construit leur carrière grâce à la stratégie du scandale et de la provocation, sous-tendue par un élan à la fois individualiste et moral. Plusieurs événements jalonnent clairement cette construction : le Salon de 1850-1851, l'exposition de Les Baigneuses au Salon de 1853 — qui suscite un emportement critique sans précédent dans la plupart des périodiques de l'époque — l’érection du Pavillon du réalisme en 1855, l’élaboration de l’œuvre Le Retour de la conférence en 1863 et la campagne anticléricale de Gand en 1868, et enfin l’engagement républicain en 1869-1870 dont l'aboutissement est sa participation à la Commune de Paris.
Plusieurs travaux ont analysé le phénomène du scandale et ses réceptions : une provocation calculée où la toile est prise aux rets des discours et conflits du temps. Les critiques du temps ont interprété les œuvres du peintre de manière parfaitement antinomique, nourrissant l’image d’un peintre insoumis et frondeur. Ainsi, tandis que les détracteurs (Edmond About, Charles Baudelaire, Cham, Théophile Gautier, Gustave Planche…) stigmatisent une peinture réaliste, ses défenseurs (Alfred Bruyas, Pierre-Joseph Proudhon, Émile Zola) considèrent qu’elle est capable de véhiculer esprit d’indépendance, liberté et progrès. Certains historiens poussent la réflexion jusqu’à imaginer que cet espace de débat serait un espace démocratique, dans le sens où l’entend le philosophe Claude Lefort, dans la mesure où il institue un conflit d’opinions autour de sa peinture.
Le premier tableau de Courbet que Delacroix put voir fut les Baigneuses, en 1853. Delacroix confie à son journal avoir « été étonné de la vigueur et de la saillie » de cette œuvre, mais il lui reproche « la vulgarité des formes » et pire encore « la vulgarité et l’inutilité de la pensée » qu’il qualifie d’« abominables ». En revanche, deux ans plus tard, il admire L'Atelier du peintre et Un enterrement à Ornans, notamment « de superbes détails ». Plus généralement, Delacroix dénonce le parti pris du détail au détriment de l’imagination dans le réalisme triomphant dont Courbet apparaît comme le chantre.
L’analyse critique de Baudelaire, qui fut son allié jusqu'en 1855 avant de s'en éloigner et de s'y opposer, rapprochait Courbet et Ingres en ceci que dans leur œuvre respective « l’imagination, cette reine des facultés, a disparu ». Il voyait certes en Courbet « un puissant ouvrier, une sauvage et patiente volonté » mais surtout un de ces « anti-surnaturalistes » qui livrent une « guerre à l’imagination », avec leur « philosophie de brutes » et leur « pauvreté d’idées ».
Lors de l'arrivée à Paris de Camille Pissarro, dans les années 1860, il fait partie des peintres qui attirent le jeune artiste, par son renoncement au pathos et au pittoresque, et par sa liberté.
En 1867, Edmond de Goncourt revient consterné de la visite du pavillon Courbet : « Rien, rien et rien dans cette exposition de Courbet. À peine deux ciels de mer. Hors de là, chose piquante chez ce maître du réalisme, rien de l’étude de la nature. Le corps de sa Femme au perroquet est aussi loin, dans son genre, du vrai du nu que n’importe quelle académie du XVIIIe siècle ». Le tableau Le Sommeil, de celui qu’il appelle un « idiot populaire » ne lui inspire que du dédain : « Deux corps terreux, sales, breneux, noués dans le mouvement le plus disgracieux et le plus calomniateur de la volupté de la femme au lit ; rien de la couleur, de la lumière, de la vie de sa peau, rien de la grâce amoureuse de ses membres, une ordure bête ».

### Études sur Courbet
Entre 1853 et 1873, Courbet occupe certes le devant de la scène médiatique de son temps, mais ne suscite que peu d'études approfondies. Après sa mort, s'opère durant les années 1880, une tentative à la fois de réhabilitation de sa mémoire et de conservation de son œuvre en France, étant donné qu'un bon nombre de tableaux étaient partis dans des collections étrangères : l'État français avait jusqu'alors, et à de rares occasions, peu acheté d'œuvres du peintre. Le premier inventaire critique revient à Jules-Antoine Castagnary avec l'exposition organisée aux Beaux-arts de Paris en 1882. Le rôle de sa sœur, Juliette Courbet (1831-1915), à la fois héritière du fonds et dépositaire de la mémoire de son frère, et qui veille au grain jusqu'à sa mort, est primordial. Durant cette époque, le critique Camille Lemonnier tente une première analyse.
La première biographie critique sérieuse est celle menée par Georges Riat en 1906, parce qu'il travailla en collaboration avec la famille et eut accès à de la documentation de première main. Elle est suivie par une véritable première monographie entreprise par Charles Léger entre 1925 et 1948. À l'étranger, Julius Meier-Graefe (en 1921), puis Meyer Schapiro (en 1940), ouvrirent le champ à l'étude comparative. À compter des années 1950, l'intérêt critique augmente à mesure que se multiplient les expositions (Boston, Philadelphie) et que s'opère une réappropriation politique : on doit à Louis Aragon un essai, L'Exemple de Courbet (1952) qui proposait en plus de ses analyses, un premier catalogage des dessins du peintre. En Suisse, les travaux de Pierre Courthion en 1948-50 et en 1987 permettent de repenser la chronologie de l'œuvre, que le peintre avait contribué lui-même à embrouiller, et de revenir sur ses années d'exil. Petit-cousin du peintre, Robert Fernier, assure de son côté la fondation des « Amis de Gustave Courbet » et lance les prémices de ce qui devient le catalogue raisonné, qui paraît en 1977, année du centenaire de la mort du peintre, commémoration qui permet à Paris (Petit Palais) d'accueillir une rétrospective, également présentée à Londres (Royal Academy). Cet événement donne lieu à de nombreux essais notamment anglo-saxons, une nouvelle école critique émerge avec Linda Nochlin, Timothy James Clark — qui publie Une image du peuple. Gustave Courbet et la révolution de 1848 (1973) — puis Michael Fried avec Le Réalisme de Courbet (1997), en même temps qu'était enfin éditée sa correspondance par Petra ten-Doesschate Chu (1996). L'année 1995 est marquée à Paris et sur la scène internationale par la découverte publique de L'Origine du monde, laquelle toile engendre une abondante littérature.
La rétrospective organisée en 2007-2008 à Paris au Grand Palais et à New York au Metropolitan Museum of Art, relayée par un colloque au musée d'Orsay, a rendu plus sensible la diversité de la production du peintre, mêlant les toiles destinées — en leur temps — à une réception publique et les toiles réservées aux intérieurs des collectionneurs. Ségolène Le Men publie à cette occasion une importante monographie, en même temps que paraissaient de nombreuses études spécialisées.

### Demande de transfert au Panthéon
En 2013, un dossier plaidant pour le transfert de la dépouille de Gustave Courbet (conservée dans le cimetière d’Ornans depuis 1919) vers le Panthéon est déposé par le psychiatre Yves Sarfati et le critique d'art Thomas Schlesser auprès du président des Centre des monuments nationaux Philippe Bélaval. La proposition d’hommage posthume à l’artiste apparaît lors du colloque Transferts de Courbet à Besançon en 2011 (publication aux Presses du réel en 2013). Il est appuyé par une tribune dans le Quotidien de l’art du 25 septembre 2013 (numéro 250), où il est affirmé que « la République a une dette envers sa mémoire » ; puis par une tribune dans la rubrique « idées » du Monde.fr où il est dit qu’ « en honorant Courbet, c'est l'engagement républicain et la justice, que l'on honorerait », qu’« en honorant Courbet, c'est le monde d'aujourd'hui et celui des Beaux-arts, que l'on honorerait » et qu’ « en honorant Courbet, c'est la Femme, avec un grand F, que l'on honorerait ». Parmi les membres du comité de soutien à la panthéonisation de l’artiste, on trouve : Nicolas Bourriaud, Annie Cohen-Solal, Georges Didi-Huberman, Romain Goupil, Catherine Millet, Orlan, Alberto Sorbelli.

### Correspondance
La correspondance de Gustave Courbet, riche de quelque six cent lettres, révèle cinquante ans d'échanges épistolaires avec ses amis écrivains, journalistes et hommes politiques. Publiée par Petra ten-Doesschate Chu d'abord en anglais aux Presses de l'Université de Chicago puis chez Flammarion en français en 1996, la correspondance s'est vue complétée d'un additif en 2018 au moment du colloque "La correspondance de Gustave Courbet, 20 ans après".
En 2019 au moment des célébrations du bicentenaire de la naissance de Gustave Courbet, l'Institut Gustave Courbet a publié un important volume de correspondances de Gustave Courbet détenues dans ses collections "Courbet en privé" avec de nombreux inédits. En novembre 2024, la Bibliothèque de Besançon annonce avoir découvert par hasard 116 lettres inédites échangées entre novembre 1872 et mai 1873 entre le peintre franc-comtois et l'une de ses maîtresses, Mathilde Carly de Svazzema,.

## Œuvre
L'œuvre comprend des peintures, des dessins, des aquarelles, et des sculptures. Courbet n'est pas un graveur : à ses débuts, il a exécuté sans doute quelques dessins sur pierre lithographique.

### Peintures

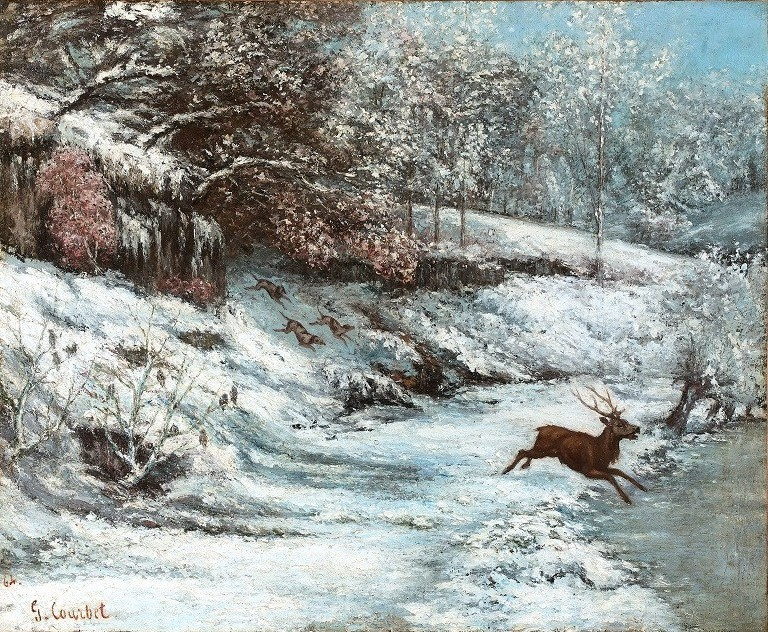
Scène de chasse sous la neige (1864), huile sur toile, Paris, Musée de la Chasse et de la Nature.

Courbet a produit plus d'un millier de toiles dont les deux tiers représentent des paysages. Il lui arrive de signer et dater des toiles au moment d'une exposition, soit après l'exécution définitive du tableau ; il en résulte parfois des approximations de sa part. À de rares exceptions, Courbet peint généralement seul avant 1872. De retour à Ornans à sa sortie de prison, il s'entoure de collaborateurs. On a longtemps cru que l'atelier formé par Courbet à ce moment-là (avec Cherubino Patà, Marcel Ordinaire, Ernest-Paul Brigot...) s'était poursuivi pendant la période d'exil en Suisse, ce qui ne fut pas le cas. L'inventaire général du corpus reste à ce jour incomplet. Il existe en outre de nombreux faux et les expertises de certains tableaux attribués à Courbet ne présentent pas toujours le sérieux nécessaire.

#### Peintures en collections publiques
Cette liste invite à l'énumération des toiles actuellement conservées et accessibles au public :

#### Toiles non localisées (ou disparues)
- Femme se coiffant, 1847, 55 x 46 cm, exposée en 1929, collection Paul Beyta[164].
- Les Casseurs de pierres, 1849, 159 × 259 cm, Gemäldegalerie de Dresde[165].
- Biche forcée à la neige, 1857, exposée en 1929, collection Vicomte Douville-Maillefeu[164].
- Madame Boreau de trois-quarts, vers 1862, exposée en 1929, collection Paul Rosenberg[164].
- Le Retour de la conférence, 1862-1863, disparue après la vente Georges Petit de 1913[165].
- Le Rêve ou Vénus et Psyché, 1864, 145 x 195 cm, disparue à Berlin vers 1944-1945[165] — une version plus petite intitulée Le Réveil (77 × 100 cm) est exposée au musée des beaux-arts de Berne[166].
- La Dame de Munich, 1869, un cliché d'Étienne Carjat existe[167].
- L'Enfant et la Vierge, [date ?], Musée national Zabana d'Oran, volée en 1985, recherchée par Interpol[168].
- Le Cerf aux abois [date ?], exposé à Paris en 1929, collection Werner Herold (Berlin)[164].
- Paysage avec rochers et ruisseau [date ?], dérobé lors du vol au musée des beaux-arts de Montréal en 1972[169].

L'Origine du monde (1866), tableau exposé depuis 1995 au musée d'Orsay.
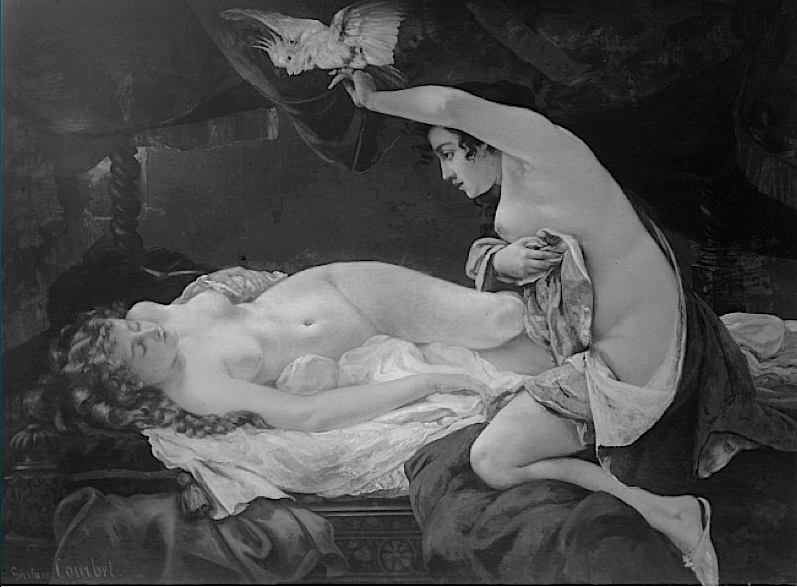
Une toile non localisée : Le Rêve ou Vénus et Psyché (1864), photographie de Robert Jefferson Bingham.

### Dessins d'illustrations
- Max Buchon, Essais poétiques, avec quatre dessins lithographiés, Besançon, L. Sainte-Agathe, 1839.
- Le Salut public no 2, vignette en frontispice, 1-2 mars 1848.
- L'Apôtre Jean Journet, partant pour la conquête de l'harmonie universelle, dessin lithographique éditée par Vion (Paris) avec La Complainte sur l'Air de Joseph, texte anonyme, 1850.
- Champfleury, Les Amis de la nature, avec un frontispice de Félix Bracquemond d'après un dessin de Gustave Courbet, et précédés d'une caractéristique des œuvres de l'auteur par Edmond Duranty, Paris, Poulet-Malassis & de Broise, 1859.
- Champfleury, Chansons populaires des provinces de France, deux dessins en gravure sur bois par François Rouget (1811-1886), Paris, Bourdilliat, 1860.
- Alfred Delvau, Histoire anecdotique des cafés et cabarets de Paris, contient un dessin en gravure, Paris, E. Dentu, 1862.
- Mort de Proud'hon. 20 janvier 1865, dessin d'après Étienne Carjat, gravé en photolithogravure par Lemercier & Cie, 1865 [?].
- Les Demoiselles de village, eau-forte d'après son dessin, Paris, Alfred Cadart et L'Illustration nouvelle, 1867.
- Étienne Baudry (1830-1908), Le Camp des bourgeois, avec douze dessins en gravure, Paris, E. Dentu, 1868.
- Gustave Courbet, Les Curés en goguette, avec six dessins en gravure, Bruxelles, A. Lacroix, Verboeckhoven et Cie, 1868
- Gustave Courbet, La Mort de Jeannot. Les frais du culte, avec quatre dessins en gravure, Bruxelles, A. Lacroix, Verboeckhoven et Cie, 1868.
- Jean Bruno (1821-1899), Les Misères des gueux, ouvrage entièrement illustré par G. Courbet, Paris, A. Lacroix, Verboeckhoven, 1871-1872.

### Sculptures
- 1862 :
  - Le Pêcheur de chavots, plâtre exposé à Paris chez Louis Martinet en 1863, puis tiré en bronze, Ornans
  - Deux têtes féminines modelées en plâtre, exposées à Saintes (1863), non localisées[170]
- 1864 :
  - Portrait de Madame Buchon, médaillon, plâtre, musée d'Orsay[171]

Tiré en bronze en 1874 par Max Claudet
- 1875 :
  - Helvetia, buste en plâtre teinté[173], Besançon, musée des beaux-arts et d'archéologie
  - Liberté ou Helvetia[174], buste en plâtre, commune de La Tour-de-Peilz
  - Liberté, hommage à l'hospitalité, buste en fonte bronzée sur la fontaine de la Place du Temple à La Tour-de-Peilz[132]
  - Liberté, buste en fonte bronzée, Martigny
- 1876 :
  - La Mouette du Lac Léman, médaillon en plâtre (musée Jenisch, Vevey) et deux médaillons en molasse au fronton d'un bâtiment de Vevey (Quai Perdonnet/Place de l'Ancien-Port)[132]

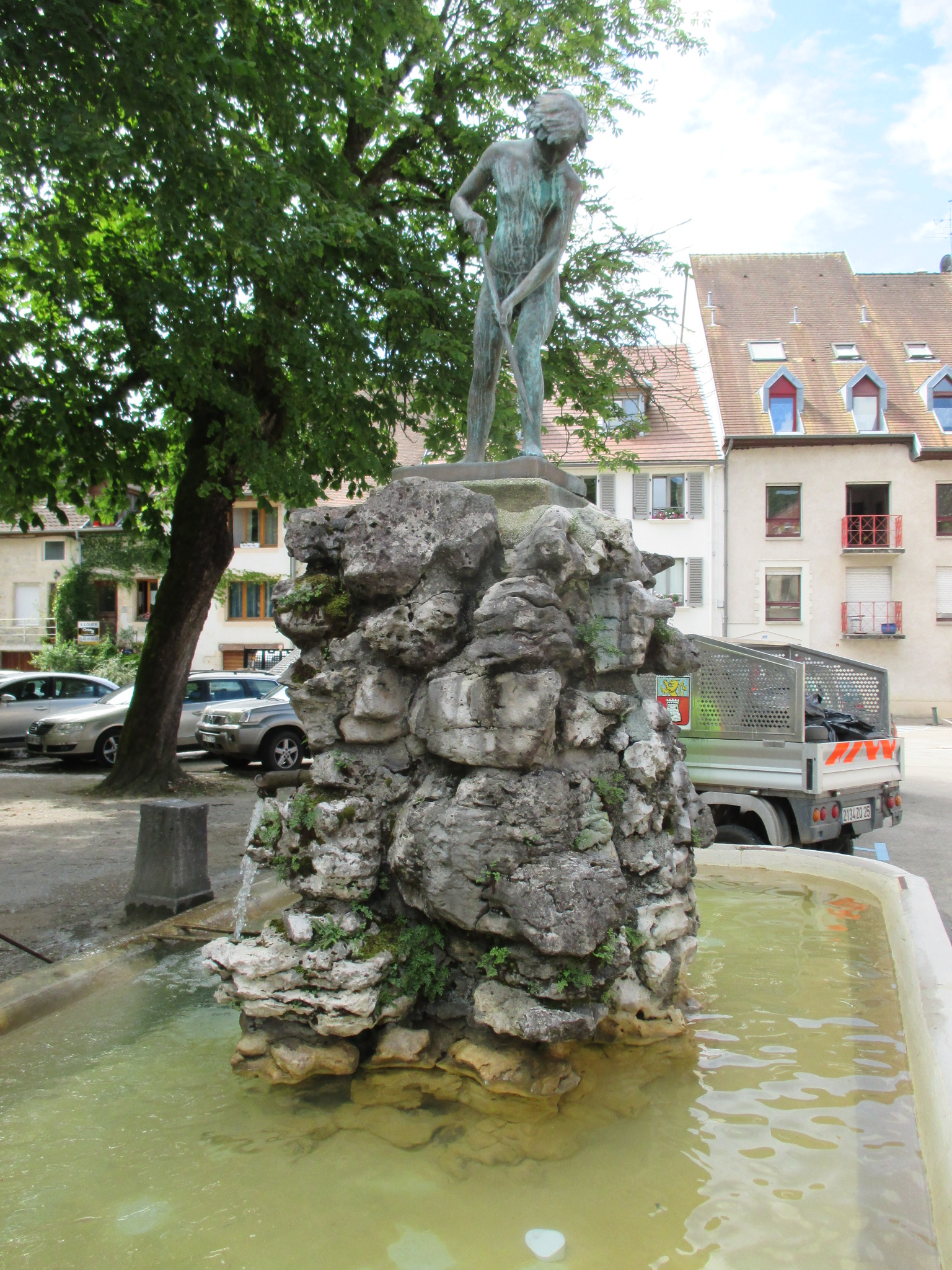
Le Pêcheur de chavots (1862), copie en bronze, place Courbet à Ornans.
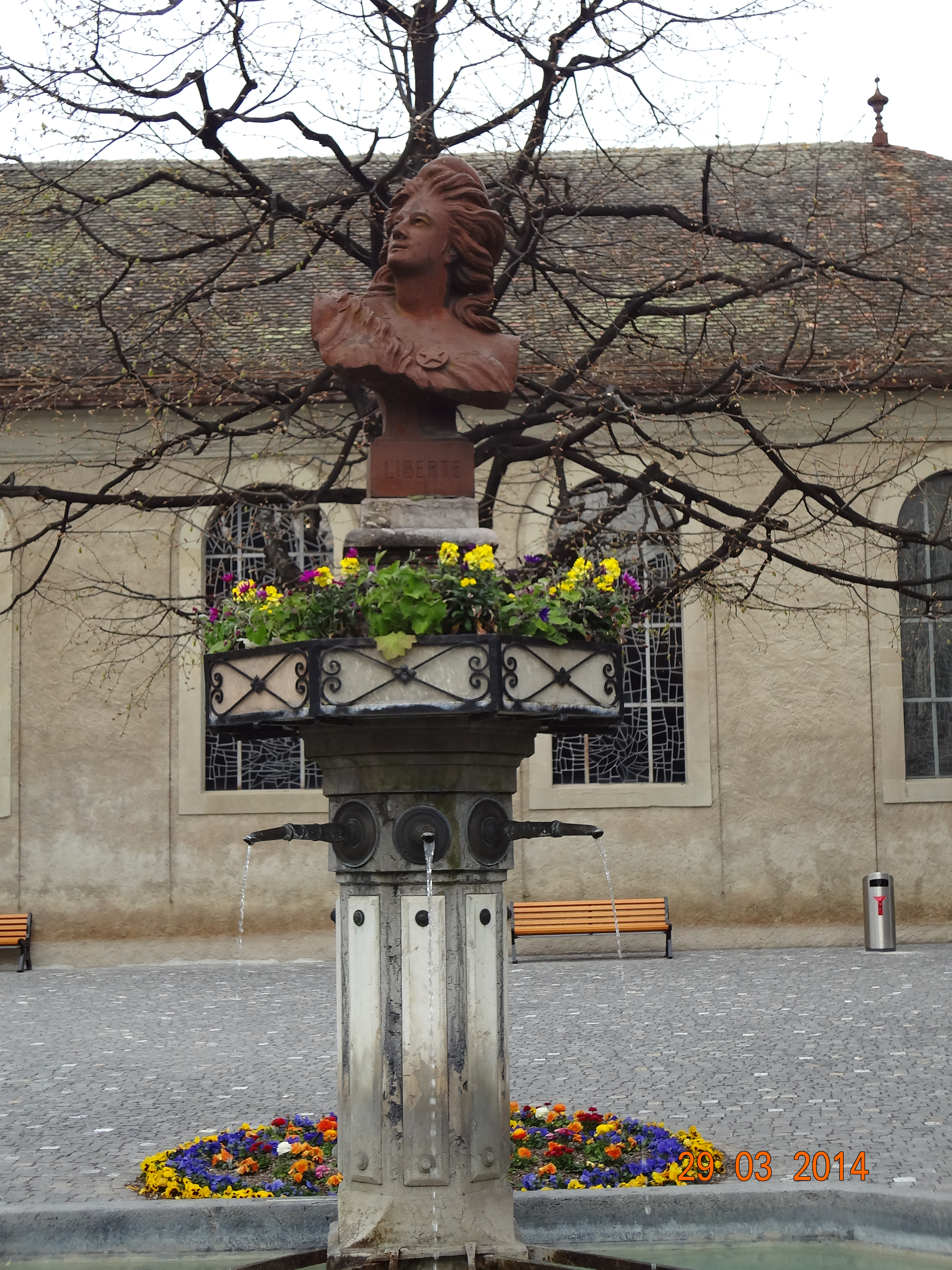
La Liberté, Place du Temple, 1875, La Tour-de-Peilz.
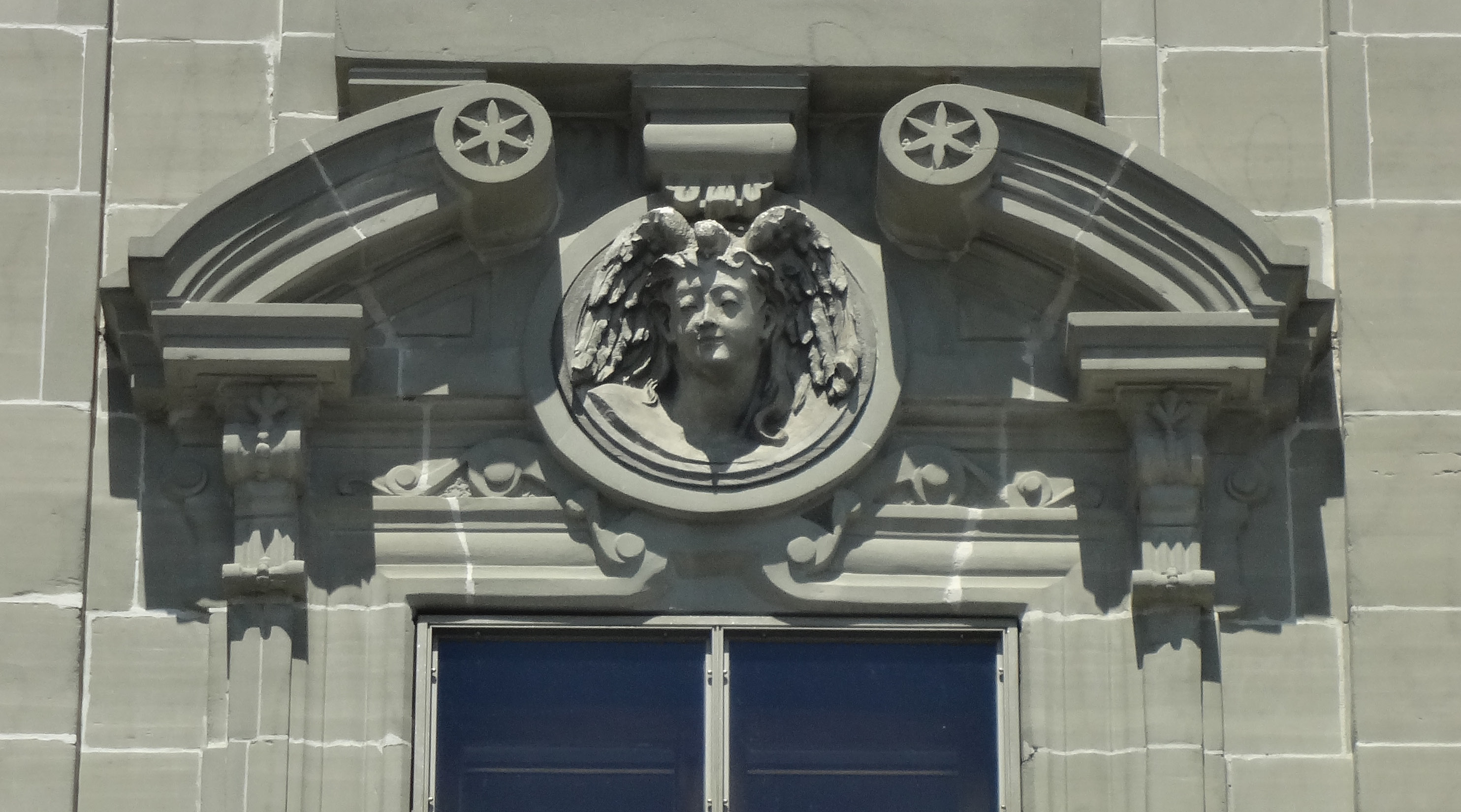
La mouette du lac Léman, 1876, Vevey.

### Écrits
- Pierre Courthion, Courbet raconté par lui-même et par ses amis, 2 volumes, Genève, Pierre Cailler éditeur, 1948-1950
- Petra ten Doesschate-Chu, Correspondance de Courbet, Paris, Flammarion, 1996[175].
- Petra ten-Doesschate Chu, Courbet, épistolier : 24 lettres inédites, Dijon, Les Presses du réel, 2017[176].
- Thomas Schlesser, Le « Journal » de Courbet, Paris, Hazan, 2007[177].
- Gustave Courbet, Écrits, propos, lettres et témoignages, édition établie et présentée par Roger Bruyeron, collection « Savoir Arts », Éditions Hermann, 2011[178].
- Carine Joly (sous la direction), Courbet en privé, Correspondance de Gustave Courbet dans les collections de l'Institut Gustave Courbet, avec une préface de Petra ten-Doesschate Chu, Editions Sekoya, 2019.

## Hommages
- (8238) Courbet, astéroïde.

#### I - Catalogue raisonné
- Robert Fernier, La Vie et l'œuvre de Gustave Courbet. Catalogue raisonné, Lausanne/Paris, Fondation Wildenstein - La Bibliothèque des arts, 2 volumes, 1977-1978 :
  - tome I : « 1819-1865, peintures » (BNF 34622911) Évaluation du fonds peint à environ 1 500 pièces.
  - tome II : « Peintures 1866-1877, dessins, sculptures » (BNF 34651515) 536 numéros d'inventaire incluant les travaux en collaboration.
- Pierre Courthion, Tout l'Œuvre peint de Courbet, collection « Les classiques de l'Art », Paris, Flammarion, 1987,  (ISBN 2080112252).
- Niklaus Manuel Güdel (sous la direction de), Gustave Courbet. Les dessins, Paris, Les Cahiers dessinés, 2019  (ISBN 979-10-90875-83-8)

#### II - Biographies
Par ordre chronologique :
- Jules-Antoine Castagnary, Gustave Courbet et la colonne Vendôme : plaidoyer pour un ami mort, Paris, E. Dentu, 1883.
- Alexandre Estignard, Courbet, sa vie et ses œuvres, Besançon, Delagrange-Louys, 1896 lire en ligne sur Gallica
- Georges Riat, Gustave Courbet, peintre, Paris, Henri Floury, 1906.
- Léonce Bénédite, Courbet, Paris, La Renaissance du livre, 1911 — sur Gallica.
- Théodore Duret, Courbet, Paris, Bernheim-Jeune et Cie, 1918 — édition de 1928 en ligne.
- Charles Léger, Courbet, Paris, Éditions G. Crès et Cie, 1929 — réédition de 1934 chez Braun, en ligne.
- Pierre Courthion, Courbet raconté par lui-même et par ses amis, 2 volumes, Genève, Pierre Cailler éditeur, 1948-1950
- Pierre Mac Orlan, Courbet, coll. « Les Demi-Dieux », Éditions du Dimanche, 1951, avec 114 reproductions dont 7 en couleurs.
- Louis Aragon, L'Exemple de Courbet, Paris, Le Cercle d'art, 1952.
- Michael Fried (trad. de l'américain), Le Réalisme de Courbet, Paris, Gallimard, 1993.
- Pierre Georgel, Courbet. Le poème de la nature, Paris, Gallimard/RMN, 1995.
- Michel Ragon, Gustave Courbet, peintre de la liberté, Paris, Fayard, 2004, 524 p. (ISBN 978-2-213-61500-4).
- Fabrice Masanes, Gustave Courbet. Biographie, Paris, Taschen, 2006, 96 p. (ISBN 978-3-8228-5681-9).
- (en) Linda Nochlin (trad. de l'américain), Courbet : With 109 Illustrations, 14 in Color, Paris-Londres-New York, Thames & Hudson, 2007, 224 p. (ISBN 978-0-500-28676-0).
- Ségolène Le Men, Courbet, Paris, Citadelles et Mazenod, 2007, 96 p. (ISBN 978-3-8228-5681-9).

#### III - Catalogues d'exposition
Par ordre chronologique inversé :
- Carine Joly, Karl Laurent, Gustave Courbet, de la source à l'océan, Trouville-sur-Mer, Villa Montebello, du 2 juillet au 31 décembre 2002, Cabourg, Les Cahiers du temps, 2022
- Carine Joly, Valérie Pugin, Gustave Courbet, l'école de la nature, Saint Claude, Musée de l'abbaye, Fondation Génis/ Bardone, du 21 octobre 2020 au 31 août 2021, Milan, Silvana Editoriale, 2020
- Séverine Bompays, Carine Joly, Gustave Courbet, une histoire intime, Saintes, Musée de l'échevinage, du 18 mai au 31 octobre 2019, Editions Ville de Saintes, 2019.
- Carine Joly, Courbet - Isabey, le peintre et l'architecte, Flagey, Ferme familiale de Gustave Courbet, du 25 mai au 3 novembre 2019, Editions du Département du Doubs.
- Diana Bloom, Niklaus Manuel Güdel, Courbet/Hodler, une rencontre, catalogue de l'exposition, Ornans, musée Gustave-Courbet, 31 octobre 2019 - 6 janvier 2020, Genève, Editions Notari, 2019  (ISBN 978-2-940617-35-7)
- Niklaus Manuel Güdel (sous la direction de), Gustave Courbet. Les dessins, Ornans, musée Courbet, 14 février au 29 avril 2019 et Vevey, Musée Jenisch, 1er novembre 2019 au 2 février 2020, Les Cahiers dessinés, Paris, 2019  (ISBN 979-10-90875-83-8).
- Courbet e la natura, catalogue d'exposition, Ferrare, Palazzo dei Diamanti, 22 septembre 2018 au 6 janvier 2019, Fondazione Ferrara Arte, 2018  (ISBN 978-88-89793-43-5).
- Carine Joly, Alexia Volot, Courbet et la nature, Regards croisés, Auberive, Centre d'art de l'abbaye d'Auberive, du 5 juin au 26 septembre 2016, Editions du Centre d'art de l'abbaye d'Auberive, 2016
- Carine Joly, Véronique Lourme, Courbet s'invite chez Lansyer, Loches, Maison-Musée Lansyer, du 4 juin au 2 novembre 2016, Editions de la Ville de Loches, 2016.
- Carine Joly (sous la direction de), Courbet / Clergue, Rencontre photographique, 17 décembre 2016 au 30 avril 2017, Ornans, Musée départemental Gustave Courbet, coéditions Musée départemental Gustave Courbet / Institut Gustave Courbet, 2016
- Julie Delmas, Carine Joly, Le Retour de la conférence, un tableau disparu, catalogue de l'exposition, Ornans, musée Gustave-Courbet, 12 décembre 2015 au 18 avril 2016, Éditions du Sekoya, 2015.
- Collectif, Gustave Courbet. Les années suisses, catalogue d'exposition, Genève, Musée d'art et d'histoire, 5 septembre 2014 - 4 janvier 2015, Paris, Ed. Artlys, 2014.
- Denis Coutagne (dir.), Courbet-Cézanne : la vérité en peinture, catalogue d'exposition, Ornans, Musée Gustave Courbet, 29 juin au 14 oct. 2013, Lyon, Fage, 2013.
- Collectif, Gustave Courbet et la Belgique. Réalisme de l'art vivant à l'art libre, catalogue d'exposition, Bruxelles, Musées royaux des Beaux-Arts de Belgique, 7 mai au 11 août 2013, Éd. Milan / Silvana Editoriale, 2013.
- Collectif, Les Chasses de Monsieur Courbet, catalogue d'exposition, Ornans, Musée Gustave Courbet, 24 nov. au 25 février 2012, Ornans, Besançon, Musée Gustave Courbet, Éd. du Sekoya, 2012.
- Carine Joly (sous la direction de), Les graveurs de Gustave Courbet, Ornans, Musée départemental Gustave Courbet, du 29 novembre 2011 au 12 mars 2012, coédition musée départemental Gustave Courbet, Institut Gustave Courbet, 2011
- Frédérique Thomas-Maurin, Julie Delmas (dir.), Courbet/Clésinger, œuvres croisées, catalogue d'exposition, Ornans, Musée Gustave Courbet, 2 juill. au 3 oct. 2011, Ornans, Besançon, Musée Gustave Courbet, Éd. du Sekoya, 2011.
- Noël Barbe et Hervé Touboul (dir.), Courbet-Proudhon. L'art et le peuple, Saline Royale d'Arc-et-Senans, 4 juin au 6 septembre 2010, Besançon, Éd. du Sekoya, 2010.
- Collectif, Gustave Courbet, catalogue d'exposition, Paris, Galeries nationales du Grand Palais, 13 oct. 2007 au 28 janvier 2008 ; The Metropolitan Museum of Art, New York, 27 fév. au 18 mai 2008 ; Musée Fabre, Montpellier, 14 juin au 28 septembre 2008 ; Paris, Réunion des musées nationaux, 2007.
- Laurence des Cars (dir.), Courbet et la Commune, catalogue d'exposition, Paris, Musée d'Orsay, 13 mars au 11 juin 2000, Paris, RMN, 2000.
- Sarah Faunce, Linda Nochlin, Courbet considered, catalogue d'exposition, Brooklyn Museum, 4 novembre 1988 au 16 janvier 1989 ; Minneapolis Institute of Arts, 18 fév. au 30 avr.1989 ; Brooklyn, Brooklyn Museum, 1988.
- Collectif, Courbet à Montpellier, catalogue d'exposition, Montpellier, Musée Fabre, 5 nov. au 25 décembre 1985 ; Musée Fabre, Montpellier, 1985.
- Pierre Chessex, Courbet et la Suisse, catalogue d'exposition, Château de La Tour-de-Peilz, 24 juillet-26 septembre 1982, s. l., s.n., 1982.
- Alan Browness, Marie-Thérèse de Forges, Michel Laclotte, Hélène Toussaint (direction), Gustave Courbet : 1819-1877, catalogue d'exposition, Paris, Galeries nationales du Grand Palais, 30 septembre 1977 au 2 janvier 1978 ; Londres, Royal Academy, 18 janvier au 19 mars 1978 ; Paris, Éditions des musées nationaux, 1977.
- Marie-Thérèse de Forges, Lola Faillant-Dumas (dir.), Autoportraits de Courbet, catalogue d'exposition, Paris, Musée du Louvre, 1973 ; Paris, Éditions des musées nationaux, 1973.
- Michel Laclotte, Palma Bucarelli, Hélène Toussaint, Gustave Courbet (1819-1877), catalogue d'exposition, Rome, Villa Medicis, 28 oct. 1969 au 6 juin 1970 ; Rome, De Luca, 1969.
- Collectif, Courbet dans les collections privées françaises, catalogue d'exposition, Paris, Galerie Claude Aubry, 5 mai au 25 juin 1966 ; Paris, Imprimerie Union, 1966.
- Hugo Wagner, Gustave Courbet, catalogue d'exposition, Berne, Kunstmusuem, 22 sept. au 18 novembre 1962 ; Berne, Kunstmuseum, 1962.
- Gaston Delestre (dir.), Gustave Courbet, 1819-1877, catalogue d'exposition, Londres, Marlborough Gallery, mai-juin 1953 ; Londres, Malborough, 1953.
- Jean Vergnet-Ruiz (dir.), Exposition Gustave Courbet, catalogue d'exposition, Besançon, Musée des beaux-arts, 23 août au 10 oct. 1952 ; Besançon, Musée des beaux-arts, 1952.
- André Chamson, Exposition Gustave Courbet, catalogue d'exposition, La Tour-de-Peilz, Salle des Remparts, 8 juillet au 3 octobre 1950, Imprimerie et lithographie Klausfelder, Vevey, 1950.
- Alfred Daber, Courbet, exposition du 130e anniversaire de sa naissance, 10 juin 1819 - 10 juin 1949, catalogue d'exposition ; Paris, Galerie Daber, 1949.
- Robert Fernier, Gustave Courbet, catalogue d'exposition, mairie d'Ornans, 23 juill. au 1er octobre 1939 ; Ornans, 1939.
- Collectif, Gustave Courbet, catalogue d'exposittion, Zurich, Kunsthaus, 15 décembre 1935 au 31 mars 1936 ; Zurich, Institut Orell Fussli, 1935.
- Collectif, Gustave Courbet, catalogue d'exposition, Paris, Petit Palais, mai-juin 1929 ; Paris, Éd. de la Gazette des Beaux-Arts, 1929.
- Jules-Antoine Castagnary, Exposition des œuvres de Gustave Courbet à l'école des Beaux-Arts (mai 1882), Paris, Impr. E. Martine, 1882.

#### IV - Essais monographiques
Par ordre alphabétique d'auteur :
- Jules-Antoine Castagnary, Gustave Courbet, Rezé, Éditions Séquences, 2000 — Extrait : notes et présentation de Bertrand Tillier.
- Timothy James Clark, Une image du peuple. Gustave Courbet et la Révolution de 1848 (1973), trad. française, Dijon, Les Presses du réel, 2007.
- Collectif, Controverse sur Courbet et l'utilité sociale de l'art, textes de P.-J. Proudhon et d'Émile Zola, notes et postface par Ch. Salaün, Paris, éd. des Mille et une nuits, 2011  (ISBN 9782755505917).
- Niklaus Manuel Güdel, Gustave Courbet - Une enquête sur le paysage, Dijon, Les presses du réel, 2019.
- Michèle Haddad, Gustave Courbet : peinture et histoire, Sainte-Croix Pontarlier, Presse du Belvédère, 2007.
- Pierre Mac Orlan,Courbet, Texte de Pierre Mac Orlan, éditions du Dimanche, Paris, Coll. Les Demi-Dieux, 1951,inclus une biographie d'Anna Marsan ; sous la dir.de François Llano-Florez et d'Anna Marsan. Avec 114 reproductions dont 7 en couleurs.
- Dominique Massonnaud, Courbet Scandale. Mythes de la rupture et modernité, Paris, L'Harmattan, coll. Ouverture philosophique, 2003.
- Thierry Savatier, Courbet, Une révolution érotique, Paris, Bartillat, 2014.
- Thomas Schlesser, Réceptions de Courbet. Fantasmes réalistes et Paradoxes de la démocratie (1848-1871), Dijon, Les Presses du réel, 2007.
- Thomas Schlesser, Bertrand Tillier, Courbet face à la caricature : le chahut par l'image, Paris, Kimé, 2007.
- Gilbert Titeux, Au temps du brame… (Les représentations de la chasse dans l'œuvre de Gustave Courbet et dans la peinture allemande du XIXe siècle (1800-1900), Les Presses du réel, Dijon, 2014  (ISBN 978-2-84066-605-9)

#### V - Recueil d'articles
- Carine Joly (sous la direction de ), A la source, découverte d'un paysage inédit de Gustave Courbet, La source du Lison, collection Cahiers de l'Institut Gustave Courbet, n°1, Milan, Silvana Editoriale, 2023.
- Carine Joly, Hervé Novelli (sous la direction de), Gustave Courbet, Chronique d'une réhabilitation, Le Retour au pays : de La Tour de Peilz à Ornans, Milan, Silvana Editoriale, 2022
- Diana Bloom, Niklaus Manuel Güdel, Courbet/Hodler, une rencontre, Genève, Editions Notari, 2019  (ISBN 978-2-940617-35-7)
- Collectif, Transferts de Courbet, actes du colloque de Besançon, Dijon, Les Presses du réel, 2013.
- Collectif, Courbet à neuf !, actes du colloque international, Paris, les 6 et 7 décembre 2007, Paris, Éd. de la Maison des sciences de l'homme, 2010.
- Pierre Chessex, « Courbet en Eldorado: les années d'exil en Suisse », Ligeia, dossiers sur l'art, no 41-44, 2002-2003, p. 82-89.
- Michèle Haddad, « Courbet et l'enseignement de l'art, ou comment faire école sans tenir école », Romantisme, no 122, 2003, p. 71-79.
- Thomas Kerstin, « La mise en scène du sauvage : Gustave Courbet et la chasse », Romantisme, no 129, 2005, p. 79-96.
- Fabrice Masanes, « Gustave Courbet devant l'objectif caricatural d'André Gill », Bulletin des amis de Gustave Courbet, no 98-99, 1998-1999, p. 22-39.
- Fabrice Masanes, « Le Portrait de Baudelaire par Courbet ou le visage du jeune critique en 1848 », Ligeia (CNRS), no 41-44, octobre 2002-juin 2003, p. 90-105.
- Dominique Massonnaud, « Le Désarroi critique : les affirmations polémiques comme négation de l'art », Figures de la Négation, Textuel, no 29, 1995, p. 51-65.
- Pierre Mollier, « À propos de L’Atelier de Courbet : note sur l’analyse « maçonnique » d’une œuvre et sa méthodologie », Collectif, Une fraternité dans l'histoire : les artistes et la franc-maçonnerie aux XVIIIe et XIXe siècles, Catalogue d'exposition, Besançon, musée des beaux-arts, 15 septembre 2005 - 30 janvier 2006, Paris, Besançon, Somogy Ed. d'art, musée des beaux-arts et d'archéologie, 2005, p. 133-137.
- Benoît Noël et Jean Hournon, « L'Origine du monde », Parisiana, la capitale des arts au XIXe siècle, Paris, Les Presses franciliennes, 2006. p. 34-41.

#### VI - Vidéographie
- Roger Leenhardt, L'Homme à la pipe, documentaire, 16 min, 1964.
- Pierre Guy, Rencontre avec Gustave Courbet, documentaire, Altamira Films, 26 min, 1989 — résumé en ligne.
- Pascale Charpentier et Marie-Andrée Armynot, Une vie, une œuvre : Gustave Courbet ou l'audace du réel (1819-1877), émission télévisée, 80 min, 1993 — visualisation en ligne.
- Philippe Di Folco, La Biche morte, court métrage, 17 min, 2019[179].

#### VII - Vie romancée
- Bernard Teyssèdre, Le Roman de l'Origine, Paris, Gallimard, coll. L'infini, 1996, 2e édition, 2007.
- François Dupeyron, Le Grand Soir, Actes Sud, 2006.
- David Bosc, La Claire Fontaine, Verdier, 2013.
- Pierre Perrin, Le Modèle oublié, Laffont, 2019
- Giselle Blanchard, Les dessous de l'Origine du monde, Ed. du Palio,  (ISBN 978-2-35449-132-1), 2024

### Notices biographiques
- Jules Clère, Les hommes de la Commune : Biographie complète de tous ses membres, Paris, Libraire-éditeur É. Dentu, 1871, 195 p. (lire en ligne sur Gallica), p. 63-65
- Paul Delion, Les membres de la Commune et du Comité central, Paris, A. Lemerre éditeur, août 1871, 446 p. (lire en ligne sur Gallica), p. 58-63
- Bernard Noël, Dictionnaire de la Commune, Coaraze, L'Amourier éditions, coll. « Bio », avril 2021 (1re éd. 1971), 799 p. (ISBN 978-2-36418-060-4, ISSN 2259-6976, présentation en ligne), p. 226-227
- « Notice Courbet Gustave [Courbet Désiré, Jean, Gustave] », sur maitron.fr, Le Maitron, dictionnaire bibliographique du mouvement ouvrier et du mouvement social, Association Les Amis du Maitron (consulté le 8 août 2021)
  - « Notice Courbet Gustave [Courbet Désiré, Jean, Gustave] [Dictionnaire des anarchistes] », Le Maitron (consulté le 8 août 2021)

#### Bases de données et dictionnaires
- Ressources relatives aux beaux-arts :   - AGORHA
  - Art Institute of Chicago
  - Art UK
  - Artists of the World Online
  - Bénézit
  - Bridgeman Art Library
  - British Museum
  - Collection de peintures de l'État de Bavière
  - Grove Art Online
  - J. Paul Getty Museum
  - Kunstindeks Danmark
  - Musée d'art Nelson-Atkins
  - Musée d'Orsay
  - Musée des beaux-arts du Canada
  - Musée national du Victoria
  - Musée Städel
  - Musée Thyssen-Bornemisza
  - Museum of Modern Art
  - National Gallery of Art
  - National Portrait Gallery
  - Nationalmuseum
  - Österreichische Galerie Belvedere
  - RKDartists
  - SIKART
  - Union List of Artist Names
- Ressources relatives à la vie publique :   - base Léonore
  - Documents diplomatiques suisses 1848-1975
  - Maitron
- Ressources relatives à la musique :   - Discogs
  - MusicBrainz
- Ressource relative à la littérature :   - Internet Speculative Fiction Database
- Ressource relative au spectacle :   - Les Archives du spectacle
- Ressource relative à plusieurs domaines :   - Radio France
- Notices dans des dictionnaires ou encyclopédies généralistes :   - Britannica
  - Brockhaus
  - Den Store Danske Encyklopædi
  - Deutsche Biographie
  - Dictionnaire historique de la Suisse
  - Enciclopedia italiana
  - Enciclopédia Itaú Cultural
  - Frankfurter Personenlexikon
  - Gran Enciclopèdia Catalana
  - Hrvatska Enciklopedija
  - Internetowa encyklopedia PWN
  - Nationalencyklopedin
  - Proleksis enciklopedija
  - Store norske leksikon
  - Treccani
  - Universalis
  - Visuotinė lietuvių enciklopedija
- Notices d'autorité :   - VIAF
  - ISNI
  - BnF (données)
  - IdRef
  - LCCN
  - GND
  - Italie
  - Japon
  - CiNii
  - Espagne
  - Belgique
  - Pays-Bas
  - Pologne
  - Israël
  - NUKAT
  - Catalogne
  - Suède
  - Vatican
  - WorldCat